# Lockheed Martin F-35
Die Lockheed Martin F-35 Lightning II ist ein Tarnkappen-Mehrzweckkampfflugzeug der fünften Generation, das aus dem Joint Strike Fighter-Programm (JSF) des US-Verteidigungsministeriums hervorgegangen ist. Es soll in den Luftstreitkräften vieler westlicher Staaten die F-16 Fighting Falcon oder noch ältere Flugzeuge ersetzen, wobei die US Air Force weiterhin der mit Abstand größte Abnehmer bleibt. Es ist das vierte von der US Air Force beschaffte Muster eines Kampfflugzeuges mit Stealth-Technik – nach Indienststellung von F-117 Nighthawk (1983), B-2 Spirit (1993), F-22 Raptor (2005) – und das erste, das auch in Partnerländer exportiert wird.

## Definition
Die F-35 ist ein Mehrzweckkampfflugzeug, das je nach Land die General Dynamics F-16, McDonnell Douglas F/A-18, General Dynamics F-111 und die AV-8B-Harrier-II-Jets ersetzen soll. Ziel des Projektes ist es, ein Kampfflugzeug mit Stealth-Technik und moderner Avionik zur Verfügung zu stellen, dessen Stealth-Fähigkeiten gegenüber der F-22 zwar verringert sind, das aber aufgrund des daraus resultierenden niedrigeren Preises die Anschaffung großer Stückzahlen ermöglicht. Die F-35 schließt damit die Lücke zwischen dem Luftüberlegenheitsjäger F-22 Raptor der US-amerikanischen Luftwaffe und der F/A-18E/F Super Hornet der US Navy, die nur über beschränkte Stealth-Fähigkeiten verfügt.

## Produktionsvarianten

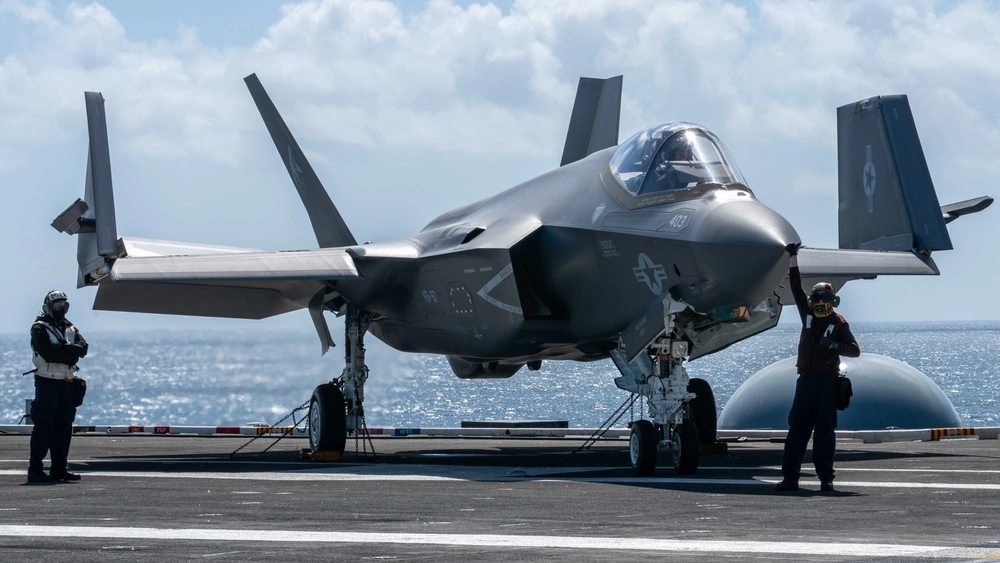
F-35C-Variante auf USS Carl Vinson (CVN 70) mit eingeklappten Flügeln (31. März 2023)

Die F-35 (JSF) wird in drei Hauptvarianten gefertigt, die auf die Bedürfnisse der jeweiligen Abnehmer abgestimmt sind. Alle drei Typen verfügen über Tarnkappenfähigkeiten, solange keine Waffen an Außenpositionen mitgeführt werden.
- F-35A: Ein konventionell startendes und landendes Flugzeug (CTOL) für die US Air Force und den Export.
- F-35B: Ein Kurzstartflugzeug mit Senkrechtlandekapazität (STOVL) für das US Marine Corps, die italienische Marine und die Royal Air Force (RAF)/Royal Navy (RN). Auch die Variante F-35B ist für den Flug mit Überschallgeschwindigkeit konzipiert.
- F-35C: Eine trägergestützte Variante für die US Navy, das US Marine Corps (sowie zwischendurch auch für RAF/RN erwogen) mit größeren Tragflächen, einklappbaren Tragflächenenden, verstärktem Fahrwerk mit doppelten Bugrad sowie Fanghaken.

## Geschichte

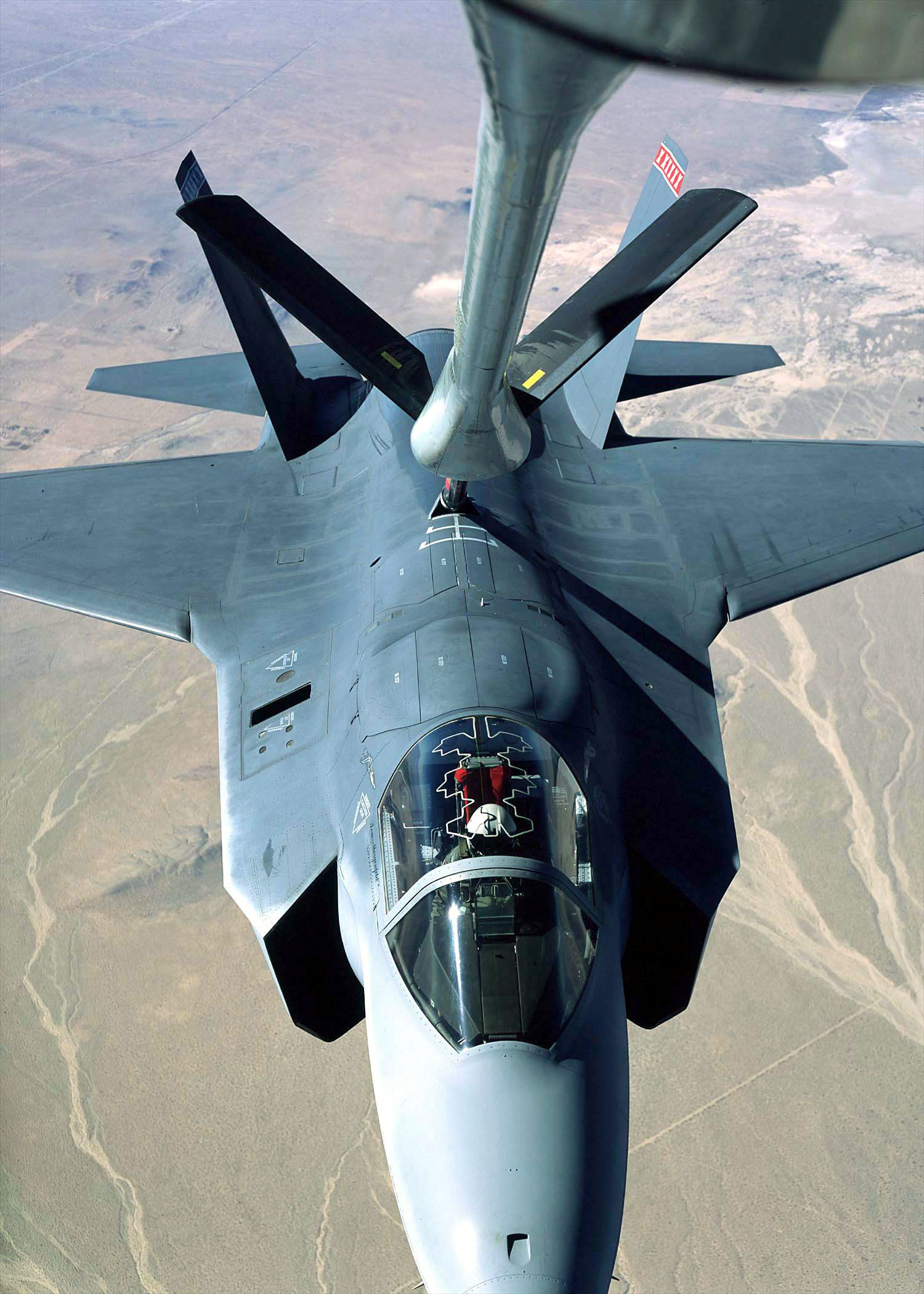
X-35A, fotografiert aus einer KC-135 Stratotanker

### X-35 JSF
Die Anforderungen für den JSF entstanden im Joint-Advanced-Strike-Technology-Programm (JAST) ab 1993. Im Rahmen des Programms baute Boeing die X-32, wohingegen Lockheed Martin mit der X-35 antrat. Es wurden zwei X-35-Maschinen gebaut, mit denen bewiesen werden sollte, dass die Anforderungen an den JSF erfüllt werden können. Besonders die Einsatzfähigkeit der VTOL-Technik musste demonstriert werden.
Die Basisversion des JSF, die X-35A, absolvierte ihren Erstflug am 24. Oktober 2000 in Palmdale (Kalifornien/Vereinigte Staaten). Bereits im November war das Testprogramm abgeschlossen, woraufhin mit den Umbauarbeiten zur X-35B begonnen werden konnte. Die X-35B ist ein Flugzeug, das senkrecht starten und landen kann (VTOL), wobei aber hauptsächlich die STOVL-Variante genutzt wird. Der erste Schwebeflug über einem Gitterrost fand am 22. Februar 2001 statt. Der erste Übergang vom Schwebe- zum Horizontalflug gelang am 3. Juli auf der Edwards AFB (USA), der Übergang vom Horizontalflug zur Senkrechtlandung war am 16. Juli 2001 erfolgreich. Die letzte Variante des JSF, die X-35C, ist für den Einsatz auf herkömmlichen (Katapult-)Flugzeugträgern (CV) ausgelegt. Die Hauptunterscheidungsmerkmale sind die vergrößerten Tragflächen, das verstärkte Fahrwerk und der Fanghaken am Heck. Der Erstflug fand am 16. Dezember 2000 in Palmdale (Kalifornien/USA) statt, zwischen dem 3. Januar 2001 und dem 10. März 2001 wurden 250 simulierte Flugzeugträger-Landungen durchgeführt.
Alle drei Varianten haben die Überschallfähigkeit nachgewiesen. Aufgrund der zahlreichen Änderungen am Flugzeug gehen beide X-35 an Museen. Die X-35C wurde am 16. Juli 2003 an das Patuxent River Naval Air Museum übergeben, die X-35A/B am 26. September 2003 an das Smithsonian Udvar-Hazy National Air and Space Museum.

### Weiterentwicklung zur F-35

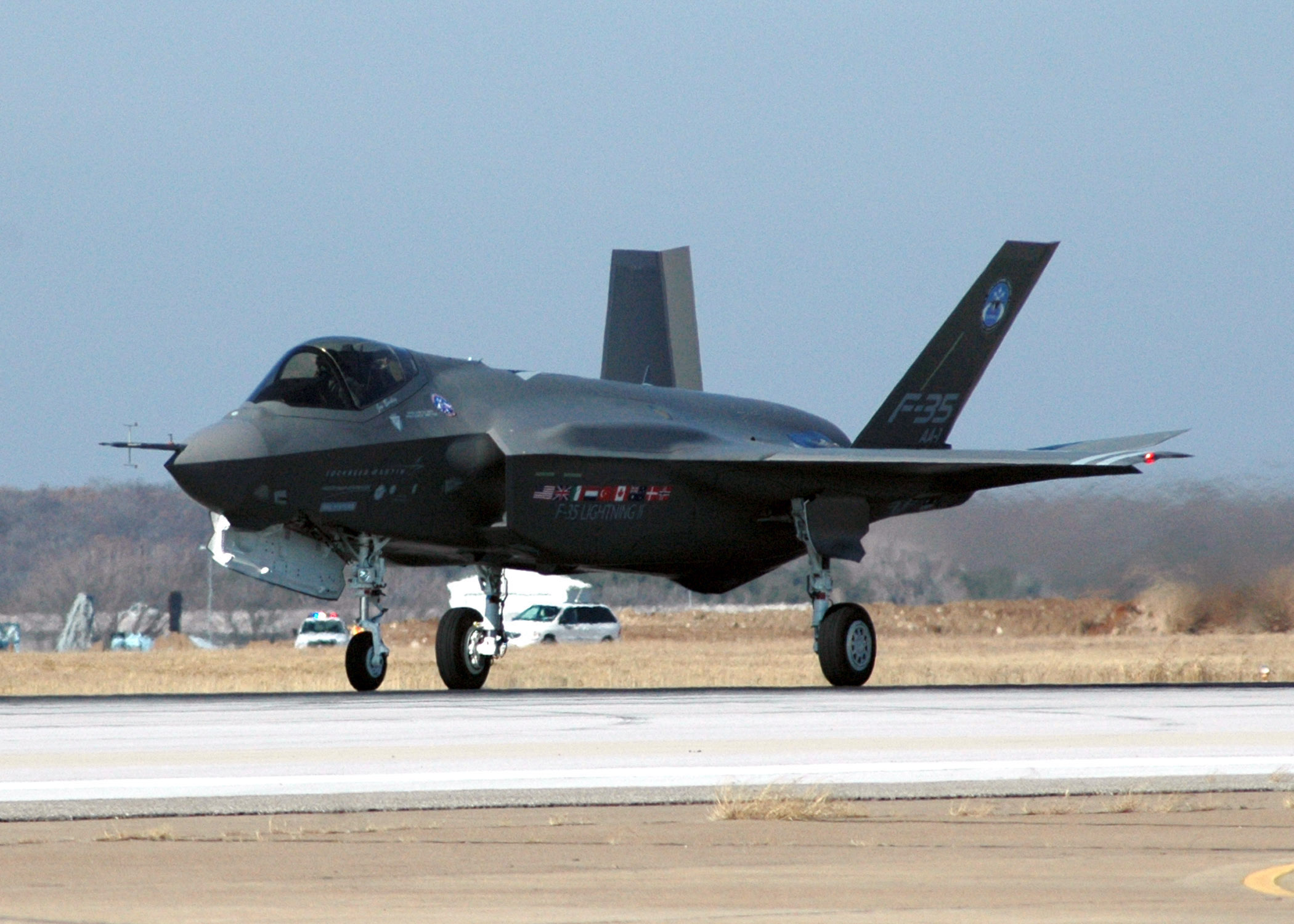
F-35A Prototyp AA-1

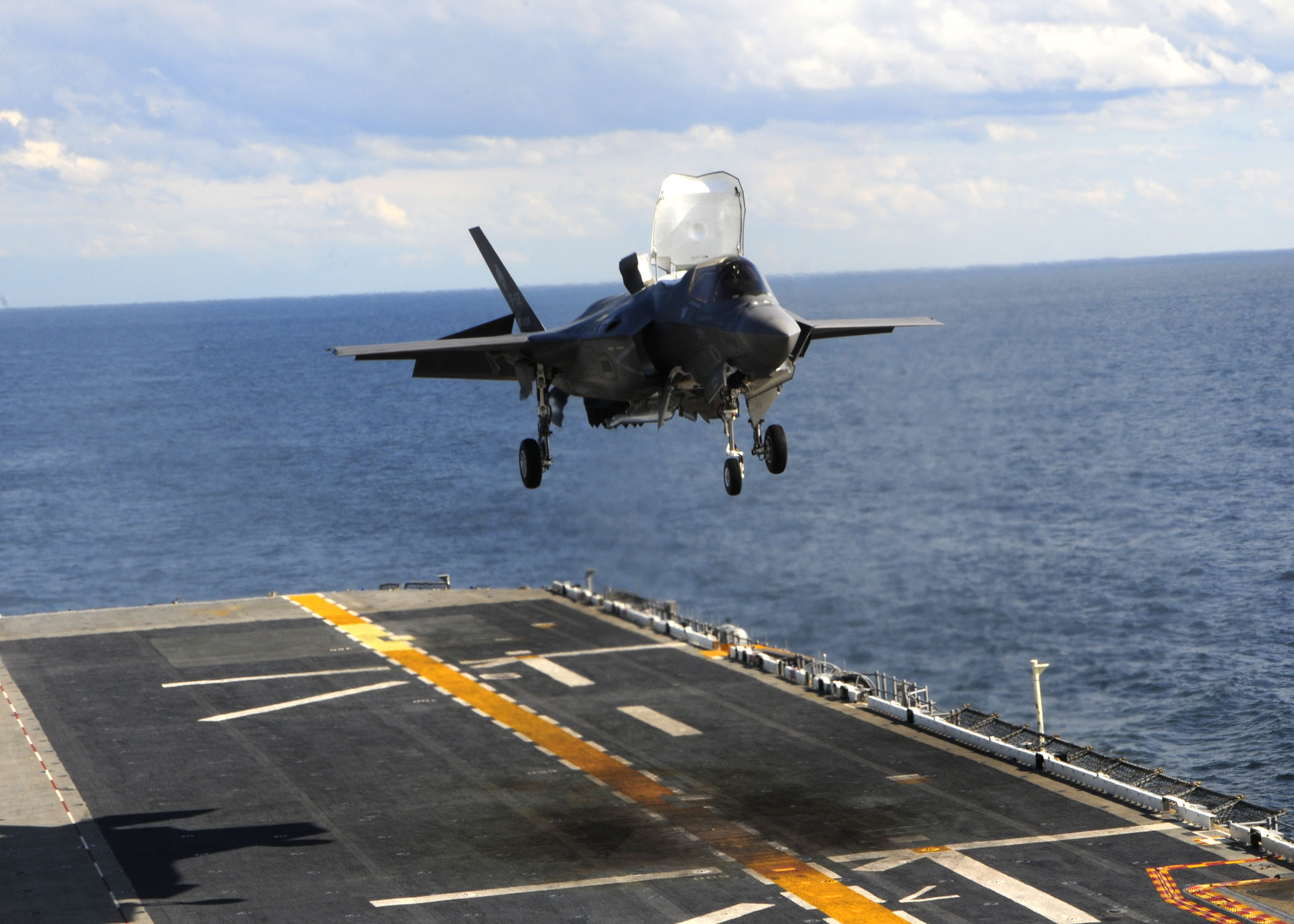
Senkrechtlandung des F-35B-Prototyps BF-2

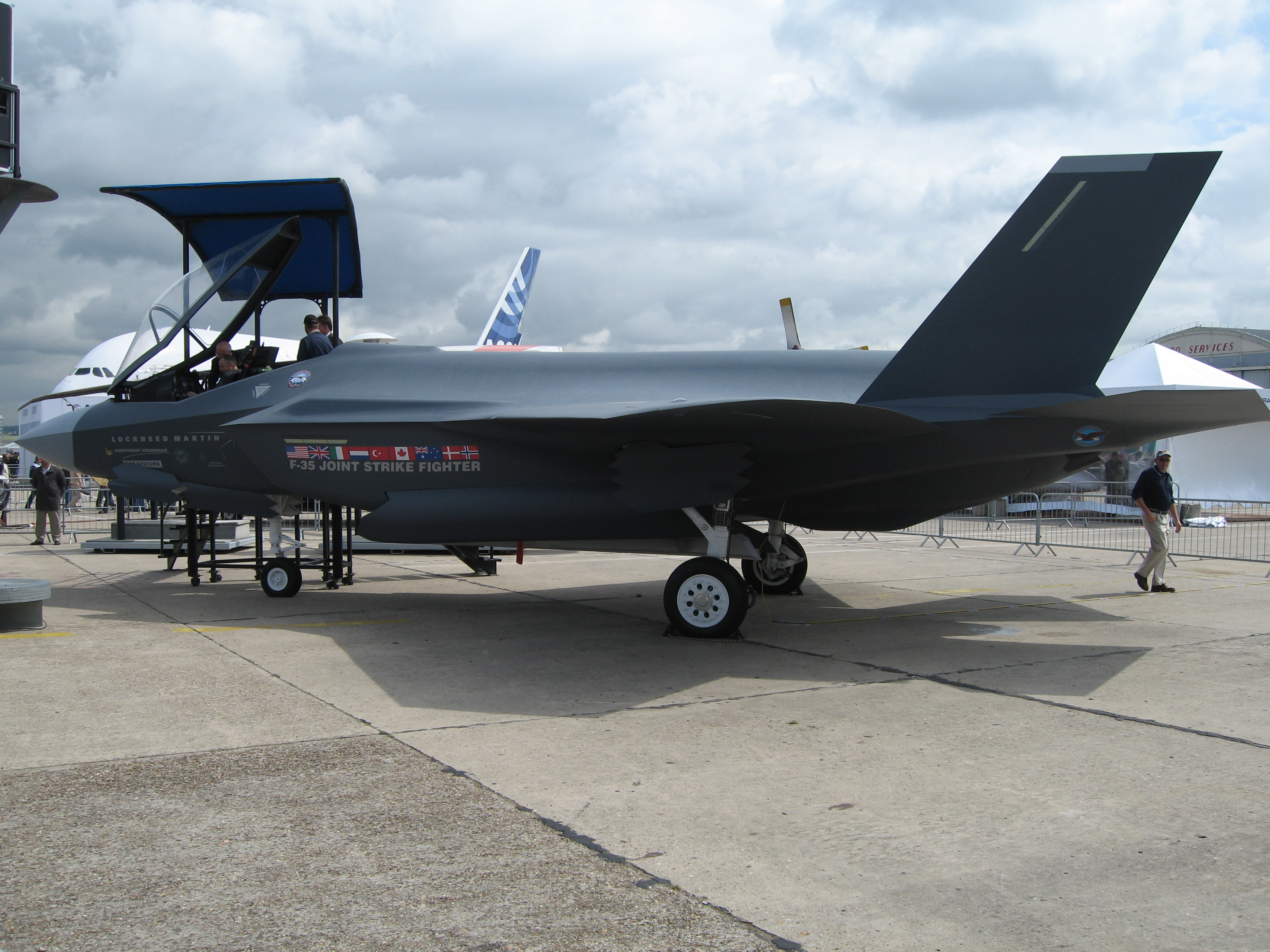
Aufdruck der beteiligten Staaten am Rumpf

Am 26. Oktober 2001 wurde entschieden, den Konstruktionsvertrag für den zukünftigen Joint Strike Fighter an Lockheed Martin zu vergeben. Für die weitere Entwicklung und Produktion schloss sich Lockheed Martin mit BAE Systems und Northrop Grumman zum Lockheed Martin F-35 JSF Team zusammen. Mit der Entwicklung des Antriebssystems wurden sowohl Pratt & Whitney als auch ein Konsortium aus Rolls-Royce und General Electric beauftragt. Die Regierung unter George W. Bush beschloss jedoch, den 2,4 Milliarden Euro schweren Vertrag mit Rolls-Royce aufzulösen, sodass Pratt & Whitney alleiniger Hersteller der F-35-Triebwerke wurde. Am 13. Juli 2004 begann der Produktionsstart für die Testflugzeuge.
Eine zweisitzige Version der F-35 ist nicht geplant, aber Israel hat Interesse an einer möglichen zweisitzigen Variante F-35D gezeigt.
Am 13. Juli 2004 begann die Produktion der 22 neuen Prototypen (davon 14 flugfähig) mit dem Triebwerk Pratt & Whitney F135. Die Schubvektordüse und die Vertikalflugsteuerung war unter Zukauf von Daten aus der Entwicklung der Jak-141 entwickelt worden. Dazu hatte Lockheed Martin 1991 mit Jakowlew eine Zusammenarbeit vereinbart, die bis 1997 dauerte.
Am 15. März 2006 berichtete Spiegel Online, die Tarnfähigkeit könne laut Aussagen des US-Verteidigungsministeriums wahrscheinlich nicht den ursprünglichen Versprechen gerecht werden. Als Reaktion auf diese neuen Informationen äußerte Australiens Verteidigungsminister Brendan Nelson Bedenken bezüglich des Flugzeugs; die britische Regierung (3. Kabinett Blair) drohte (aus anderen Gründen) sogar mit dem Ausstieg aus der Entwicklung.
Am 7. Juli 2006 verkündete der Generalstabschef der US-Luftwaffe, General T. Michael Moseley, am Lockheed Martins Standort Fort Worth (Texas) den Namen der F-35: Sie heißt nun Lightning II und steht damit in der Tradition der ebenfalls von Lockheed gebauten P-38 Lightning, eines Jagdflugzeugs des Zweiten Weltkriegs, und der English Electric Lightning, eines britischen Abfangjägers der 1960er Jahre.
Am 12. Dezember 2006 unterzeichnete der australische Verteidigungsminister Brendan Nelson in Washington D.C. eine Absichtserklärung zur Beteiligung Australiens am Joint-Strike-Fighter-Programm (JSF). Für das Jahr 2007 waren dem US-Verteidigungsministerium nur Mittel für zwei F-35A genehmigt worden, für 2008 waren 6,1 Mrd. US-Dollar für die Produktion von zwölf Maschinen eingeplant, davon sechs F-35A und sechs F-35B. Für das Finanzjahr 2009 waren vom US-Verteidigungsministerium 16 Maschinen eingeplant.
Mit einem Volumen von knapp 400 Milliarden US-Dollar allein für die US-Streitkräfte und einer geplanten Produktion von mehr als 2700 Maschinen gilt es als teuerstes Rüstungsprogramm der Welt (Stand Ende 2018). Die Entwicklung und Endfertigung der Maschinen findet zwar in den Vereinigten Staaten, die Herstellung vieler Baugruppen und Subsysteme jedoch im Rahmen von industrieller Teilhabe auch in mehreren Partnerländern statt.

### Entwicklungspartner
Insgesamt sind neun Staaten an der Entwicklung der F-35 beteiligt, elf planen die Anschaffung dieses Typs, davon zwei nur mehr als Option. Ausgehend von den Vereinigten Staaten als Hauptentwickler sind die anderen Staaten in sogenannte Partnerlevel unterteilt. Dies gibt unter anderem an, welchen Einfluss ein Staat auf die Entwicklung und wie viel Einblick er in die Technik des Flugzeuges hat. Die prozentualen Anteile am Programm richten sich vor allem nach den Investitionen der jeweiligen Staaten.
Im Dezember 2010 plante Lockheed Martin mit einer Gesamtanzahl von bis zu 3156 Maschinen:
| Level   | Anteil [%] | Staat                  | F-35A                             | F-35B | F-35C |
| ------- | ---------- | ---------------------- | --------------------------------- | ----- | ----- |
| Level 0 | 88,8       | Vereinigte Staaten     | 1.763                             | 353   | 347   |
| Level 1 | 05,1       | Vereinigtes Königreich | 12                                | 126   | –     |
| Level 2 | 02,5       | Italien                | 60                                | 030   | –     |
| Level 2 | 02,0       | Niederlande            | 46                                | –     | –     |
| Level 3 | 00,4       | Türkei                 | 0–100 (+16 Option) 2019 storniert | –     | –     |
| Level 3 | 00,4       | Australien             | 72                                | –     | –     |
| Level 3 | 00,3       | Norwegen               | 52                                | –     | –     |
| Level 3 | 00,3       | Dänemark               | 27                                | –     | –     |
| Level 3 | 00,1       | Kanada                 | 0 (65–88 Option)                  | –     | –     |
|         | 00,1       | Japan                  | 107                               | 040   | –     |
| SCP     |            | Israel                 | 50                                | –     | –     |
| SCP     | Singapur   |                        |                                   |       |       |
|         |            | Belgien                | 45                                | –     | –     |
| Gesamt  | 100,0      | Gesamt                 | 2.217–2.413                       | 549   | 347   |

Anmerkungen: Die Zahlen für Italien stammen vom Juni 2012, die für das Vereinigte Königreich und Belgien vom Juli 2025, die für Australien vom April 2014.

### Erprobungsprogramm
Die F-35A startete am 15. Dezember 2006 in Fort Worth zu ihrem Erstflug, der jedoch wegen technischer Probleme schon nach 32 Minuten beendet werden musste. Nachdem es Anfang Mai 2007 durch ein kurzzeitiges Versagen der Bordstromversorgung beinahe zu einem Absturz kam, ruhte der Testflugbetrieb der F-35 bis zum 7. Dezember 2007. Die erste dem Serienstand entsprechende F-35A (AF-1) hatte am 19. Dezember 2008, die erste F-35B am 21. Januar 2009 ihren Rollout. Die AF-1 absolvierte ihren Jungfernflug am 14. November 2009. Am 25. Februar 2011 hob die erste F-35A (AF-06) aus der Serienproduktion ab. Am 5. Mai 2011 wurde die erste F-35A (AF-07) an die U.S. Air Force ausgeliefert.
Am 11. Juni 2008 flog der F-35B-Prototyp erstmals, allerdings ohne dabei die STOVL-Eigenschaften zu testen. Die Maschine wurde von BAE-Testpilot Graham Tomlinson geflogen. Die Annäherung an den Schwebeflug war ursprünglich für Anfang 2009 vorgesehen, der erste STOVL-Testflug fand am 7. Januar 2010 statt. Während dieses Testfluges wurde erstmals im Horizontalflug der Liftfan während etwa 14 Minuten getestet. Die erste Senkrechtlandung fand am 18. März 2010 mit dem Prototyp BF-1 statt. Die vorgegebene Landefläche war 30 mal 30 Meter groß. Am 3. Oktober 2011 erfolgte die erste vertikale Landung des F-35B-Prototyps BF-2b auf der Wasp.
Am 28. Juli 2009 fand der Rollout des ersten F-35C-Prototyps (CF-1) statt. Der Erstflug folgte am 6. Juni 2010. Im Rahmen der Erprobung erfolgte die erste Trägerlandung der F-35C am 3. November 2014 auf der Nimitz vor der Küste San Diegos.
Niederländische und italienische Exemplare wurden im Partnerwerk von Leonardo S.p.A. und Lockheed Martin bei Cameri montiert, wo bis November 2021 zudem bereits 180 Flügelpaare auch für in den USA hergestellte Flugzeuge gebaut werden, pro Monat gut 6 Stück. Komponenten wie Triebwerke und Fahrgestelle werden aus den USA und Großbritannien zugeliefert, 32 fertige Flugzeuge verließen bis November 2021 das Werk. Erste Rumpfteile waren im Juni 2013 aus den USA in Italien eingetroffen und am 12. März 2015 hatte die erste F-35 für Italien ihren Rollout.
Ab dem 18. Mai 2015 erprobt das US Marine Corps auf der Wasp den Einsatz des Flugzeugs von einem Träger aus mit sechs Maschinen. Im Juni und Juli 2015 folgten erste Luftkampftests gegen F-16D. Dabei stellte sich heraus, dass die F-35 der F-16 teilweise im Kurvenkampf unterlegen ist. Ein Testpilot sagte, die F-35 sei “substantially inferior to the F-15E” (deutsch: „der F-15E deutlich unterlegen“), was er der geringeren Flügelfläche gegenüber der F-15E sowie dem geringeren Nachbrennerschub bei ungefähr gleichem Gewicht zuschrieb.
Im Oktober 2020 haben zwei F-35A Übungsmodelle der B61-12-Atombombe abgeworfen und damit ihren technischen Zertifizierungsprozesses für die taktische Atombombe abgeschlossen.
| Kennung | Erstflug          | Beschreibung |
| ------- | ----------------- | --- |
| AA-01   | 15. Dezember 2006 | Erstes Flugzeug der System-Entwicklungs-Phase (SDD) und erste A-Version. 91 Flüge bis zum 17. Dezember 2009. Wird seitdem für Beschussversuche verwendet.                                         |
| AF-01   | 14. November 2009 | Erste seriennahe Version mit deutlicher Masseeinsparung gegenüber der AA-01. |
| AF-02   | 20. April 2010    | Mit AF-01 auf der Edwards AFB. Hauptsächlich für Waffenerprobung vorgesehen. |
| AF-03   | 7. Juli 2010      | Zweites SDD-Flugzeug mit voller Avionikausrüstung. |
| AF-04   | 30. Dezember 2010 | – |
| AG-01   | –                 | Zelle für statische Tests am Boden. Juli 2009 fertiggestellt und Testbeginn. |
| AJ-01   | –                 | Zelle für statische Tests am Boden. Mitte 2010 fertiggestellt und Testbeginn. |
| BF-01   | 11. Juni 2008     | Erstes Flugzeug der B-Version. Seit 15. November 2009 in Patuxent River. Erste senkrechte Landung am 18. März 2010.                                                                               |
| BF-02   | 25. Februar 2009  | Luftbetankungsversuche im August 2009. Probte als erste F-35 die interne Mitnahme von GBU-12-Bomben und AIM-120-AMRAAM-Raketen. Seit 29. Dezember 2009 in Patuxent River.                         |
| BF-03   | 2. Februar 2010   | Nutzte als erste Maschine ein Helmvisier der 2. Generation und diente später hauptsächlich der Bewertung der Aerodynamik, Belastbarkeit und der Systeme. Seit 17. Februar 2010 in Patuxent River. |
| BF-04   | 7. April 2010     | Erstes SDD-Flugzeug mit voller Missionsavionik. Heute in Patuxent River. |
| BF-05   | 27. Januar 2011   | letztes STOVL-Testflugzeug in der SDD-Phase. |
| BG-01   | –                 | Zelle für statische Tests am Boden. Im Frühjahr 2008 fertiggestellt und Testbeginn. |
| BH-01   | –                 | Zelle für statische Tests am Boden. 2010 fertiggestellt und Testbeginn. Im November 2010 zeigten sich Risse im hinteren Rumpfbereich.                                                             |
| CF-01   | 6. Juni 2010      | Erstes Flugzeug der C-Variante. Seit November 2010 in Patuxent River. |
| CF-02   | 29. April 2011    | Soll noch 2011 den Testbetrieb in Patuxent River aufnehmen. |
| CF-03   | –                 | Erste Trägerlandung einer F-35C am 3. November 2014 auf der Nimitz. |
| CG-01   | –                 | Zelle für statische Tests am Boden. Im März 2010 fertiggestellt und Testbeginn. Fallversuche bei Vought Aircraft in Dallas.                                                                       |
| CJ-01   | –                 | Zelle für statische Tests am Boden. Testbeginn für Anfang 2012 vorgesehen. |

### Auslieferung
Lockheed lieferte Mitte 2015 drei Flugzeuge im Monat aus, diese Rate sollte im Jahr 2016 auf 20 Maschinen pro Monat erhöht werden, Lockheed gab allerdings bekannt, mit einer Produktionsrate von 17 Flugzeugen pro Monat in den 2020er Jahren zu rechnen, wegen Sparmaßnahmen und anderer Verzögerungen des Programms.
Am 2. August 2016 erhielt die F-35A den Status der Initial Operating Capability.

### Einsätze

#### Überblick
Der erste Kampfeinsatz der F-35 erfolgte im Mai 2018 im Rahmen der israelischen Militäreinsätze im Bürgerkrieg in Syrien. Dabei griffen israelische F-35 Bodenziele in Syrien an.
Am 27. September 2018 flogen erstmals US-amerikanische F-35B der 13. Marine-Expeditionseinheit (MEU) von der Essex zu Angriffen in Afghanistan.
Die United States Air Force stationierte wegen des am 24. Februar 2022 von Russland begonnenen Angriffskrieges gegen die Ukraine des Weiteren vermehrt F-35 im europäischen Raum. Die Verlegung begann bereits vor dem Einmarsch, mit dessen Beginn die Vereinigten Staaten bereits im Vorfeld gerechnet und vor dem sie gewarnt hatten. Die eingesetzten Maschinen sollen das westliche Grenzgebiet der Ukraine zu Polen, der Slowakei, Ungarn und Rumänien sichern sowie die Verteidigungskraft der in Bereitschaft stehenden NATO-Truppen verstärken. Stratotanker vom Typ Boeing KC-135R aus der US-Ramstein Air Base sorgen für ein vergrößertes Wirkungsgebiet.

#### Zwischenfälle
Am 28. September 2018 stürzte eine F-35B des USMC nahe der Marine Corps Air Station Beaufort in South Carolina ab. Der Pilot konnte sich mit seinem Schleudersitz retten.
Am 9. April 2019 ging der Kontakt zu einer japanischen F-35A 135 km östlich von Misawa verloren. Bei einer anschließenden Suchaktion wurden Trümmerteile der Maschine aus dem Meer geborgen, der Pilot gilt als vermisst.
Eine F-35B des Marine Corps kollidierte am 29. September 2020 bei einem Luftbetankungsmanöver über Kalifornien mit einer KC-130J und stürzte anschließend ab. Der Pilot konnte sich heraus katapultieren und überlebte den Absturz. Den Piloten des Tankflugzeugs, das beide Steuerbordpropeller verlor und Beschädigungen an der Steuerbord-Betankungssonde aufweist, gelang eine Bauchlandung auf einem Acker. Alle acht Besatzungsmitglieder blieben unverletzt.
Am 17. November 2021 versuchte eine F-35B der Royal Navy von der Queen Elizabeth zu starten und fiel dabei ins Mittelmeer. Der Grund war eine viel zu niedrige Startgeschwindigkeit. Wovon diese verursacht wurde, steht noch nicht endgültig fest. Es wird vermutet, dass das Triebwerk eine vergessene Abdeckung ansaugte und deshalb nicht genug Leistung entwickelte. Der Pilot katapultierte sich unmittelbar über dem Bug bzw. der Kante des Schanzentisches und konnte unverletzt gerettet werden.
Am 24. Januar 2022 hatte eine F-35C der US Navy einen Landezwischenfall auf dem Flugzeugträger Carl Vinson im südchinesischen Meer. Dabei wurden mehrere auf dem Flugdeck befindliche Soldaten verletzt. Der Pilot konnte sich mit dem Schleudersitz retten. Einige Tage nach dem Unfall wurden Video- und Bildaufnahmen öffentlich, die den Landeanflug und das auf dem Wasser treibende Flugzeug zeigen. Im Februar 2022 wurde die Aufnahme der Flugdeck-Überwachungskamera geleakt, die zeigt, wie die F-35 steil hereinkommend auf das Flugdeck aufprallt, die Fahrwerke abbrechen und sie anschließend über das Deck schlittert und ins Meer fällt. Gegen die Matrosen, die die verschiedenen Foto- und Videoaufnahmen veröffentlicht haben, wurde ein internes Verfahren eingeleitet. Am 3. März 2022 gab die United States Navy bekannt, dass das Wrack aus 12.400 ft (3.780 m) Tiefe gehoben wurde.
Am 19. Oktober 2022 stürzte eine F-35A der US Air Force beim Landeanflug auf die Hill Air Force Base in Utah ab. Nach einem Untersuchungsbericht der United States Air Force haben Turbulenzen von einer zuvor im Landeanflug befindenden F-35 dazu geführt, dass die Avionik falsche Flugdaten registrierte, worauf der Jet nicht mehr auf die Eingaben des Piloten reagierte. Der Pilot konnte sich mit dem Schleudersitz retten.
Am 15. Dezember 2022 kam es zu einem Zwischenfall bei einer vertikalen Landung einer F-35B in der Naval Air Station Joint Reserve Base Fort Worth in Texas. Das Flugzeug, welches zu dem Zeitpunkt noch im Besitz von Lockheed Martin war, prallte beim Landeversuch vom Boden ab, begann sich in der Luft stark nach vorn zu neigen und kam dann mit dem Bugfahrwerk hart auf die Piste auf. Dieses brach ab und das Flugzeug drehte sich unkontrolliert auf einer Flügelspitze und dem Bug. Der Pilot betätigte den Schleudersitz und kam ohne schwere Verletzungen davon. Aufgrund des Zwischenfalls strich Lockheed Martin sämtliche Flüge von neu produzierten F-35 und das US-Militär sprach für eine unbekannte Anzahl an Maschinen ein vorübergehendes Flugverbot aus. Der Zwischenfall sei auf eine Vibration, genauer eine Oberschwingung des F-135-Triebwerks von Pratt & Whitney zurückzuführen, wobei das US-Militär am 2. März 2023 bekannt gab, dass die gesamte F-35-Flotte mit einer Triebwerksmodifikation nachgerüstet werden würde. Am 6. März 2023 wurde der Flugbetrieb von Lockheed Martin wieder regulär aufgenommen.
Am 17. September 2023 katapultierte sich der Pilot einer F-35B des U.S. Marine Corps per Schleudersitz aus seinem Flugzeug. Trümmerteile wurden am 19. September nordöstlich der „Joint Base Charleston“ gefunden.
Am 28. Januar 2025 verunglückte eine F-35A des 354th Fighter Wing der United States Air Force bei einem Übungsflug nahe der Eielson Air Force Base in Alaska. Der Pilot konnte sich mit dem Schleudersitz retten und wurde für weitere Untersuchungen in das Bassett Army Hospital in Fairbanks gebracht, das er wenig später allerdings schon wieder verlassen konnte.

## Technik

### Besondere Merkmale und Einsatzanforderungen
Das technisch auffälligste Merkmal der F-35 sind ihre ausgeprägten Tarnkappeneigenschaften, welche im Vergleich zu konventionellen Mehrzweckkampfflugzeugen (z. B. F-15E oder Su-30) die Reichweite feindlicher Aufklärungstechnik auf einen Bruchteil reduziert. Auf diese Weise soll die Bedrohung durch immer weiter reichende Lenkwaffen und Sensoren bestmöglich neutralisiert werden. Während die Fachzeitschrift Aviation Week den Radarquerschnitt (RCS) mit 0,001 m² beziffert, betonten mehrere US-Militärs, dass die F-35 einen geringeren RCS-Wert habe (d. h. besser getarnt sei) als die F-22, deren Radarsignatur auf 0,0002 m² geschätzt wird.
Darüber hinaus wurde ein starker Fokus auf vernetzte Kriegsführung und Situationsbewusstsein gelegt, sodass die Maschine über mehrere leistungsfähige Sensoren, Datenlinks und Benutzerschnittstellen verfügt. Durch das Zusammenwirken dieser Techniken sollen feindliche Kräfte bereits auf große Distanz geortet und bekämpft werden, noch bevor diese die F-35 selbst erfassen können. Aus diesem Grund wurde auch im Gegensatz zu anderen aktuellen Mustern (z. B. Eurofighter oder Su-35) kein gesteigerter Wert auf Wendigkeit gelegt, um so die Kosten und Tarnkappeneigenschaften optimieren zu können. Erstmals wurde auch einer einfachen und kostengünstigen Wartung der Tarnkappeneigenschaften hohe Priorität beigemessen, da sich diese bei den vorherigen Tarnkappen-Mustern als sehr aufwendig herausstellte, was die Betriebskosten bei gleichzeitiger Reduzierung der Einsatzbereitschaft massiv steigen ließ.
Aufgrund der enormen technischen und finanziellen Dimensionen des Programms weist es ein großes politisches Profil auf und wird umfassend auf allen Ebenen diskutiert. Auf der technischen Seite werden häufig Zweifel an den Tarnkappeneigenschaften geäußert und die relativ geringe Wendigkeit kritisiert, wodurch die Überlebensfähigkeit erheblich geringer als beworben sein soll. Durch die nur sehr begrenzte Kapazität der internen Waffenschächte mangele es der Maschine außerdem an Feuerkraft und Ausdauer. Kritisch wird auch das Vorhaben gesehen, die auf Luftnahunterstützung spezialisierte und preisgünstige A-10 Thunderbolt II durch die teurere und beträchtlich höher fliegende F-35 zu ersetzen. Auf der finanziellen Seite werden neben den generell hohen Programmkosten besonders oft die zahlreichen Verzögerungen und Kostenüberschreitungen kritisiert, welche zumeist auf Probleme in der komplexen Softwareentwicklung zurückzuführen sind. Auch die geplanten Einsparungen in der Wartung und Logistik werden häufig skeptisch betrachtet, da diese erheblich komplexer aufgebaut ist als bei konventionellen Mustern.

### Cockpit

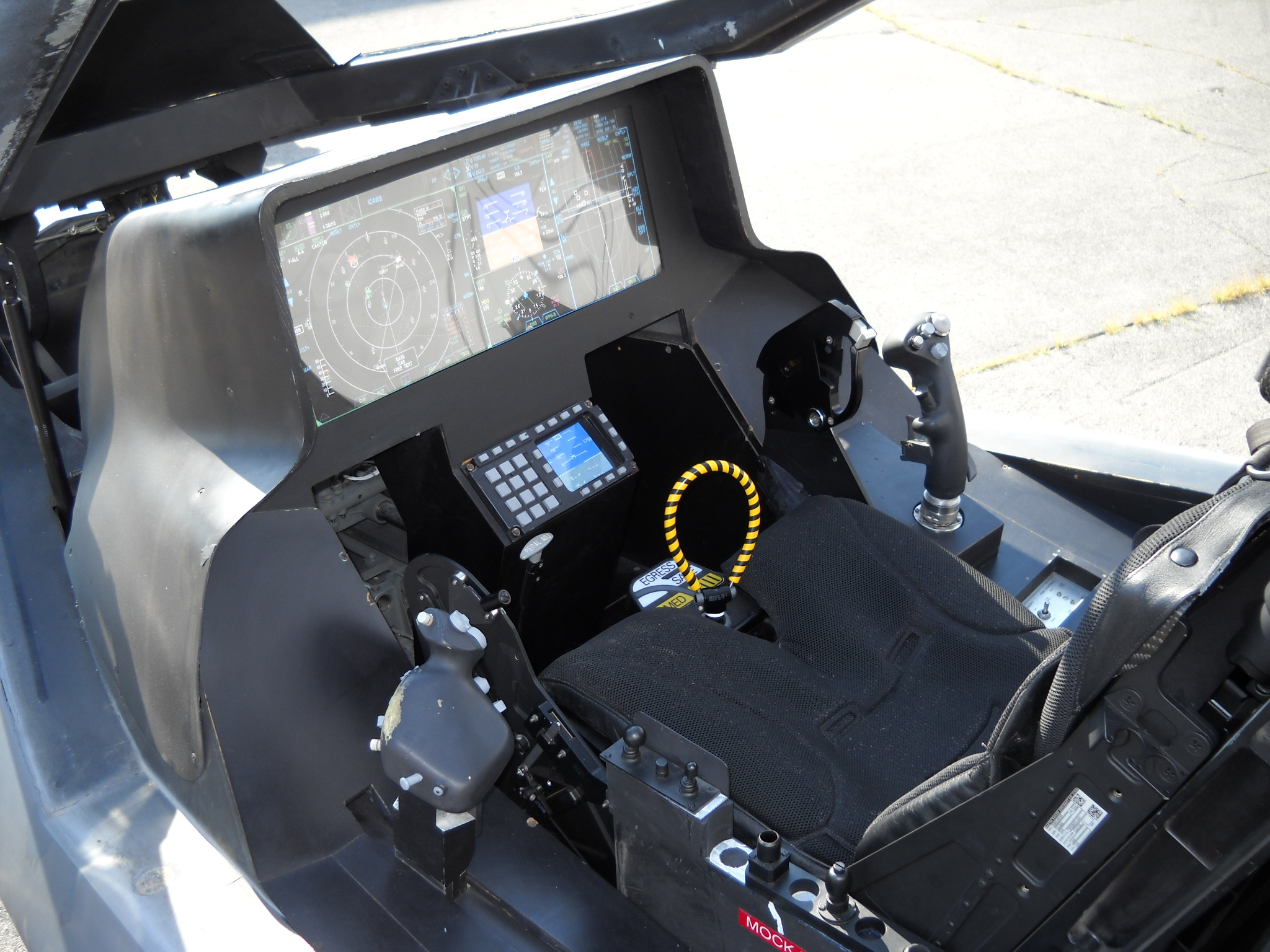
Cockpit-Attrappe einer F-35

Im Gegensatz zum Cockpit der F-22, das hauptsächlich aus vier großen Multifunktionsdisplays besteht, kommt in der F-35 ein einzelnes sogenanntes Panorama-Cockpit-Display (PCD) zum Einsatz. Dieses ist ungefähr 50 cm breit und 20 cm hoch. Durch die eine primäre Anzeige soll die Übersicht für den Piloten verbessert werden, genau wie die Touch-Screen-Auslegung, die diesen entlasten soll (siehe Abschnitt Avionik). Ebenfalls zur Entlastung soll die Voice-Control (Sprachsteuerung) beitragen, die bei der F-35 sowohl die Spracherkennung als auch die Sprachausgabe (Direct Voice Input) umfasst. Die F-35 wird das erste US-Kampfflugzeug sein, das als Serienmaschine über eine Sprachsteuerung verfügt, nachdem bereits auf der F-16 VISTA und der AV-8B Harrier Testläufe damit unternommen worden waren. Europäische Maschinen wie der Eurofighter oder die schwedische Saab JAS 39 Gripen verwenden dagegen Voice-Control bereits jetzt serienmäßig. Als weitere erhebliche Entlastung des Piloten gilt ein neuer Landemodus Delta Flight Path (DFP) für die F-35C, der die kritische Phase, also die letzten Sekunden einer Landung auf einem Flugzeugträger, teilweise automatisiert. DFP ist eine Art Autopilot, der den Gleitweg zum Träger verfolgt und dabei Wind und den Geschwindigkeitsvektor vom Schiff mit in die Berechnung einbezieht. DFP verwendet ein Steuerungssystem (Integrated Direct Lift Control), welches den Auftrieb mittels der Steuerklappen beeinflusst anstatt durch den Schub. Dies sorgt für eine schnellere Reaktion, und damit ist die Steuerung direkter.
Im Gegensatz zur F-22 wird die Cockpithaube nicht aus einem einzigen Stück gefertigt. Identisch mit der F-22 ist im Cockpit der F-35 auf der linken Seite der Schubhebel zu finden, auf der rechten Seite der Sidestick. Damit entspricht auch die F-35 dem HOTAS-Design.
Als Schleudersitz wird in allen F-35-Varianten der Martin-Baker US16E verwendet.

### Triebwerk und Entwicklungsmuster

#### Überblick

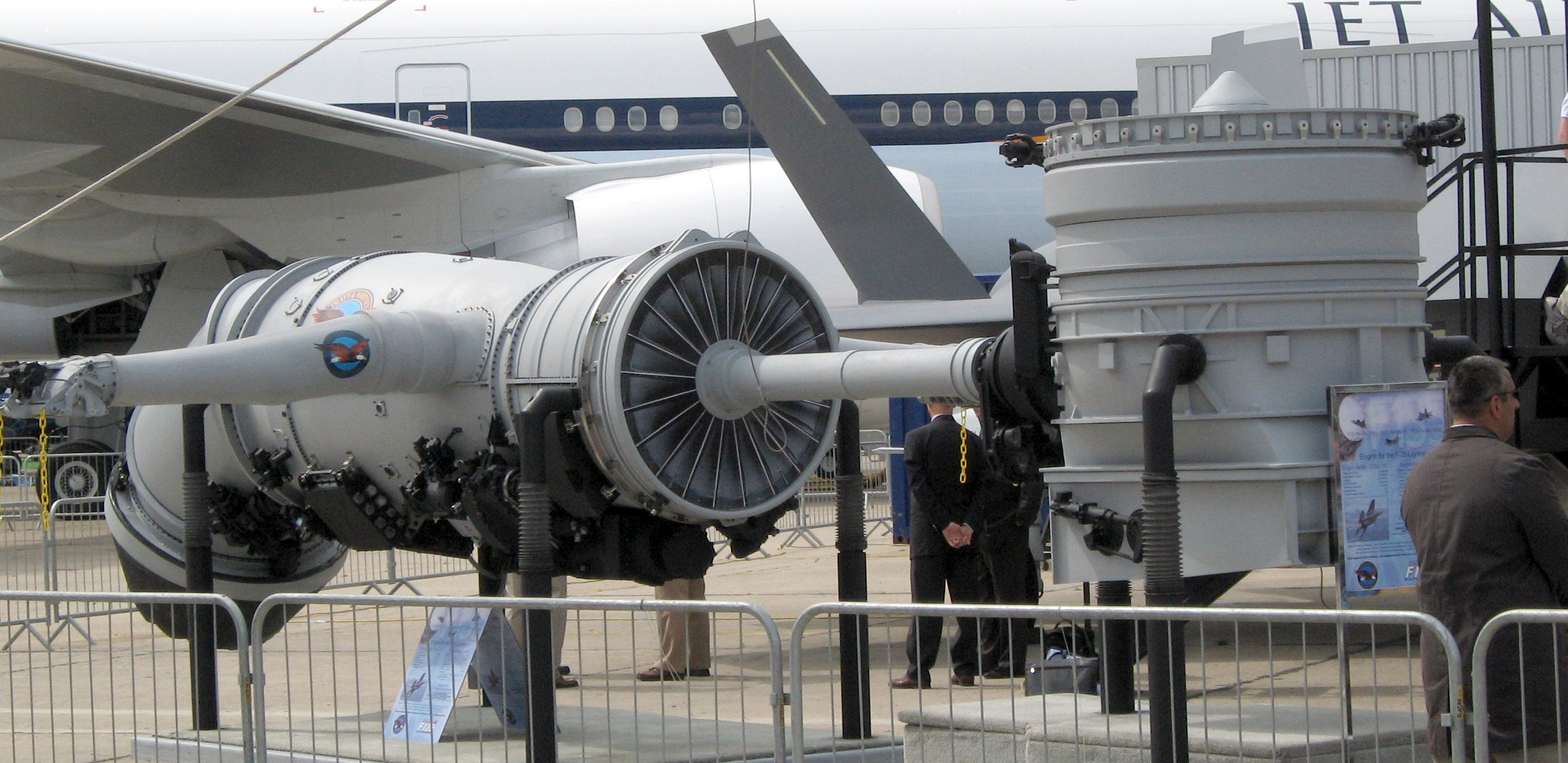
F135-600-Triebwerk der F-35B mit Abtriebswelle zum Rolls-Royce-Lift-Fan

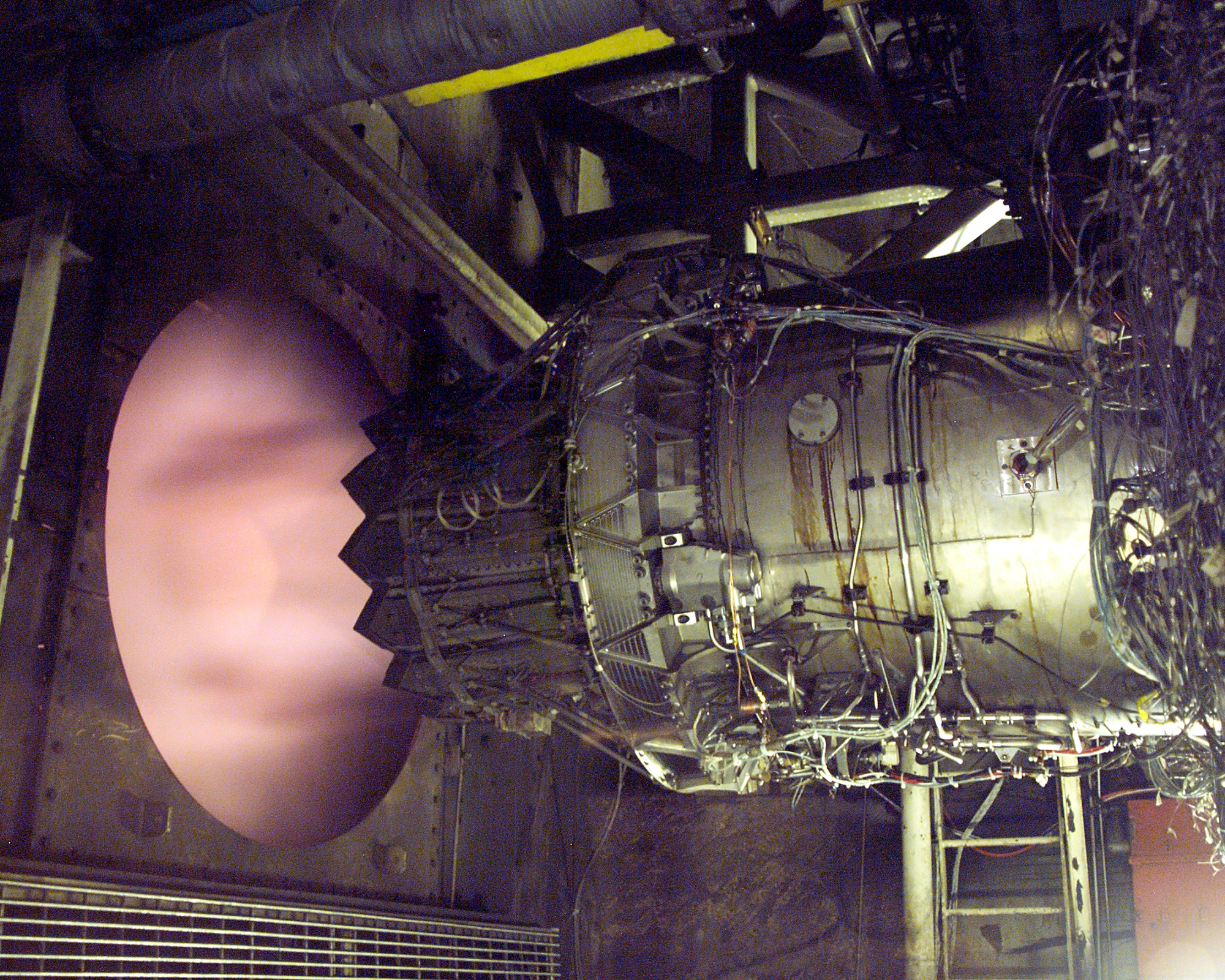
F135-Triebwerk auf dem Prüfstand

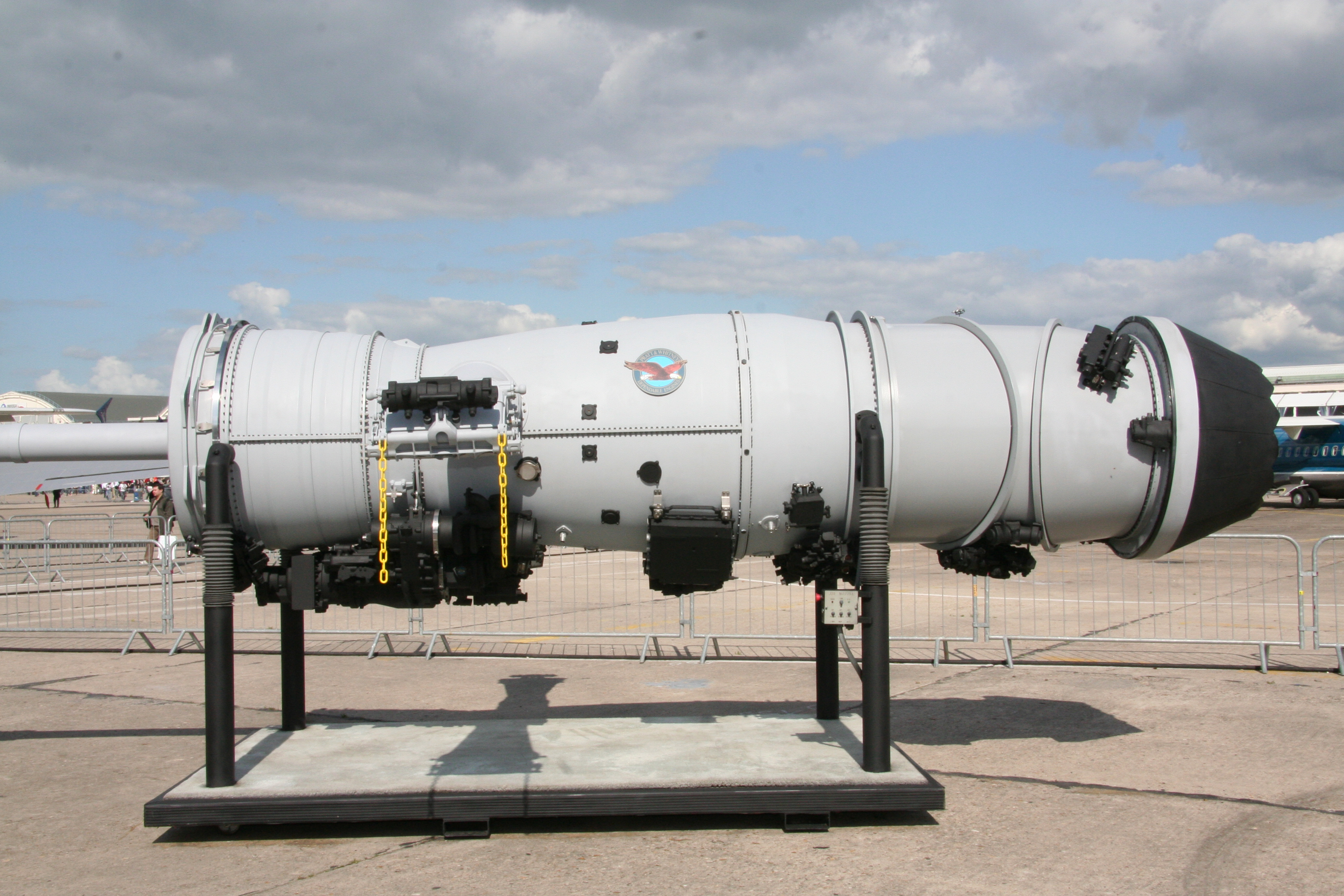
F135-600-Triebwerk mit Abtriebswelle (links) in Le Bourget 2009

Die einmotorige Auslegung der F-35 machte ein leistungsfähiges Triebwerk notwendig, um auch die gestellten Anforderungen im Luftkampf zu erfüllen. Als Möglichkeiten standen zunächst das Pratt & Whitney-F135- und das General Electric / Rolls-Royce-F136-Mantelstromtriebwerk zur Verfügung, wobei letzteres nicht mehr entwickelt wird. Damit werden alle F-35-Maschinen mit dem F135-Triebwerk ausgestattet. Dabei handelt es sich um das derzeit leistungsstärkste Triebwerk, das für Jagdflugzeuge gebaut wird. Die STOVL-fähige F-35B ist zusätzlich mit dem Rolls-Royce-Lift-System ausgestattet.

#### Pratt & Whitney F135
Der Pratt & Whitney F135-Turbofan ist das primär verwendete Triebwerk für die F-35. Es wird in drei Varianten gefertigt: das F135-100 für die F-35A, das F135-400 für die F-35C und das F135-600 für die F-35B. Die F135-100 und -400 sind dabei weitgehend baugleich (beim F135-400 wurden für die maritimen Bedingungen alle salzkorrosiven Legierungen ersetzt), wohingegen das F135-600 mit dem Rolls-Royce-Lift-System ausgestattet ist.
Das F135 wurde aus dem F119-Triebwerk der F-22 entwickelt und erzeugt in allen Varianten 191,3 kN Schub mit Nachbrenner oder 128,1 kN ohne Nachbrenner. Laut Pratt & Whitney wurden die Wartbarkeit des F135 gegenüber den Triebwerken der F-16 (Pratt & Whitney F100 und General Electric F110) und die Zuverlässigkeit verbessert. Dazu trage bei, dass das Triebwerk etwa 40 % weniger Teile als die Vorgänger besitzt. Für einen Triebwerkwechsel werde weniger Personal benötigt.
Ursprünglich war geplant, das F135 mit der gleichen zweidimensionalen Schubvektorsteuerung auszurüsten, die bereits die F-22 verwendet. Zwar wäre es durch die einmotorige Auslegung nicht möglich gewesen, damit die Rollbewegungen der F-35 zu verbessern, allerdings wäre es zu Leistungssteigerungen bei Kippbewegungen gekommen. Außerdem war die ebenfalls von der F-22 stammende rechteckige Form der Düse vorgesehen, um die Infrarot- und Radarsignatur zu reduzieren. Warum man sich schließlich gegen die 2D-Schubvektorsteuerung und für konventionelle runde Düsen entschied, ist unklar.
Schallmessungen mit dem F-35A-Prototyp AA-1 ergaben, dass die F-35 10 dB bis 18 dB lauter als eine F-15 ist. In lineare Verhältnisse übersetzt ist dies eine Steigerung des Schalldrucks um das Drei- bis Achtfache.

#### General Electric/Rolls-Royce F136
Das F136 ist eine Weiterentwicklung des YF120-Triebwerkes. Dieses war ursprünglich für den „Advanced Tactical Fighter“ entwickelt und in der YF-22 und YF-23 eingebaut worden. Im Auswahlverfahren unterlag das YF120 dann aber dem YF119 und wurde nie in Serie gefertigt. Für den JSF griff General Electric auf das YF120 zurück und gründete ein Konsortium mit Rolls-Royce, wobei GE 60 % und RR 40 % beisteuerte. Aus diesem ging schließlich das F136 hervor, das seinen ersten Testlauf am 21. Juli 2004 auf der Testanlage in Evendale (Ohio) absolvierte. Dabei erreichte der Prototyp eine maximale Schubkraft von etwa 178 kN und 106 kN Trockenschub.
Im August 2005 erhielt General Electric einen Entwicklungsvertrag im Wert von 2,4 Mrd. US-Dollar. Dieser sah die Fertigstellung des F136 bis 2013 vor. Am 6. Februar 2006 löste die US-Regierung den Entwicklungsvertrag mit dem Konsortium um General Electric und Rolls-Royce wieder auf und setzt Konkurrent Pratt & Whitney als alleinigen Triebwerkslieferanten für die F-35 ein. Grund dafür war, dass das F135 eine Weiterentwicklung des F119-Triebwerks ist, das bei der F-22 eingesetzt wird. Da eine hohe Komponentenübereinstimmung existiert, erhoffte sich die US-Luftwaffe von der alleinigen Verwendung des F135 Kostenersparnisse von etwa 30 %. Aufgrund von wirtschaftspolitischen Interessen traf die Entscheidung in Großbritannien auf Kritik. Da der US-Kongress Ende 2006 noch Entwicklungsgelder für das Fiskaljahr 2007 bereitstellte, konnte General Electric das F136 dennoch weiterentwickeln.
2009 erreichte das F136 auf dem Prüfstand eine Schubkraft von über 190 kN. Als im Sommer 2009 Pratt & Whitney Kostensteigerungen beim F135 bekannt gab, mehrten sich die Stimmen im US-Senat, wieder Gelder für das F136 freizugeben. Gerade im Export soll die Marktposition der F-35 mit der Auswahl aus zwei Triebwerken verbessert werden. Gegen den Willen von Verteidigungsminister Robert Gates und US-Präsident Barack Obama stimmte am 30. Juli 2009 das Repräsentantenhaus für die Serienfinanzierung des F136-Triebwerks. Allerdings wurde Anfang September 2009 die Serienfinanzierung zu Gunsten von zehn weiteren C17-Transportmaschinen wieder aus dem Budget gestrichen. Mitte 2011 wies das US-Verteidigungsministerium GE und Rolls-Royce an, die Arbeiten am Triebwerk endgültig zu beenden. Die Hersteller wollten ein Kernentwicklerteam mit eigenen finanziellen Mitteln aufrechterhalten und eine Wiederaufnahme des Triebwerks in den Verteidigungshaushalt in den kommenden Jahren erreichen, gaben dieses Vorhaben aber Ende 2011 auf.

#### Rolls-Royce-Lift-System

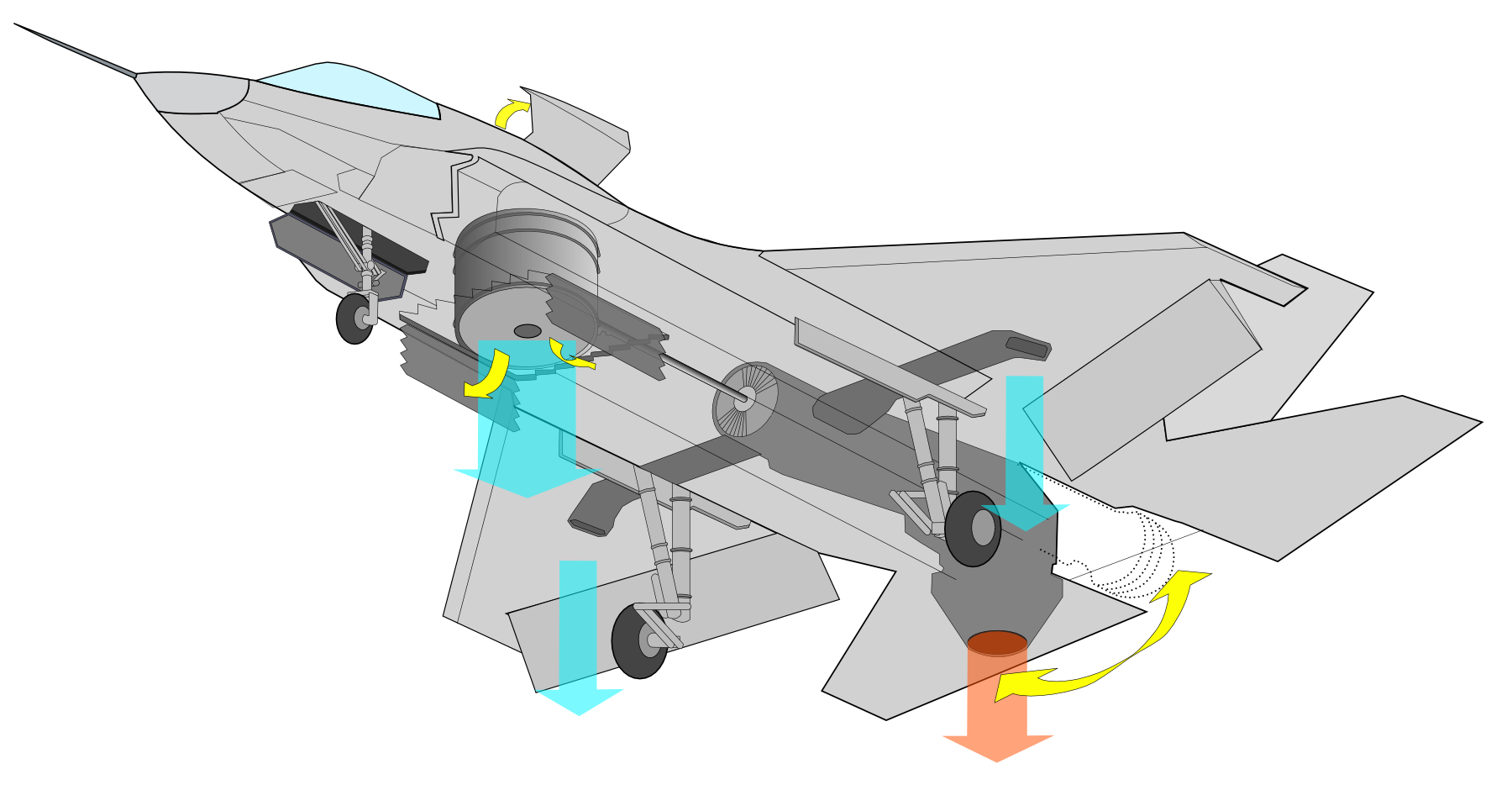
Abbildung des Zusammenspiels zwischen schwenkbarer STOVL-Düse und Hubgebläse beim Senkrechtstart

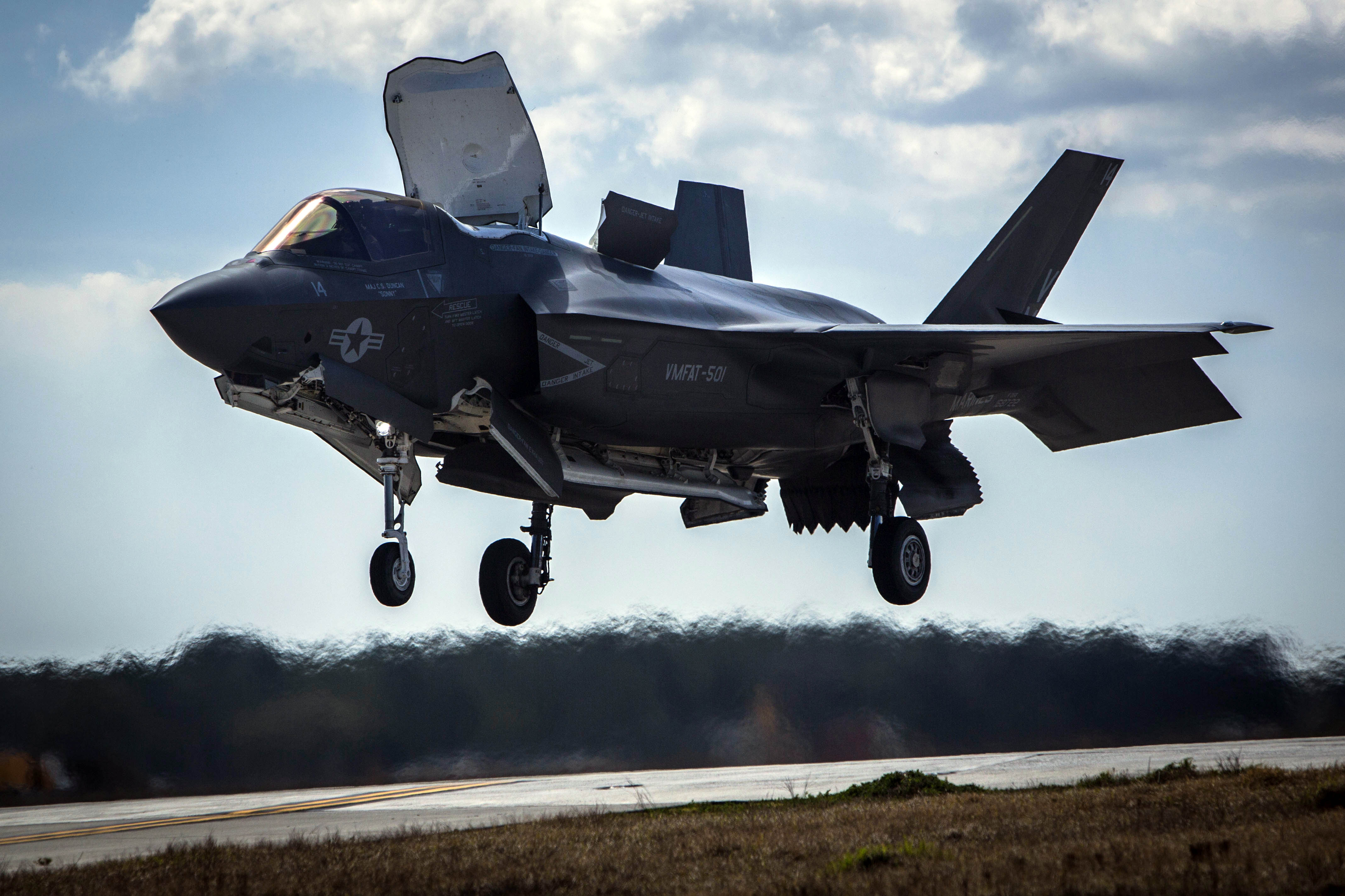
F-35B im Schwebeflug mit nach unten gedrehter Heckdüse und geöffneten Klappen für den Fan

Das Rolls-Royce-Lift-System besteht aus einem Mantelpropeller, der mit dem Haupttriebwerk über eine Getriebewelle verbunden ist, dem 3-Drehgelenk-Lager-Modul (3BSM -Bearing Swivel Module) und Ausgleichsdüsen für die Rollsteuerung.
Der hinter dem Cockpit eingebaute, aus zwei gegenläufigen Stufen bestehende Mantelpropeller wird über eine auskuppelbare Antriebswelle von einer zweistufigen Niederdruckturbine des Haupttriebwerks angetrieben (SDLF – Shaft Driven Lift Fan). Er hat 1,25 m Durchmesser und kann einen etwa 80 kN (20.000 lbf) großen Anteil des Vertikalschubes erzeugen.
Das 3BSM ist ein dreiteiliges, durch diagonal geschnittene Flansche in sich drehbares Strahlrohr, das zur Umlenkung des Schubs des Haupttriebwerkes nach unten dient. Es kann in 2,5 Sekunden über 95 Grad drehen und liefert etwa 100 kN Schub. Damit stehen der F-35B insgesamt etwa 180 kN Schub für die Senkrechtlandung zur Verfügung, da dabei der Nachbrenner des F135-600 nicht verwendet werden kann. Für das 3BSM und den Ein- und Auslass des Mantelpropellers öffnen sich dabei Klappen in der Rumpfverkleidung.
Ausgleichsdüsen für die Rollsteuerung in den Tragflächen, die jeweils etwa 9 kN (1950 lbf) Schub liefern, werden durch Zapfluft aus dem Verdichter des Haupttriebwerkes gespeist.
Rolls-Royce entwickelte zusammen mit Pratt & Whitney das F135-STOVL-Antriebssystem für den F-35B Joint Strike Fighter, um die Austauschbarkeit mit dem GE-Rolls-Royce-F136-Triebwerk sicherzustellen. Rolls-Royce leitete von seinem Standort im englischen Bristol das umfassende Entwicklungs- und Integrationsprogramm und war verantwortlich für die Strömungsmaschinerie des LiftFan, 3BSM und das Design der Ausgleichsdüsen für die Rollsteuerung. Das Team in Indianapolis in den USA lieferte Getriebe, Kupplung, Gelenkwelle und Düse des Systems und leitete den Einbau und die Prüfung des Mantelpropellers.

### Bewaffnung
Da die F-35 als Mehrzweckkampfflugzeug ausgelegt ist, steht ihr eine große Auswahl an Raketen und Bomben zur Verfügung (siehe unten).
Als Rohrbewaffnung ist bei der F-35A eine intern eingebaute vierläufige Gatling-Kanone vom Typ GAU-22/A (Kaliber 25 mm) vorgesehen, für die 180 Schuss Munition mitgeführt werden. Die Versionen B und C der F-35 haben diese Bewaffnung nicht, können aber mit dieser Waffe in einem externen Waffenbehälter mit 220 Schuss Munition ausgerüstet werden. Während man bei der B-Variante wegen des Lift-Systems hinter dem Cockpit auf eine interne Kanone verzichten musste, war der Wegfall bei der F-35C innerhalb der US Navy nicht unumstritten. Das Konzept, bei einem Jagdflugzeug auf eine interne Kanonenbewaffnung zu Gunsten eines Waffenbehälters zu verzichten, wurde zuletzt mit der F-4 Phantom während des Vietnamkrieges angewendet, was sich im Luftkampf aber als Nachteil erwies. Deshalb hatte die Navy (wie auch die anderen US-Teilstreitkräfte) bei ihren nachfolgenden Jagdflugzeugen, F-14 und F-18, wieder eine fest installierte Bordkanone eingebaut. Als Munition werden neuartige FAPDS-Geschosse von Rheinmetall eingesetzt. Diese panzerbrechende Munition zerfällt nach dem Durchdringen der Zieloberfläche in viele kleine hochenergetische Bruchstücke, die im Inneren des Ziels größeren Schaden anrichten als konventionelle, nicht zerfallende Wuchtgeschosse. Hierdurch ist die Munition auch für die Bekämpfung von leicht gepanzerten Zielen wie beispielsweise Schützenpanzern geeignet.
Ihre primäre Bewaffnung führt die F-35 in zwei internen Waffenschächten mit, in denen sich insgesamt vier Laststationen befinden. Die interne Waffenführung war, wie bereits bei der F-22, notwendig, um die Tarnkappenanforderungen zu erfüllen. Die äußeren der beiden internen Lastenträger können schwere Waffen, wie zum Beispiel 2.000 lb Mark-84-Bomben, JDAMs, JSOWs, Paveways oder Brimstones, mitführen; die anderen beiden Stationen sind für leichtere Waffen ausgelegt, in der Regel Luft-Luft-Raketen. Da bei der F-35B die interne Waffenlast konstruktionsbedingt geringer ist, kann diese intern maximal die 1.000-lb-Mark-83-Bombe tragen. Um die Anzahl der internen Luft-Luft-Lenkwaffen auf sechs Stück zu erhöhen, wird von Lockheed Martin das „Sidekick“-Programm verfolgt, wobei sich diese mögliche Modifikation aus Platzgründen auf die A- und C-Variante beschränkt. Die Luft-Luft-Bewaffnung soll langfristig auch durch die modernere AIM-260 JATM ergänzt werden. Neben Lockheed arbeiten auch andere Hersteller daran, ihre Flugkörper an den Waffenschacht der F-35 anzupassen. So entwickelt MBDA gegenwärtig eine Variante der Meteor für die Royal Navy mit kleineren Heckflossen, damit diese vier solcher Flugkörper in den Waffenschächten unterbringen kann.
Unter den Tragflächen der F-35 befinden sich insgesamt sechs Außenlastträger zur Waffenmitführung (acht bei der F-35C), deren Verwendung zu Lasten der Tarnkappeneigenschaften geht. Deshalb wird in der Regel auf die Außenlastträger verzichtet. Es gibt Einsatzprofile, bei denen die Außenlasten trotz der negativen Auswirkungen auf die Tarnkappeneigenschaften verwendet werden. Da die F-35 extern mehr Waffen mitführen kann als intern, wird darauf zurückgegriffen, sobald die Tarnkappeneigenschaften aufgrund geringer feindlicher Luftabwehr nur eine untergeordnete Rolle spielen.
Nicht alle Waffentypen der F-35 können in den internen Waffenschächten montiert werden. Dabei kann es sich um Marschflugkörper vom Typ Storm Shadow oder JASSM handeln (der einzige Marschflugkörper, den die F-35 auch intern mitführen kann, ist derzeit der „Joint Strike Missile“, der aber nur von Norwegen und Australien eingesetzt wird). Auch die Luft-Boden-Raketen AGM-65 und AGM-88 (außer der angepassten AGM-88G AARGM-ER) können von der F-35 nur extern mitgeführt werden, genauso wie die schwersten Bomben der Paveway-Serie. Bei der Notwendigkeit von hohen Einsatzreichweiten können auch Zusatztanks mitgeführt werden. Die beiden äußeren Träger in der Nähe der Flügelspitzen sind nur für leichte Kurzstrecken-Luft-Luft-Raketen vom Typ AIM-9 Sidewinder oder AIM-132 ASRAAM ausgelegt.

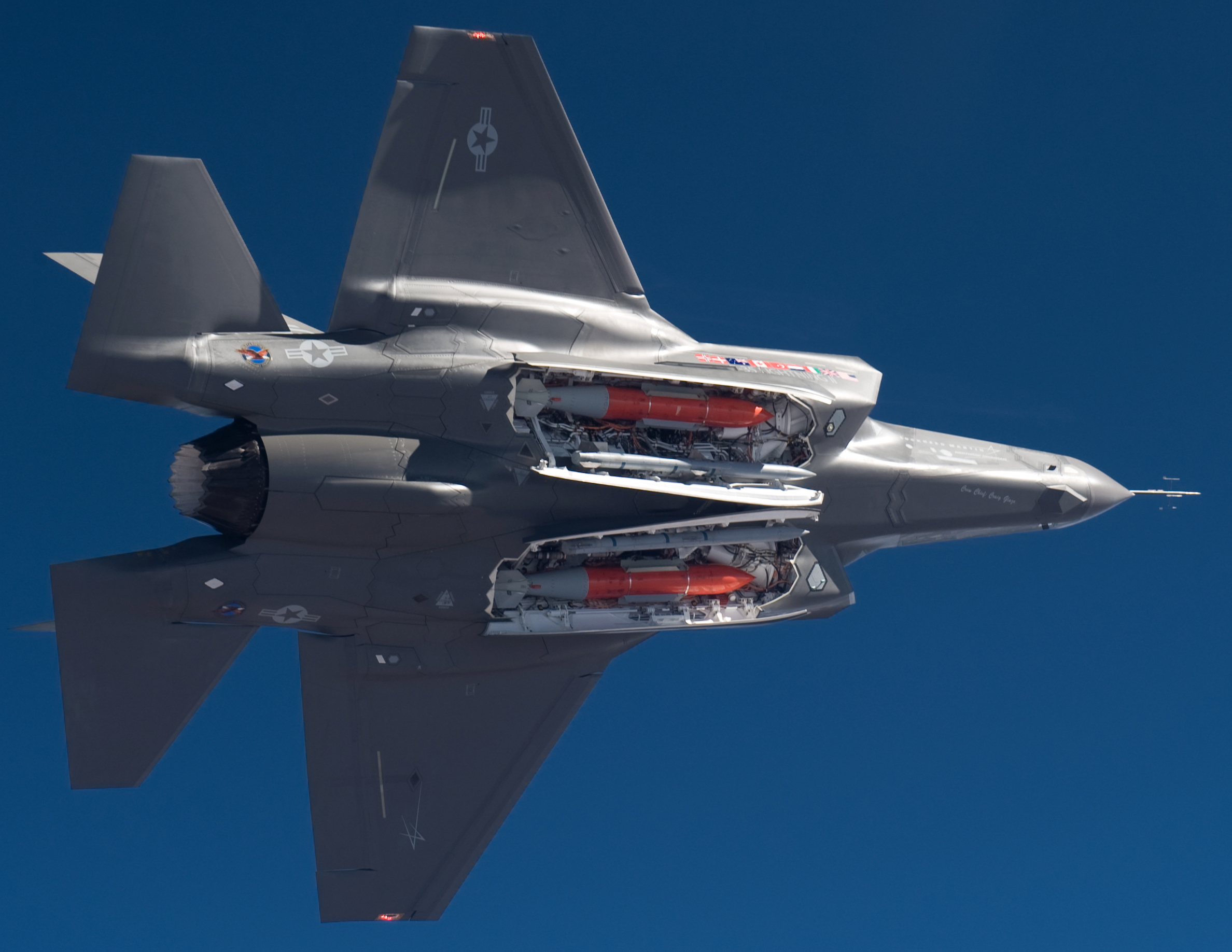
F-35A mit 2 B61-Übungsbomben und 2 AIM-120 AMRAAM

Gegenwärtig planen die US-Streitkräfte, die F-35 auch als Träger für Atomwaffen zu verwenden. Dafür sollte ursprünglich die B61-Atombombe ab 2017 modifiziert werden. 2024 wurde die F-35 für den Einsatz der B61 zertifiziert.
Ende Oktober 2013 fanden mit einer F-35B die ersten Testabwürfe und -schüsse mit scharfen Waffen statt. Dabei wurde eine Bombe des Typs GBU-12 abgeworfen und ein Lenkflugkörper AIM-120 AMRAAM gestartet.

### Avionik
Die F-35 verfügt über eine hochintegrierte modulare Avionik gemäß der Pave Pace-Architektur. Hierbei werden alle Daten der Sensoren und Systeme sehr früh in einem zentralen Rechensystem zusammengeführt, sodass diese sehr flexibel und umfassend miteinander in Verbindung gebracht werden können. Dies ermöglicht im Gegensatz zu früheren Architekturen eine sehr hochwertige Sensorfusion und die flexible Implementierung von neuen, zuweilen unkonventionellen Funktionen (z. B. Elektronische Kampfführung über das Radar oder Cyberkrieg-Anwendungen). Das primäre Ziel ist hierbei ein bestmögliches Situationsbewusstsein für den Piloten, der möglichst wenig Zeit mit Dateninterpretation und Systembedienung verbringen soll, um sich so auf die Analyse der taktischen Situation und die Entscheidungsfindung konzentrieren zu können.
Die F-35 ist bei ihrer Indienststellung erst das zweite Kampfflugzeug, das über eine hochintegrierte Avionik verfügt. Das erste Mal kam dieses Konzept bei der F-22 in Form der Pave-Pillar-Architektur zum Einsatz. Die Pave-Pace-Architektur stellt damit die zweite Generation US-amerikanischer hochintegrierter Avionik dar. Die wesentlichste Verbesserung ist die Einführung des Konzeptes von gemeinsam verwendeten Antennen und Analog-Komponenten. Zuvor verwendete jedes Subsystem (z. B. IFF, Radar oder EloKa) seine eigenen Antennen exklusiv. Dadurch benötigen die hochentwickelten Systeme der F-22 insgesamt noch 64 separate Antennen. Demgegenüber benötigt die F-35 nur 22 Stück, da sich mehrere Subsysteme eine jeweils passende Antenne teilen. Darüber hinaus werden die Signale nicht mehr von spezialisierter Hardware verarbeitet, sondern lediglich digitalisiert und dann in die generischen Integrated Common Processors (ICPs) eingespeist.
Diese ICPs, von denen insgesamt 31 Stück in zwei Racks verbaut sind, stellen das „Herz“ der Avionik dar. Auf diesen Steckkarten findet die komplette Daten- und Signalverarbeitung statt, was bei konventionellen Architekturen sonst isoliert in den einzelnen Subsystemen stattfinden würde. Um die Kosten zu reduzieren und um die ICPs an neuere Entwicklungen anpassen zu können, werden auf diesen COTS-Prozessoren eingesetzt. Bei der Indienststellung wurden modifizierte PowerPC-G4-CPUs verwendet, wodurch bei der Signalverarbeitung eine Gesamtrechenleistung von 75.000 MIPS bereitstehen. Die Software ist überwiegend in C++ geschrieben, wobei auch einige Ada-Module aus der F-22 übernommen wurden. Als Betriebssystem kommt Integrity-178B RTOS von Green Hills Software zum Einsatz. Durch das hohe Integrationsniveau und die Digitalisierung der Antennenanlage ergeben sich sehr hohe Anforderungen an die Datenverbindungen zwischen den Komponenten und ICPs. Daher stehen insgesamt 64 Fibre-Channel-Kanäle mit einer Bandbreite von je 2 Gbit/s zur Verfügung. Die internen Systeme zur Flugsteuerung und Waffenkontrolle sind mit dem ebenfalls kommerziell verwendeten FireWire-Datenbus angebunden, der bis zu 800 Mbit/s transferieren kann. Um auch ältere Ausrüstung an den Laststationen mitführen zu können, sind diese auch mit dem MIL-STD-1553 ausgerüstet, der jedoch nur über 1 Mbit/s Bandbreite verfügt.

#### Radar: AN/APG-81

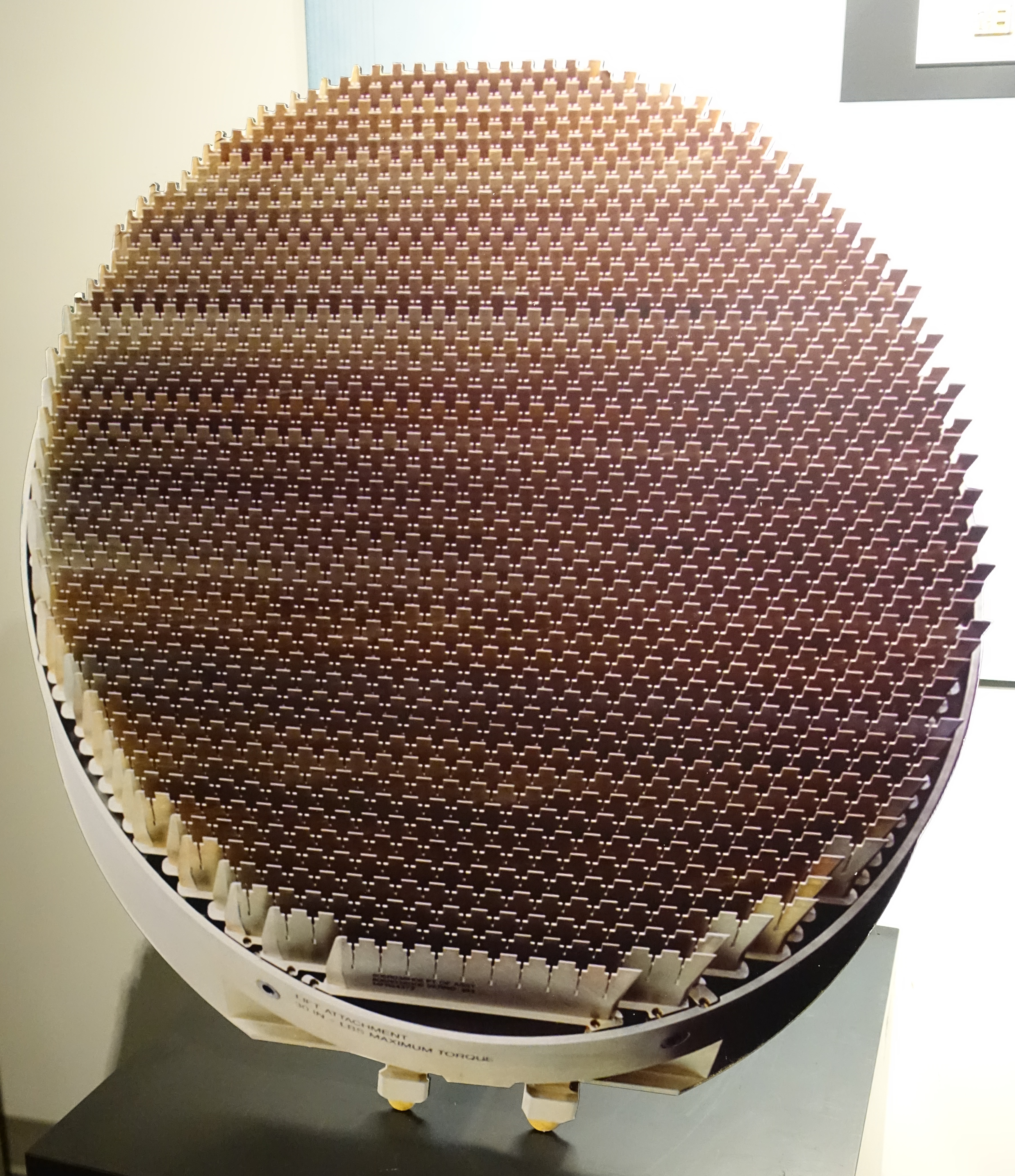
Antennenanlage des APG-81

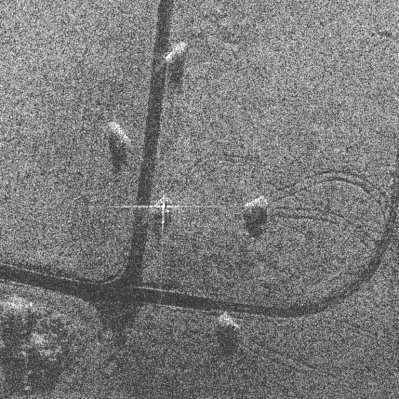
Ein SAR-Bild des APG-81

Das APG-81 ist das Bordradar der F-35. Das AESA-Radar wurde auf Basis der Erfahrungen mit dem APG-77 und APG-80 entwickelt. Gegenüber mechanischen Radaren bietet eine AESA-Radar viele Vorteile, insbesondere bei Zuverlässigkeit, Störresistenz und Reichweite. Es kann sehr schnell zwischen unterschiedlichen Betriebsmodi umschalten und dank der Pave-Pace-Architektur auch bisher ungewöhnliche Aufgaben übernehmen, zum Beispiel elektronische Kampfführung gegen andere Radare (Details siehe unten).
Wie die meisten aktuellen Multifunktionsradare für Kampfflugzeuge arbeitet auch das APG-81 im X-Band (8–12 GHz), da dieser Frequenzbereich einen guten Kompromiss aus Reichweite und Genauigkeit darstellt. Die Antenne besteht aus etwa 1600 einzelnen Transmittern, die eine oder mehrere Radarkeulen mit sehr schnell wechselnden Eigenschaften formen können. Dies ist besonders vorteilhaft, um unterschiedliche Ziele (z. B. Schiffe und Flugzeuge) ohne Zeitverzug verfolgen zu können. Insgesamt verfügt das APG-81 über 32 verschiedene Betriebsmodi: je 12 für Luft-Luft- und Luft-Boden-Operationen, 4 für elektronische Kampfführung und je 2 für Navigation und Wetter. Die hohe Agilität macht es feindlichen Radarwarnanlagen und SIGINT-Systemen schwer, dessen Emissionen zu erfassen, wenn es sich im LPI-Modus befindet. Sollte das APG-81 dennoch erfasst und gestört werden, wirkt sich die Agilität positiv auf die EloSM-Fähigkeiten aus. Dies wurde bei der Übung Northern Edge 2009 operativ bestätigt, ein Jahr später erhielt das Design-Team außerdem den „David Packard Excellence in Acquisition Award“ für die ausgezeichnete Störresistenz des APG-81.
Künftig soll das APG-81 durch das APG-85 ersetzt werden.

#### Elektronische Kampfführung: AN/ASQ-239
Das ASQ-239 ist für die Elektronische Kampfführung der F-35 zuständig. Es handelt sich um eine Weiterentwicklung des ALR-94 der F-22, die jedoch aufgrund der Pave-Pace-Architektur mit deutlich weniger Antennen auskommt. Der Funktionsumfang umfasst alle modernen SIGINT-Anwendungen: erfassen und bestimmen von Radaremissionen, Warnung vor anfliegenden Raketen, genaue Ortsbestimmung von bodengebundenen Radaren und die Richtungsmessung luftgestützter Radare. Die Empfänger des ASQ-239 sind hochempfindlich und können auch schwer zu erfassende LPI-Radare wie das APG-77 entdecken. Ein Novum ist die Fähigkeit des Systems, offensive Elektronische Gegenmaßnahmen durchzuführen, vorherige Tarnkappen-Muster hatten sich bis dato ganz auf den passiven Schutz der Tarnkappentechnik verlassen. Das System umfasst neben den üblichen Infrarot- und Radar-Täuschkörpern auch geschleppte Radar-Störkörper vom Typ AN/ALE-70, die nach dem Ausstoßen die vom ASQ-239 generierten Störsignale in einiger Distanz hinter der Maschine aussenden. Hierdurch können zum einen Lenkwaffen mit home-on-jam-Technik getäuscht werden, zum anderen ist auch der Betrieb als Köder möglich, der gegenüber einem feindlichen Radar-Sucher ein attraktiveres Ziel anbietet als die F-35 selbst. Deren sehr geringer Radarquerschnitt (RCS) vereinfacht darüber hinaus die Anwendung jeglicher offensiver Störmaßnahmen erheblich, da viel weniger elektrische Leistung zum Selbstschutz notwendig ist als bei konventionellen Mustern mit größerem RCS.
Durch die voll integrierte Avionik der F-35 ist das ASQ-239 nicht nur auf seine eigenen Komponenten begrenzt wie viele andere EloKa-Systeme. Neben dem ALE-70 kann es auch auf das APG-81-Radar zugreifen und es gemäß der Pave-Pace-Architektur sowohl für passive Aufklärung als auch für aktive Gegenmaßnahmen nutzen. Durch dessen AESA-Antenne ist es so möglich, Störsignale in einer Stärke und Qualität zu erzeugen, wie sie sonst nur mit spezialisierten EloKa-Systemen wie dem AN/ALQ-99 möglich sind. Somit kann eine F-35 auch andere Maschinen in der Formation oder aus der Distanz vor radarbasierten Bedrohungen schützen. Durch das Antennen-Design ergeben sich jedoch zwei fundamentale Einschränkungen gegenüber konventionellen Lösungen oder dedizierten EloKa-Mustern wie der EA-18 Growler: Zum einen kann nur der vordere 120°-Sektor abgedeckt werden, zum anderen ist der Frequenzbereich auf das X-Band (8–12 GHz) beschränkt. Somit eignet sich das APG-81 primär für die Störung feindlicher SAM-Feuerleitradare oder luftgestützter Multifunktionsradare, da diese heutzutage fast ausschließlich im X-Band arbeiten, um die nötige Präzision für den Einsatz von Lenkwaffen zu erreichen. Die Begrenzung auf den vorderen Sektor beschränkt die Hochleistungs-Störung auf die Phase des Anflugs, Angriffe beim Rückflug müssen dann mit dem ALE-70 gekontert werden. Darüber hinaus wäre Abstandsstörung mit zwei F-35 möglich, die auf einer Kreisbahn fliegen und sich so beim Stören abwechseln. Ein weiterer Vorteil der hochintegrierten Avionik ist der Datenaustausch mit dem eigenen Radar und mit anderen F-35 in der Formation über den gesicherten MADL-Datenlink. Hierdurch können die Elektronischen Gegenmaßnahmen präzise ohne Zutun des Piloten koordiniert werden, sodass die eigenen Radarimpulse nicht gestört und die Radarwarn-Funktion nicht beeinträchtigt werden, wie es bei vielen älteren EloKa-Systemen der Fall ist. Darüber hinaus können so auch Zieldaten der verschiedenen ASQ-239-Systeme innerhalb der Formation ausgetauscht werden.
Über die Spezifikationen des ASQ-239 ist außer dem Gewicht (ca. 90 kg) nichts Weiteres veröffentlicht worden. Auch ist zu den Fähigkeiten der Cyberkriegs-Komponente, außer ihrem Vorhandensein, wenig bekannt. Ein General der US-Marines (James F. Amos) schätzte das EloKa-Potenzial der F-35 jedoch auf etwa 85 % dessen ein, wozu eine EA-6 Prowler mit dem ICAP-III-Upgrade in der Lage ist.

#### Infrarot-Zielsystem: AN/AAQ-40 EOTS

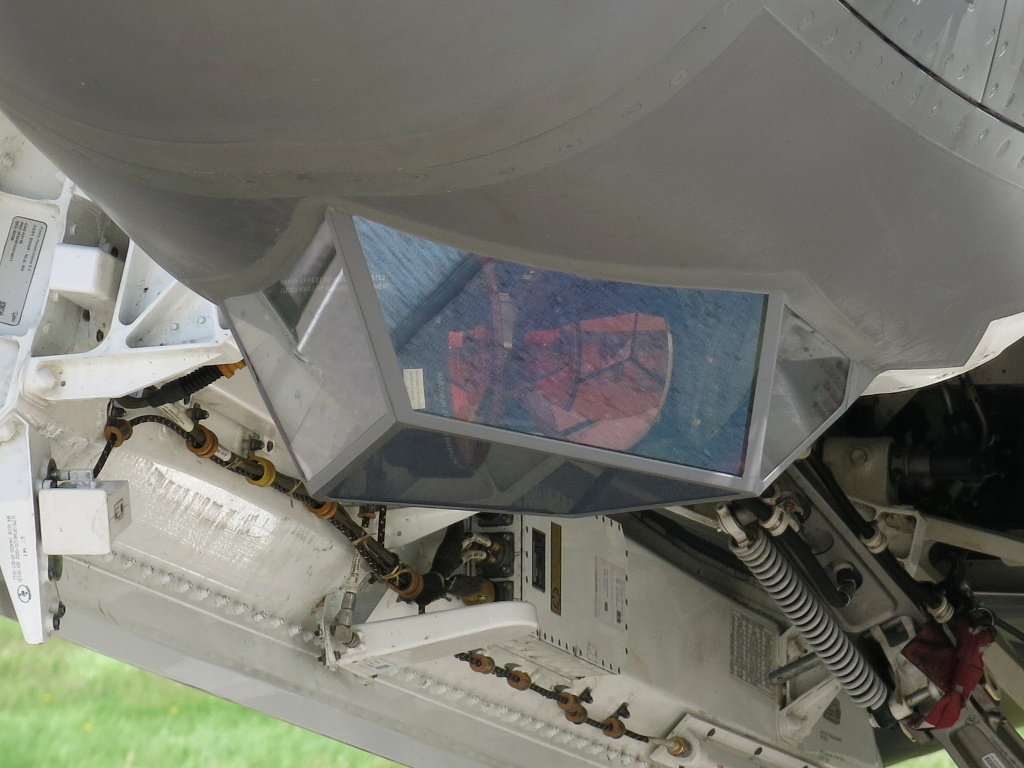
Die Infrarotdetektoren des EOTS

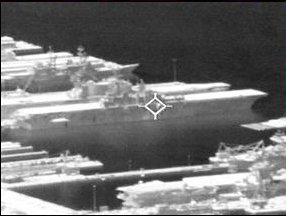
Wärmebild des EOTS-Sensors

Das EOTS (Electro-Optical Targeting System) ist ein Infrarot-Zielsystem, das von Lockheed Martin entwickelt wurde und auf dem des Sniper ATP-Pod basiert. Das System verfügt über einen diodenbasierten Entfernungs- und Zielbeleuchtungslaser und einen abbildenden Infrarot-Sensor. Dieser arbeitet im Bereich des mittleren Infrarotspektrums und besitzt eine Auflösung von 1024 × 1024 Pixeln. Das optische System verfügt über eine Tele- und Weitwinkel-Einstellung, um entweder große Bereiche nach Zielen abzusuchen oder bereits entdeckte Kontakte genauer untersuchen zu können.
Somit kann das EOTS zum einen als klassisches FLIR-System für Luft-Boden-Operationen genutzt werden. Der mittlere Infrarotbereich bietet hier eine gute Detailschärfe und kann auch Rauch und Dunst gut durchdringen. Darüber hinaus können für Zielpunkte auch Geodaten ermittelt und mit einem Ziellaser beleuchtet werden. Zum anderen kann das EOTS auch im Luft-Luft-Modus als IRST-System betrieben werden, um Luftziele anhand ihrer Infrarotemissionen (insbesondere der Triebwerksauslässe und Abgase) zu erfassen und zu verfolgen.
Das Bild wird zu jeder Zeit gegenüber Flugbewegungen und Vibrationen optisch stabilisiert. Starke Bewegungen werden mittels mehrerer kardanischer Aufhängungen ausgeglichen, kleinere Vibrationen durch einen speziellen hochbeweglichen Spiegel. Das EOTS ist anders als viele andere aktuelle Lösungen intern eingebaut (statt als externer FLIR-Behälter) und bietet ein großes Blickfeld nach unten (statt IRST-typisch nach oben). Der interne Einbau reduziert den Luftwiderstand und ermöglicht vor allem eine Tarnkappenkonstruktion, welche aus facettierten und metallbedampften Saphirglas-Scheiben besteht und den Radarquerschnitt nur minimal vergrößert. Das gewählte Blickfeld von etwa +10° bis -130° gegenüber der Horizontalen ermöglicht eine sehr gute Sicht auf Bodenziele, zum Teil auch hinter der Maschine. Luftziele können hierbei allerdings nur dann erfasst werden, wenn sie auf gleicher oder nur geringfügig höherer Flughöhe fliegen, da sie sonst vom Rumpf der F-35 verdeckt werden. Solche Ziele können zwar auch durch das AAQ-37 DAS entdeckt werden, jedoch erst auf geringere Distanzen. Die Anbindung an die Avionik erfolgt über Fibre Channel-Leitungen.
Da das EOTS auf dem Sniper ATP basiert, bewegt es sich auf dem technischen Niveau der frühen 2000er Jahre und gilt nicht mehr als top-aktuell. Daher möchte Lockheed Martin im Rahmen der Block 4-Modernisierungen ein „Advanced EOTS“ entwickeln. Dieses soll zusätzlich über eine hochauflösende Videokamera und einen weiteren Infrarotsensor für das nahe Infrarotspektrum verfügen. Zusammen mit einer Steigerung der Auflösung im mittleren Infrarot und einer vergrößerten Optik soll so eine höhere Aufklärungsreichweite und eine bessere Zielabbildung gewährleistet werden. Darüber hinaus soll auch ein weiterer Laser zur Zielbeleuchtung integriert werden, welcher auch auf Infrarot-Nachtsichtgeräten zu erkennen ist. Auf diesem Wege kann der Pilot den eigenen Bodentruppen signalisieren, welches Ziel er angreifen möchte, was Missverständnisse bei der Zieleinweisung besonders in dicht bebauten Gebieten verhindern soll.

#### Rundumüberwachung: AN/AAQ-37 DAS

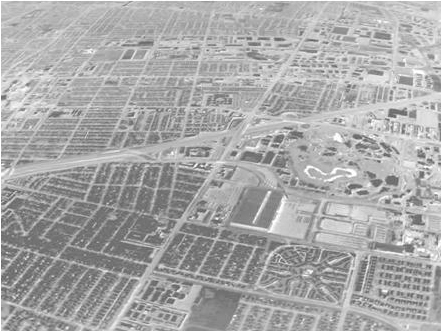
Aufnahme des DAS-Sensors (automatisch zusammengesetzt aus mehreren Bildern)

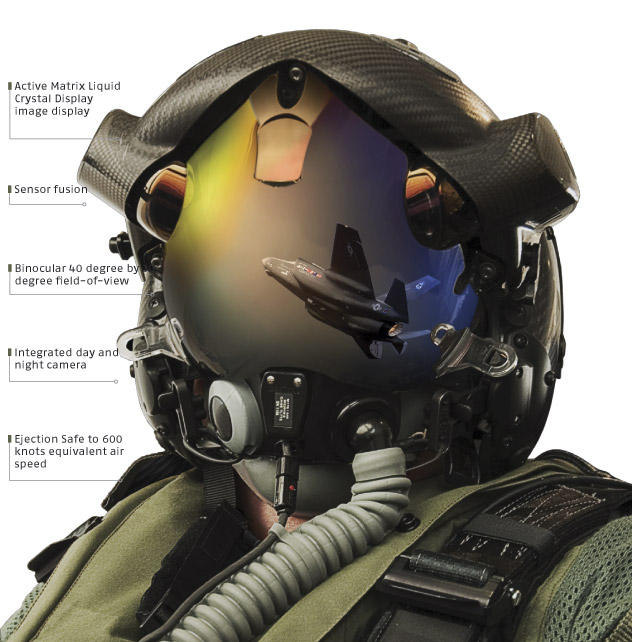
Im oder vor dem Jahr 2010 designtes Helmsystem „Helmet Mounted Display System“ der F-35

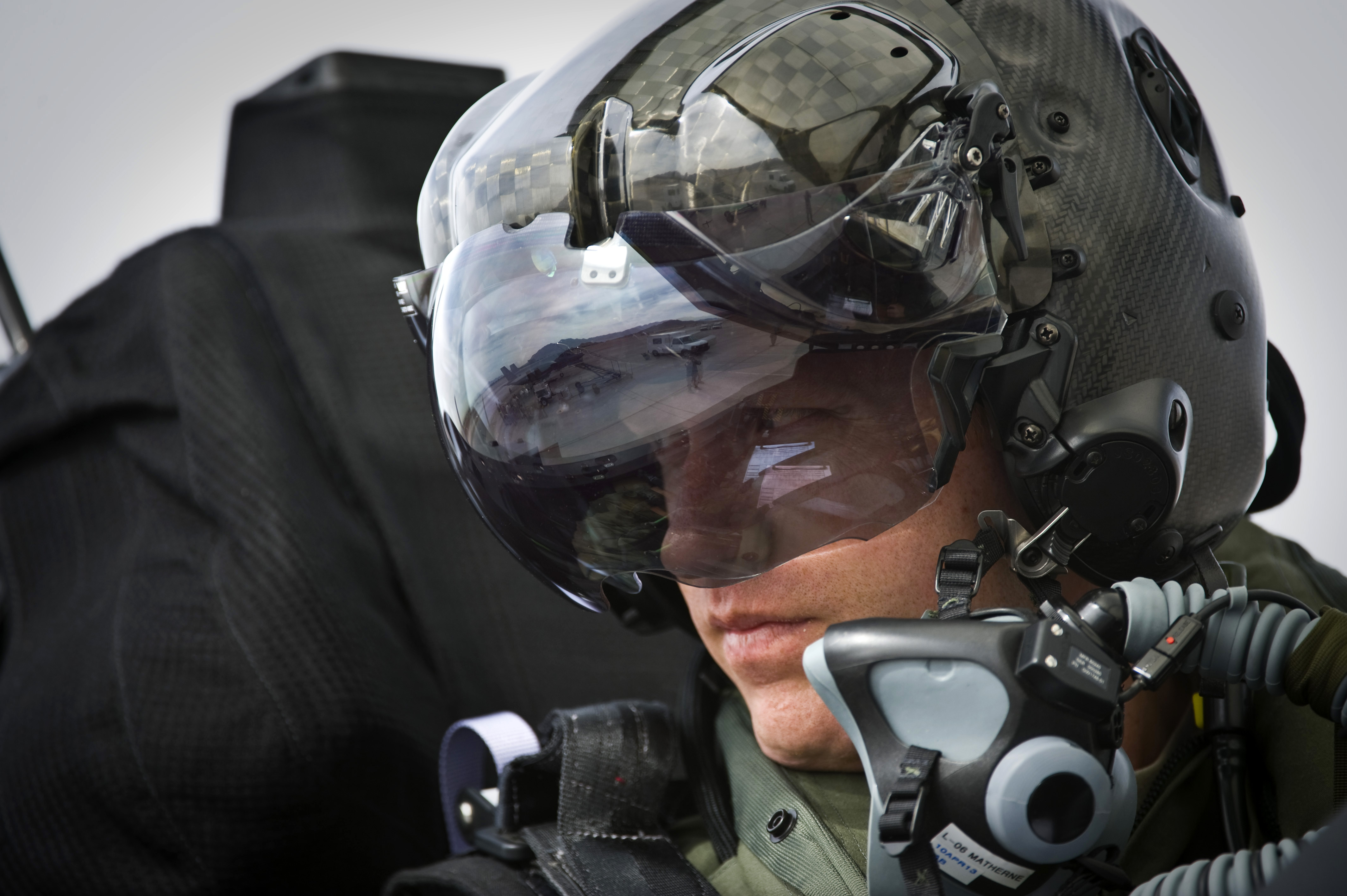
Pilot der F-35 mit Helm im Jahr 2013

Bei dem AN/AAQ-37, auch als DAS (Distributed Aperture System) bezeichnet, handelt es sich um ein infrarotgestütztes Sensorsystem. Es besteht aus sechs separaten IR-Kameras, die so auf der Flugzeugzelle angeordnet sind, dass der gesamte Luftraum überwacht werden kann. Es ist primär als Raketenwarngerät konzipiert, hat aber auch weitere Funktionen. So können feuernde SAM- und Flak-Stellungen automatisch erkannt und mit an Bord verfügbaren Waffen (zum Beispiel JDAM) umgehend bekämpft werden, während gleichzeitig geeignete Gegenmaßnahmen (Flares, Chaff und EloGM) zielgerichtet eingesetzt werden. Auch sich aus beliebiger Richtung nähernde Kampfflugzeuge können erfasst und anschließend mit Fire-and-Forget-Waffen (wie AIM-9X oder AIM-120) angegriffen werden, ohne dass die F-35 sich durch Flugmanöver in Abschussposition bringen muss. Während eines Luftnahkampfes mit einer Vielzahl von beteiligten eigenen und gegnerischen Maschinen identifiziert und verfolgt das AAQ-37 alle Flugzeuge, damit der Pilot auch bei ähnlich aussehenden Maschinen stets zwischen Freund und Feind unterscheiden kann. Bei Nachtmissionen dient das System als Ersatz für konventionelle Nachtsichtgeräte. In Kombination mit dem HMDS-Helm kann der Pilot in jeder beliebigen Richtung auf ein Nachtsichtbild von hoher Qualität zurückgreifen, wobei die Schärfe in etwa der des menschlichen Auges entspricht. Dies ist ein deutlicher Fortschritt gegenüber den üblichen auf dem Helm montierten Nachtsichtgeräten, da diese durch ihre Konstruktion und die Cockpitkanzel nur ein verhältnismäßig kleines Blickfeld abdecken können. Kombiniert mit dem Bordcomputer, können auch Fahrzeuge am Boden sicher verfolgt werden.
Das AAQ-37 wird von Northrop Grumman entwickelt und zurzeit auf einigen F-16 und QF-4-Drohnen der Edwards Air Force Base getestet. Bis Februar 2008 wurde das System 4700 Stunden getestet, wobei 83 Stunden auf Flugtests entfallen.

#### Kommunikation: CNI
Das CNI (Communication, Navigation & Identification) ist ein zentrales Computersystem zur Navigation, Kommunikation und Zielidentifizierung. Es wird von Northrop Grumman entwickelt und ähnelt dem Avioniksystem der F-22. Es ist mit nahezu allen militärischen Kommunikationsprotokollen kompatibel (zum Beispiel Link 16, JTRS und UHF/VHF). Des Weiteren sind folgende Merkmale integriert: GPS, TACAN, IFF, Joint Precision Approach and Landing System (JPALS). Auch Breitbandkommunikation mittels des AN/APG-81-Radars soll unterstützt werden. Zur Kommunikation innerhalb eines F-35-Verbandes kommt bevorzugt der „Multifunction Advanced Data Link“ (MADL) zum Einsatz. Dieses System besteht aus sechs Phased-Array-Antennengruppen, die so angeordnet sind, dass sie den gesamten Luftraum abdecken. Im Gegensatz zu konventionellen Antennen strahlt der MADL-Komplex nur in einem sehr kleinen Sektor (starke Richtwirkung) mit geringen Nebenkeulen Signale ab. Hierdurch wird die Datenrate bei gleicher Sendeleistung stark erhöht und die Wahrscheinlichkeit der Entdeckung durch feindliche ELINT-Sensoren massiv reduziert. Bis Februar 2008 wurde das CNI-System 4400 Stunden getestet, wobei über 65 Stunden auf Flugtests entfallen. Die EloKa-Systeme wurden 11.255 Stunden getestet (über 70 Stunden Flugtest).

### Technische Daten

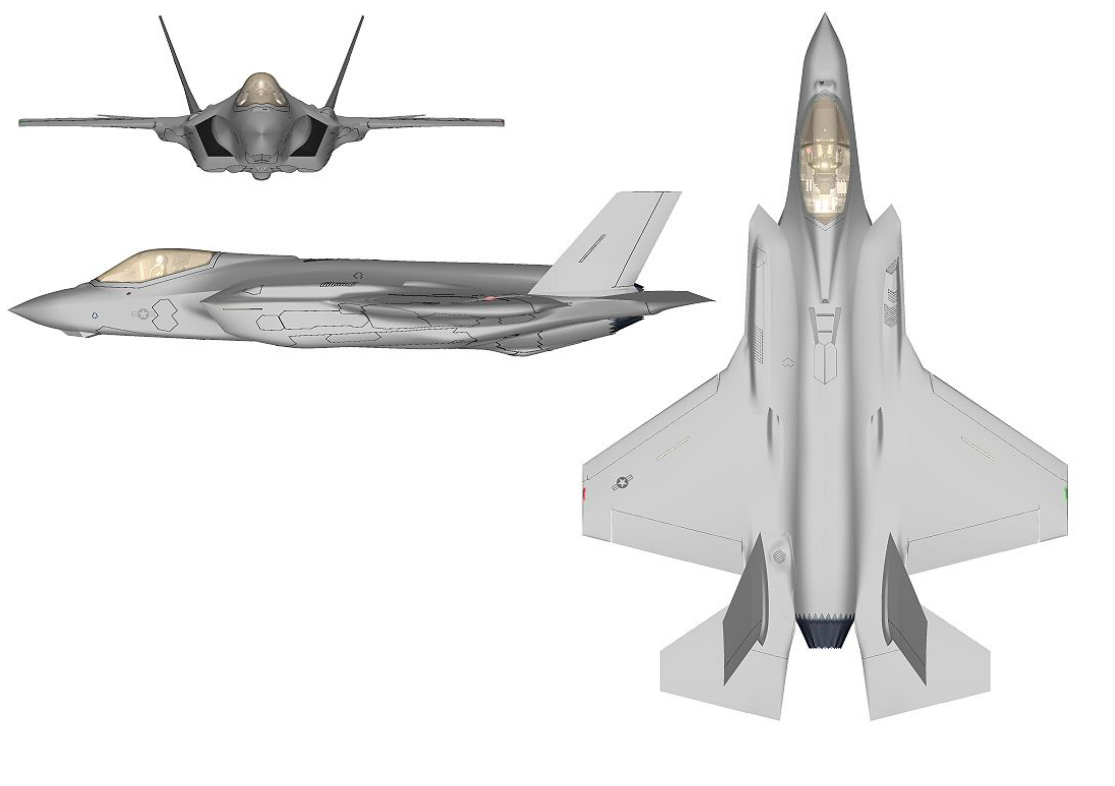
Dreiseitenansicht der F-35A
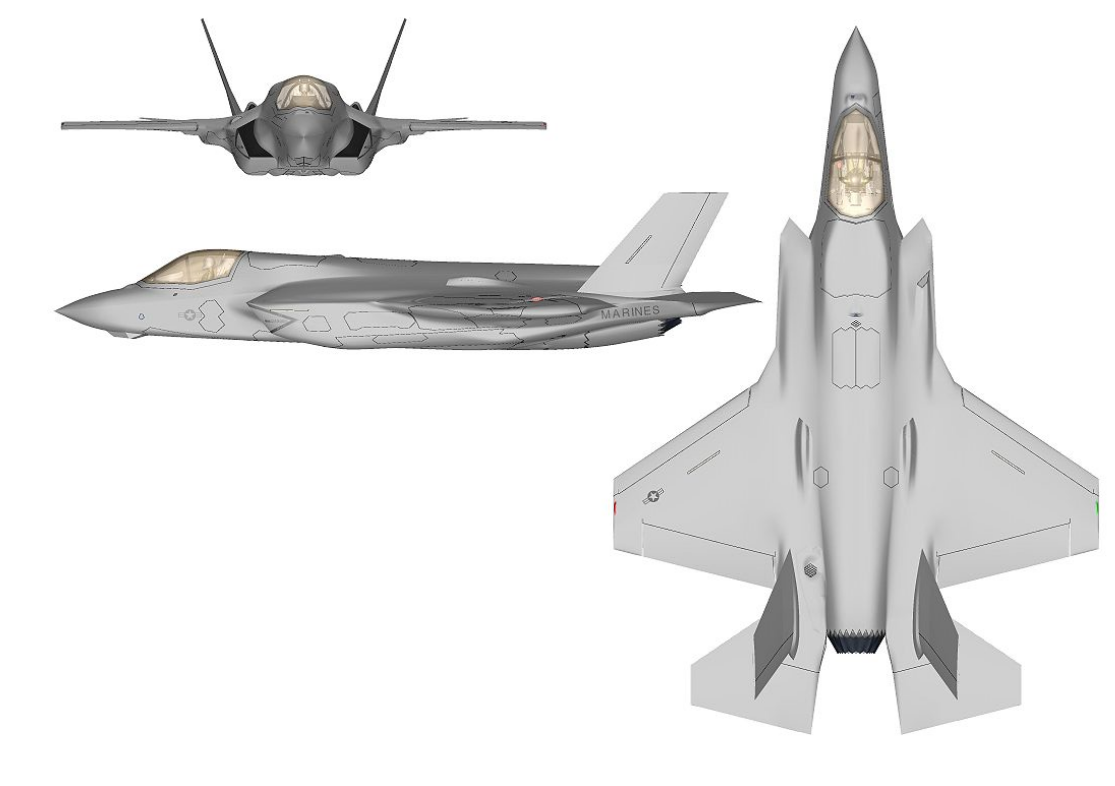
Dreiseitenansicht der F-35B
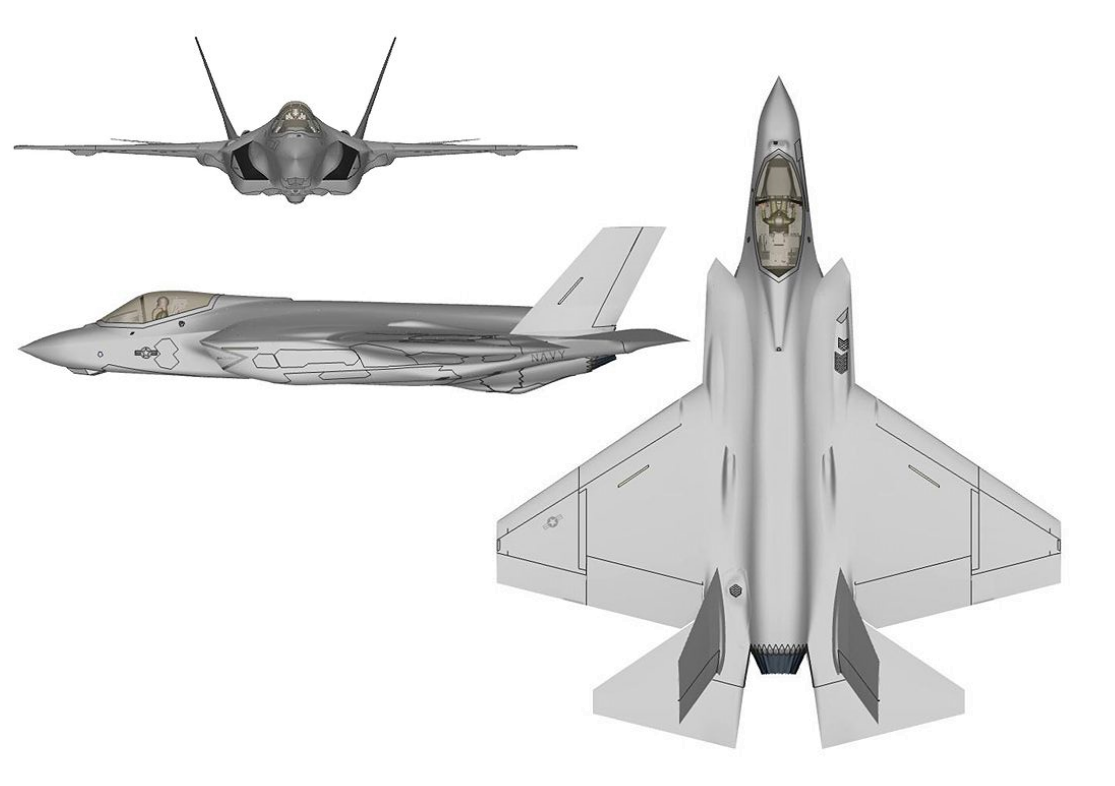
Dreiseitenansicht der F-35C

| Kenngröße                | F-35A CTOL (konventionell)                                                                                        | F-35B STOVL (Senkrechtstarter)                                                                             | F-35C CV (Flugzeugträger)                                               |
| ------------------------ | --- | --- | ----------------------------------------------------------------------- |
| Länge                    | 15,67 m | 15,61 m | 15,67 m                                                                 |
| Spannweite               | 10,67 m | 10,67 m | 13,11 m                                                                 |
| Flügelfläche             | 42,70 m² | 42,70 m²                                                                                                   | 62,06 m²                                                                |
| Flügelstreckung          | 2,67 | 2,67 | 2,77                                                                    |
| Tragflächenbelastung     | - minimal (Leermasse): 308 kg/m² - nominal (normale Startmasse): 522 kg/m² - maximal (max. Startmasse): 744 kg/m² | - minimal (Leermasse): 341 kg/m² - maximal (max. Startmasse): 637 kg/m²                                    | - minimal (Leermasse): 234 kg/m² - maximal (max. Startmasse): 512 kg/m² |
| Höhe                     | 4,57 m | 4,57 m | 4,72 m                                                                  |
| Leermasse                | 13.170 kg | 14.588 kg                                                                                                  | 14.547 kg                                                               |
| normale Startmasse       | 22.280 kg | k. A. | k. A.                                                                   |
| max. Startmasse          | 31.751 kg | 27.216 kg                                                                                                  | 31.751 kg                                                               |
| interne Tankkapazität    | 8.278 kg | 6.124 kg                                                                                                   | 8.959 kg                                                                |
| Treibstoffmassenanteil   | 0,385 | 0,295 | 0,381                                                                   |
| maximale Lastvielfache   | 9g | 7g | 7,5g                                                                    |
| Höchstgeschwindigkeit    | offiziell Mach 1,6                                                                                                | offiziell Mach 1,6                                                                                         | offiziell Mach 1,6                                                      |
| Dienstgipfelhöhe         | 15.240 m | 15.240 m                                                                                                   | 15.240 m                                                                |
| Einsatzradius            | 1.080 km | 833 km | 1.111 km                                                                |
| Reichweite               | 2.222 km | 1.667 km                                                                                                   | 2.593 km                                                                |
| Waffenlast               | 8.165 kg | 6.804 kg                                                                                                   | 8.165 kg                                                                |
| Triebwerk                | 1 × Pratt & Whitney-F135-100-Turbofan                                                                             | - 1 × Pratt & Whitney-F135-600-Turbofan - 1 × Rolls-Royce-Lift-System                                      | 1 × Pratt & Whitney-F135-400-Turbofan                                   |
| Schubkraft               | - mit Nachbrenner: 191,3 kN - ohne Nachbrenner: 128,1 kN                                                          | - mit Nachbrenner: 191,3 kN - ohne Nachbrenner: 128,1 kN - STOVL-Schub: ca. 80 kN - Steuerdüsen: ca. 12 kN | - mit Nachbrenner: 191,3 kN - ohne Nachbrenner: 128,1 kN                |
| Schub-Gewicht-Verhältnis | - maximal (Leermasse): 1,48 - nominal (normale Startmasse): 0,88 - minimal (max. Startmasse): 0,61                | - maximal (Leermasse): 1,34 - minimal (max. Startmasse): 0,72                                              | - maximal (Leermasse): 1,34 - minimal (max. Startmasse): 0,61           |

#### Bewaffnungsoptionen

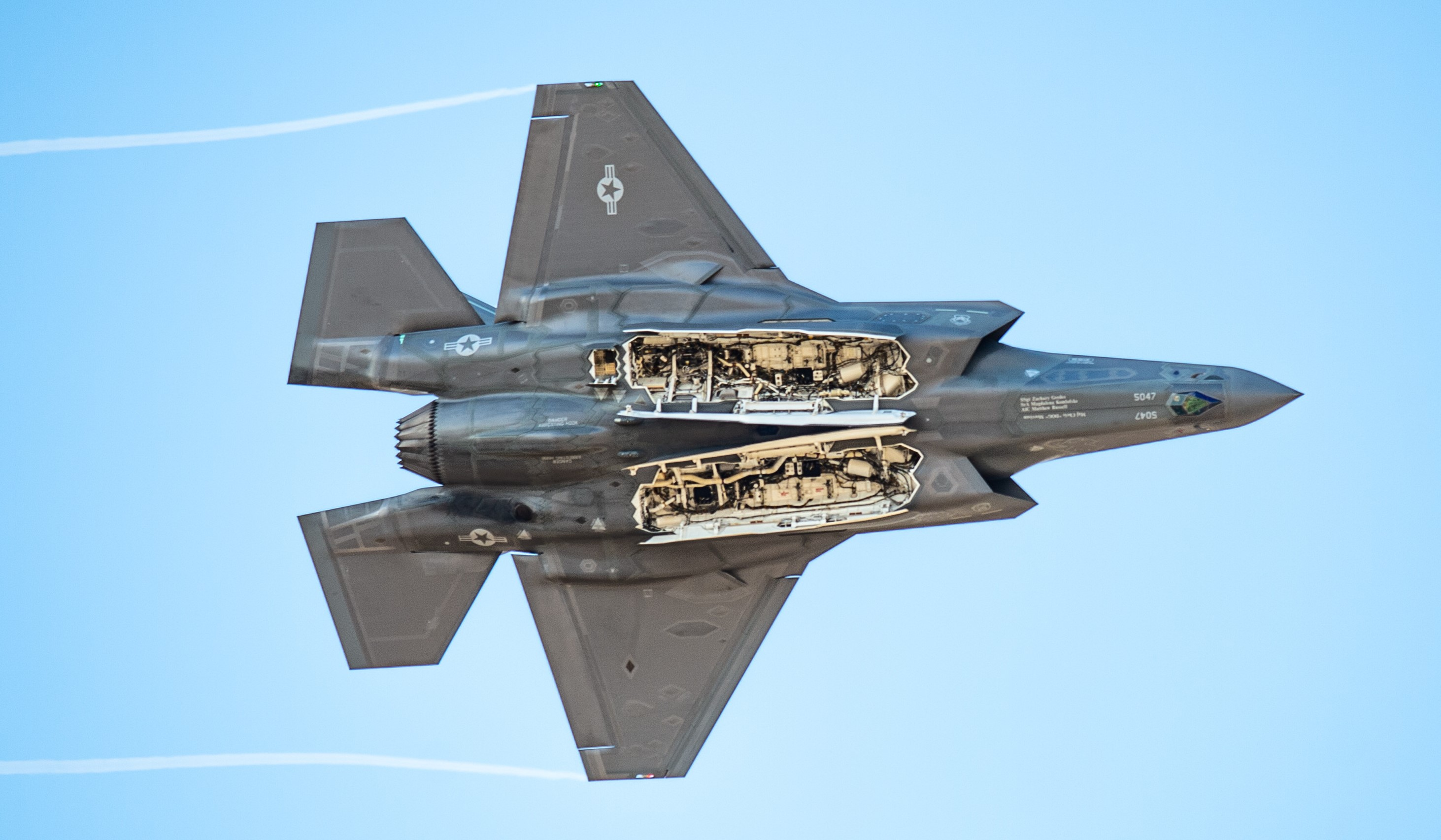
F-35A mit geöffneten Waffenschächten

Eine F-35 soll mit folgenden Waffensystemen ausgerüstet werden können, wobei eine Gesamtlast von 8.165 kg (davon 6.805 kg extern) nicht überschritten werden darf:
| Gelenkte Bomben | Luft-Boden-Raketen                                                  | Luft-Luft-Raketen                                                          |
| --- | ------------------------------------------------------------------- | -------------------------------------------------------------------------- |
| - GBU-10 Paveway II 1 - GBU-12 Paveway II - GBU-16 Paveway II 1 - GBU-24/B Paveway III 1 - GBU-31 JDAM 2 - GBU-32 JDAM - GBU-38 JDAM - GBU-39 Small Diameter Bomb (SDB) - GBU-53/B - AGM-154 JSOW 2 - B61 Mod 12 (Freifallbombe mit nuklearem 0,3–45-kT-Sprengsatz) 2 | - AARGM-ER - AGM-158 JASSM 1 - Joint Strike Missile - SOM (geplant) | - Raytheon AIM-9X „Sidewinder“ - Raytheon AIM-120D AMRAAM - AIM-132 ASRAAM |

#### Bewaffnungslayout
Anmerkung: Bei den Nummern 4, 5, 7 und 8 handelt es sich um interne Waffenstationen
Begriffserläuterung
- Station: Nummer der Waffenstation
- Store: mögliche Bewaffnungstypen
  - A/A: Luft-Luft-Rakete
  - A/S: Luft-Boden-Waffe
  - Gun: 25-mm-GAU-22/A-Gatling-Kanone in LO-Behälter (bei der F-35A intern)
- Capacity C: maximale Zuladung der entsprechenden Waffenstation (Angaben in Pfund)

## Kritik und Probleme

### Kritik

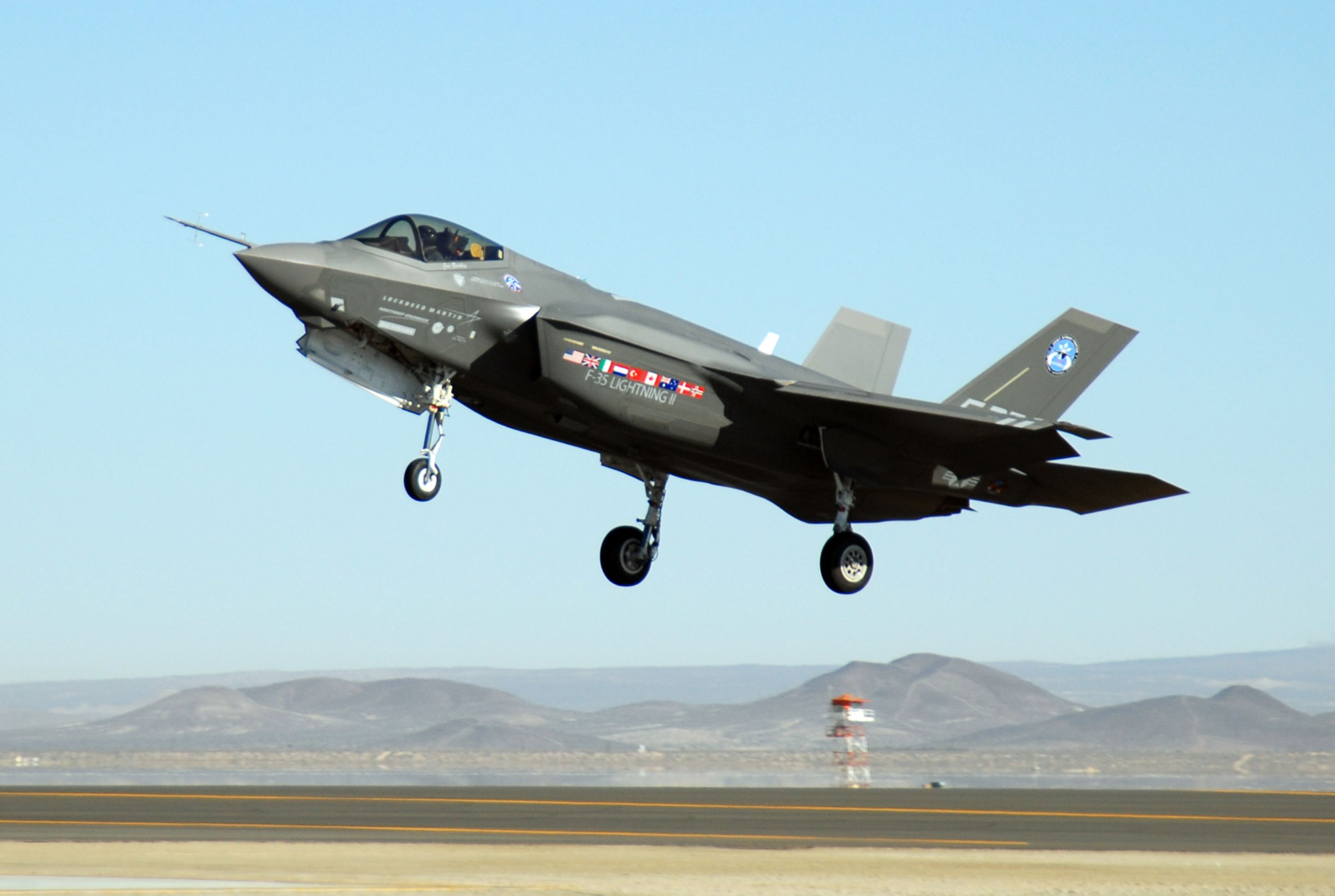
F-35A im Landeanflug auf die Edwards AFB

Kritiker des Programms nennen unter anderem folgende Punkte:
- Der JSF leide unter falsch definierten Entwicklungszielen.
- Er führe zu wenig internen Treibstoff und Waffen mit und könne daher kein Ersatz für Bodenangriffsflugzeuge sein.
  - Die F-35 verfüge lediglich über vier interne Waffenpositionen, die nur Luft-Luft-Raketen und Bomben mit maximal 2 × 900 kg aufnehmen könnten.
  - Um das Angriffspotential zu erweitern, müssten zusätzliche Außenlasten an den Tragflächen angebracht werden, wodurch die Tarneigenschaften reduziert würden.
- Die Unfähigkeit zu langen Überschallflügen (Supercruise) mache die F-35 als Luftverteidigungsplattform weniger brauchbar.
  - Die geringe Höchstgeschwindigkeit (Mach 1,6) schränke die Einsatzpalette zudem erheblich ein.
- Die Kosten eines Flugzeuges seien zu hoch.[117]
- Die Technik der F-35 ist fehlerhaft und unzuverlässig.[117]
- Die F-35 ist wartungsintensiv.[117]

Trotz dieser Bedenken haben mehrere Länder Vertrauen in das JSF-Design ausgedrückt und wurden zu Minderheits-Partnern im JSF-Herstellerkonsortium.
Die Fürsprecher des Programms sehen den JSF als Möglichkeit, aus dem jahrzehntealten Muster der US-Flugzeugbeschaffung auszubrechen: Anstatt traditionell drei Flugzeuge, für jede Waffengattung eines, zu entwickeln, ist der JSF ein Gemeinschaftsprojekt der drei US-Teilstreitkräfte Luftwaffe, Navy und Marine Corps. Dies erlaubt, dass die verschiedenen JSF-Varianten zu 80 % identisch sind und senkt so die Flugzeug- und Wartungskosten. Das Projekt folgt dabei zum Teil der Philosophie der Europäer, deren Panavia Tornado von Anfang an als „Mehrzweckkampfflugzeug“ geplant wurde. Der JSF ist außerdem das erste US-Flugzeugprogramm, bei dem die Kosten als unabhängige Variable angesehen werden. In früheren Programmen waren die Flugzeugkosten eine abhängige Variable – zusätzliche Fähigkeiten haben immer die Stückkosten erhöht. Solche Design-Änderungen werden während der JSF-Entwicklung nicht erlaubt. Das bedeutet, dass der Budgetrahmen begrenzt bleibt.
Ursprünglich wollte die US Air Force eine Fertigungsrate von 110 Maschinen pro Jahr für die F-35A erreichen. Diese Fertigungsrate wurde benötigt, um die im Laufe der Zeit außer Dienst gestellten F-16 rechtzeitig zu ersetzen. Jedoch war nur noch eine Produktionsrate von jährlich 48 Maschinen ab 2012 möglich. Dadurch stieg der Stückpreis pro Maschine deutlich an. Einige Analysten sahen die Marke von 100 Millionen US-Dollar je Flugzeug überschritten. Im April 2007 gab das Verteidigungsministerium der USA bekannt, dass der Preis einer F-35 sich auf 121,97 Millionen US-Dollar erhöht. Laut einem Bericht des Rechnungshofs des Kongresses vom März 2008 soll das gesamte Programm die US-Streitkräfte in den nächsten Jahrzehnten fast eine Billion US-Dollar kosten. Davon entfallen auf die Entwicklung und Anschaffung von 2.458 Flugzeugen 300 Milliarden, auf Betrieb und Unterhalt in den nächsten Jahrzehnten weitere 650 Milliarden US-Dollar.
Im April 2009 kam es gemäß einem Bericht des Wall Street Journal zu einem Hackerangriff auf Daten des F-35-Projekts. Dabei wurden größere Mengen Daten aus Rechnern des US-Verteidigungsministeriums gestohlen. Laut Pentagon wurden dabei jedoch keine weitreichend sensiblen Daten kopiert.
Anfang 2013 erschienen Berichte, in denen das Pentagon sowie Piloten die F-35 massiv kritisierten. Neben Kritik an mehreren Systemen, der Zuverlässigkeit und der Wartbarkeit wurde auch das Design der F-35 kritisiert: So sei die Sicht aus der Pilotenkanzel vor allem nach hinten sehr viel schlechter als in anderen Flugzeugen, was dazu führe, dass der Pilot während eines Luftkampfes nicht sehe, was hinter ihm passiert. Dieser Umstand schränke die Überlebenschancen der F-35 im Luftkampf sowie bei Bodenangriffen massiv ein. Das Helm-Display wurde von den Piloten ebenfalls stark kritisiert, da der eingeblendete künstliche Horizont nicht mit dem echten Horizont übereinstimmte und die Anzeige häufig flackerte, verschwommen, unscharf oder ganz defekt war. Auch im Jahresbericht 2012 übte die Testabteilung Kritik an der F-35.

### Diskussion über Scheitern des Programms
Im Februar 2021 wurden in US-amerikanischen Medien Äußerungen von Vertretern der Air Force und der Regierung zitiert, welche vom Forbes Magazin als Eingeständnis des Scheiterns des F-35-Projekts gewertet werden. Kritisiert wurden die hohen Kosten für die Anschaffung und den Betrieb sowie die Unzuverlässigkeit der Maschinen. Das Flugzeug, welches als kostengünstiger Ersatz für die F-16 gedacht war, sei durch die lange Entwicklungsphase hindurch immer komplexer und teurer geworden. Letztendlich weise die F-35 all jene Probleme auf, zu deren Lösung sie entwickelt worden sei.
Laut Air Force Chief of Staff Gen. Charles Brown ist die F-35 „ein Ferrari, mit dem man nicht jeden Tag zur Arbeit fahre, sondern den man nur sonntags nutze“. Brown verglich die F-35 mit der F-22, deren Bau nach 195 Exemplaren aus Kostengründen eingestellt worden ist. Er legte die Entwicklung eines von Grund auf neuentwickelten Flugzeugs nahe.
Laut Regierungsberater Dan Grazier habe die F-35 „zu viel können sollen“. Denkbar sei laut Grazier, den Bau der F-35 (analog zur F-22) nach einigen hundert Exemplaren einzustellen und mehrere Milliarden Dollar in ein neues Entwicklungsprogramm umzuleiten.

### Technische Probleme
Am 3. Mai 2007 trat ein elektrischer Kurzschluss innerhalb der Hydraulik-Kontrollbox einer F-35 AA-1 auf, woraufhin der Pilot notlanden musste. Im August 2007 kam es zu einem Schaufelbruch im Niederdruckverdichter bei einem F135-Prüfstandstriebwerk. Bei der anschließenden Überprüfung des Triebwerkes der AA-1 wurden Risse am fraglichen Teil festgestellt. Am 7. Dezember 2007 wurde das Testflugprogramm mit der F-35 AA-1 wiederaufgenommen. Am 4. Februar 2008 ereignete sich während des Triebwerkabnahmelaufs für die erste F-35B wiederum ein Schaufelbruch in der Niederdruckverdichterstufe des F135-Triebwerks. Hierdurch verzögerte sich der Erstflug der F-35B BF-1. Am 11. August 2008 wurde bekannt, dass die F-35 AA-1 wegen Problemen mit den Kühlluftgebläsen den Testflugbetrieb unterbrechen musste. Die F-35 soll lauter sein als eine F-16, was einigen Exportbetreibern Probleme bereitet. So forderte Australien zusätzlich Schallmessungen der F-35. Der Stickoxidausstoß des F135-Triebwerks ist wegen der höheren Verbrennungstemperaturen höher als bei allen anderen vergleichbaren Triebwerken. Im August 2007 wurde bekannt, dass durch einen Fehler in der Ausschreibung der elektrische Generator des F-35C nur 65 % der geforderten Leistung liefern kann, was bei der F-35 mit ihren elektrisch betriebenen – und besonders bei der F-35C mit ihren vergrößerten – Steuerflächen die Manövrierfähigkeit einschränkt. Ein leistungsverstärkter Generator werde Ende 2009 verfügbar sein. Dieser Fehler betrifft das in der F-35A und F-35C eingebaute Standardtriebwerk, was eine Verstärkung des Nebenaggregatgetriebes notwendig macht.
Am 17. November 2010 veröffentlichte Lockheed Martin, dass bei Belastungstests der Bodentestzelle der F-35B Ermüdungsbrüche des hintersten Bulkheads (Rumpfspant) entdeckt wurden. Das Design dieser Bulkheads war bei der F-35B zwecks Gewichtseinsparung stark verändert worden; so wird anders als bei F-35A, F-35C und F-22 nicht Titan, sondern Aluminium verwendet. Bei bereits gefertigten F-35B konnten keine Belastungsbrüche festgestellt werden.
Im August 2011 erhielt die F-35-Flotte vorläufiges Startverbot, nachdem eine Hilfsturbine zur Stromversorgung bei einer Testmaschine am Boden versagt hatte. Am 22. Februar 2013 verhängte das Pentagon erneut ein Flugverbot für alle 51 F-35, nachdem ein Turbinenblatt einen Riss aufgewiesen hatte. Ein weiteres Grounding der Flotte erfolgte am 3. Juli 2014. Am 15. Juli 2014 wurde das Flugverbot wieder aufgehoben. Eine defekte Isolierung führte zudem 2016 zu einer Unterbrechung des Flugbetriebs bei der USAF, es waren nur Maschinen der A-Version betroffen, unter anderem auch die auf der Luke Air Force Base stationierten norwegischen Maschinen.
Am 12. Juni 2017 wurde eine Flotte von F-35A der Luke Air Force Base auf unbestimmte Zeit stillgelegt, da Probleme mit der Sauerstoffversorgung auftraten. Die anderen F-35A setzten ihren Betrieb planmäßig fort. Der Flugbetrieb wurde am 20. Juni 2017 fortgesetzt, ohne dass der Fehler bis dahin gefunden worden war.
Laut Presseberichten vom August 2018 sind 19 erhebliche Fehler am Flugzeug in eine minder schwerwiegende Kategorie eingeordnet worden, um Probleme zu verschleiern.
Die Director, Operational Test and Evaluation (DOT&E), die interne Revisionsbehörde im Verteidigungsministerium der Vereinigten Staaten, welche die Einhaltung der vertraglich festgelegten technischen und sicherheitsrelevanten Anforderungen für Waffensysteme überwacht, kritisiert in ihren Prüfberichten wiederholt die F-35.
Unter anderem wurde das Autonomic Logistics Information System (ALIS) kritisiert, das autonome Logistik-Informationssystem der F-35. ALIS ist Eigentum der Herstellerfirma Lockheed Martin. Dabei handelt es sich um ein Computersystem, das fortlaufend Flugzeugdaten sammelt und analysiert. Diese Daten dienen für die Einsatzplanung, Bedrohungsanalysen, Wartungsdiagnosen und für die Bestellung von Ersatzteilen. Alle Betreiber der F-35, auch die außerhalb der USA, müssen ihre Missionsdateien nebst ALIS-Profilen vor und nach jedem Flug auf den neuesten Stand bringen. Hierfür müssen die Daten aus jeder F-35 ausgelesen und über eine Internetverbindung an den ALIS-Hauptrechner in Texas gesendet werden. Die Prüfberichte des DOT&E bemängeln die unzureichende Cybersicherheit der ALIS-Soft- und Hardware gegenüber Cyberattacken. Weiter werden nach Auffassung einiger F-35-Betreiber zu viele operative Daten der F-35 an die U.S. Army sowie an nichtstaatliche Firmen übermittelt.
Ein Großteil der Fähigkeiten der F-35 werden durch ihre technische Ausstattung und die verbaute Elektronik bestimmt (u. a. 31 PowerPC-Prozessoren von IBM mit 75.000 MIPS). Die interne Programmierung der F-35 umfasst über 8 Millionen Zeilen Softwarecode (mehr als vier Mal so viel wie bei der Lockheed Martin F-22). In den Jahren 2016 und 2017 wurden in den Prüfberichten der DOT&E 213 Programmfehler festgestellt, von denen 88 als gravierend eingestuft wurden.

### Geostrategische Abhängigkeit von den USA
Mit der zweiten Amtszeit Donald Trumps und seiner dabei betriebenen teilweisen Abkehr von jahrzehntelangen außenpolitischen Grundsätzen und Verbündeten rückten geostrategische Überlegungen in den Fokus mehrerer Käuferstaaten. Befürchtet wird, dass in der F-35 ein sog. Kill Switch verbaut sein könnte, mit dem die USA das Flugzeug ganz lahmlegen oder zumindest teilweise gefechtsunfähig machen könnten. Angeführt wurden auch weitere Abhängigkeiten von den USA hinsichtlich Software, Ersatzteilbeschaffung, Wartung usw., wodurch das Flugzeug ohne Unterstützung der USA binnen kurzer Zeit nicht mehr einsetzbar sein könnte. Aufgrund zu großer Abhängigkeiten von den USA erklärte Portugal im März 2025, keine F-35 beschaffen zu wollen.

### Lärmbelästigung
An Stützpunkten, an denen die F-35 ältere Modelle ersetzt, äußern Anwohner vielfach Beschwerden über den Lautstärkezuwachs durch die F-35. Betreiber von Stützpunkten finanzieren z. B. in den Niederlanden stärker schalldämmende Fenster und ähnliche Maßnahmen für Anwohner.

## Nutzer

### Beschaffung angelaufen
Die folgende Tabelle zeigt eine Übersicht der bisher bestellten Einheiten. Die Details können dem Text weiter unten entnommen werden.
| Staat                        | F-35A | F-35B | F-35C | Gesamt |
| ---------------------------- | ----- | ----- | ----- | ------ |
| Vereinigte Staaten           | 1.763 | 353   | 340   | 2.456  |
| Japan                        | 105   | 42    | –     | 147    |
| Italien                      | 60    | 30    | –     | 90     |
| Kanada                       | 88    | –     | –     | 88     |
| Israel                       | 75    | –     | –     | 75     |
| Australien                   | 72    | –     | –     | 72     |
| Südkorea                     | 65    | –     | –     | 65     |
| Finnland                     | 64    | –     | –     | 64     |
| Norwegen                     | 52    | –     | –     | 52     |
| Vereinigte Arabische Emirate | 50    | –     | –     | 50     |
| Vereinigtes Königreich       | –     | 48    | –     | 48     |
| Niederlande                  | 52    | –     | –     | 52     |
| Schweiz                      | 36    | –     | –     | 36     |
| Deutschland                  | 35    | –     | –     | 35     |
| Belgien                      | 45    | –     | –     | 45     |
| Polen                        | 32    | –     | –     | 32     |
| Dänemark                     | 27    | –     | –     | 27     |
| Tschechien                   | 24    | –     | –     | 24     |
| Griechenland                 | 40    | –     | –     | 40     |
| Singapur                     | –     | 12    | –     | 12     |
| Gesamt                       | 2.474 | 485   | 340   | 3.423  |

#### USA
Im Februar 2008 erwartete die US Air Force folgende Beschaffungen und Kosten für das F-35A-Programm.
Alle Angaben in Millionen US-Dollar.
| Position                              | FY 2007 | FY 2008 | FY 2009 | FY 2010 | FY 2011 | FY 2012 | FY 2013 | Ab 2014 | Gesamt  |
| ------------------------------------- | ------- | ------- | ------- | ------- | ------- | ------- | ------- | ------- | ------- |
| Anzahl der Beschaffungen              | 2       | 6       | 8       | 12      | 24      | 42      | 48      | 1.621   | 1.763   |
| Basiskosten                           | 478     | 1.289   | 1.674   | 2.084   | 2.930   | 4.151   | 4.337   | 129.302 | 146.244 |
| Vorschusszahlungen                    | 94      | 123     | 137     | 232     | 358     | 366     | 469     | 11.202  | 12.980  |
| Waffensystemkosten                    | 572     | 1.412   | 1.811   | 2.316   | 3.288   | 4.517   | 4.805   | 140.504 | 159.224 |
| 1. Tranche Ersatzteile                | 76      | 37      | 86      | 122     | 227     | 355     | 373     | 11.240  | 12.515  |
|                                       |         |         |         |         |         |         |         |         |         |
| Stückkosten („Flyaway“)               | 247     | 215     | 199     | 159     | 125     | 102     | 91      | 80      | 83      |
| Stückkosten (komplettes Waffensystem) | 286     | 235     | 226     | 193     | 137     | 108     | 100     | 87      | 90      |

Etwa 2030 sollten sämtliche 1.200 F-16 der US-Luftwaffe durch F-35 ersetzt sein. 2025 wollte die US-Marine ihren Jagdflugzeugbestand komplett auf die F-35 umgestellt haben. Das US-Verteidigungsministerium rechnete mit Gesamtkosten von 396 Milliarden Dollar für die Beschaffung von insgesamt 2.456 Flugzeugen bis über das Jahr 2030 hinaus.
Das 33rd Fighter Wing (33rd FW) der US Air Force, stationiert auf der Eglin Air Force Base in Florida, wurde die verantwortliche Einheit für die Schulung der F-35-Piloten der US Air Force, der US Navy und des US Marine Corps. Hierzu wechselte am 1. Oktober 2009 die bisherige Unterstellung vom Air Combat Command zum Air Education and Training Command. Unter dem Kommando eines US-Air-Force-Offiziers stehen drei Squadrons (Staffeln), die jeweils spezifisch für die Schulung auf einer Version der F-35 zuständig sind.
Die 58th Fighter Squadron (58th FS) der USAF sollte 24 F-35A betreiben. 20 F-35B würden das Marine Fighter Attack Training Squadron 501 (VMFAT-501), das am 2. April 2010 aufgestellt wurde, ausrüsten. Weitere 15 F-35C gelangten an die Strike Fighter Squadron 101 (VFA-101), die am 1. Mai 2012 aufgestellt wurde. Als Ergebnis einer Umweltverträglichkeitsanalyse, die den Flugbetrieb in Eglin begrenzte, verließen die VMFAT-501 und VFA-101 die Basis 2014 bzw. 2019. Dafür wurde 2021 die 60th FS neu aufgestellt.

##### United States Air Force und Air National Guard
Als zweiter USAF-Stützpunkt erhielt die Force Development Evaluation and Weapons School auf der Nellis Air Force Base in Nevada im März 2013 die ersten drei von bis zu 36 F-35A. Das 56th Fighter Wing (56th FW) der Luke Air Force Base in Arizona erhielt im März 2014 die erste von 72 F-35A. Das ebenfalls in Luke stationierte, assoziierte und zur Air Force Reserve gehörende 944th Fighter Wing (944th FW) schult Besatzungen von Exportkunden. Mitte Januar 2016 war die dortige Flottengröße für die Ausbildung auf 34 Maschinen angewachsen. Auf Grund weiterer Exporterfolge wurde es ab 2023 erforderlich einen zweiten Ausbildungsstandort zu errichten, der sich auf der Ebbings Air National Guard Base befindet.
Die erste Einsatzbasis der USAF auf dem amerikanischen Kontinent wurde 2015 die Hill Air Force Base (Utah), später könnten noch Jacksonville Air Guard Station (Florida), Mountain Home Air Force Base (Idaho) und Shaw Air Force Base/McEntire Joint National Guard Base (South Carolina) für die USAF hinzu kommen. Die erste Einsatzstaffel war die 34th Fighter Squadron des 388th Fighter Wing in Hill, die Anfang September 2015 ihre ersten F-35A erhielt und die ihre vorläufige Einsatztauglichkeit „Initial Operating Capability“ (IOC) im August 2016 erlangte.
Die ersten drei Basen der Air National Guard (ANG) auf dem amerikanischen Kontinent wurden 2019 die Burlington Air Guard Station (Vermont), 2023 das Truax Field (Wisconsin). und 2025 Jacksonville (Florida). Die vierte ANG-Basis soll 2026 Barnes (Massachusetts) werden.
Die USAF-Basen beheimaten je drei, die ANG-Basen je eine Staffel.
Im Bereich der Übersee-Kommandos ist für den Bereich Europa/Afrika (USAFE-AFAFRICA) die britische Basis RAF Lakenheath seit Dezember 2021 erster europäischer F-35-Stützpunkt der USAF und wird mit zwei Staffeln ausgerüstet; später könnte Aviano in Italien hinzukommen. Für den Bereich des Pazifik-Kommandos (PACAF) ist seit April 2020 die Eielson Air Force Base Heimat der ersten F-35A.

##### United States Marine Corps
Beim USMC ersetzen die F-35B die AV-8B Harrier und die F/A-18C/D Hornet werden durch einen Mix von F-35B und F-35C ersetzt. Die entsprechenden Standorte sind Beaufort und Cherry Point im Osten (VMA und VMFA-Staffeln des 2nd Marine Aircraft Wing) sowie Yuma und die frühere Top-Gun-Heimat Miramar im Westen (3rd Marine Aircraft Wing).
Als erstes rüstete seit November 2012 die VMFA-121 in Yuma auf die F-35B um und erreichte ihre vorläufige Einsatztauglichkeit „Initial Operating Capability“ (IOC) im Juli 2015. Die erste Überseebasis der F-35B war die Iwakuni in Japan, wo die ersten Maschinen eben jener aus Yuma hierher verlegten VMFA-121 Anfang 2017 eintrafen. Der Zulauf der 280 F-35B für den Einsatz von Land und von den amphibischen Angriffsschiffen der Navy verzögerte sich aufgrund technischer Probleme. Am 27. September 2018 flogen erstmals F-35B der 13. Marine-Expeditionseinheit (MEU) von der Essex Angriffe in Afghanistan. Die erste an der amerikanischen Ostküste stationierte Staffel war schließlich die VMFA-542 in Cherry Point, die Ende Mai 2023 ihre erste F-35B erhielt. Der zweite Ostküsten-Standort Beaufort erhielt im Herbst 2024 seine ersten F-35B, die erste Staffel dort war die VMFA-533.
Die Marines erhalten außerdem 140 Exemplare der Version F-35C. Diese sind für den Einsatz auf Flugzeugträgern zusammen mit den Maschinen der Navy vorgesehen. Auch der Beginn des Zulaufs dieser Variante verzögerte sich, von 2016 auf 2020. Die erste Einsatzstaffel VMFA-314 in Miramar erhielt im Januar jenes Jahres ihre erste F-35C; die zweite Staffel in Miramar ist die VMFA-311. An der Ostküste traf im September 2024 die erste F-35C in Cherry Point bei der VMFA-251 ein.

##### United States Navy

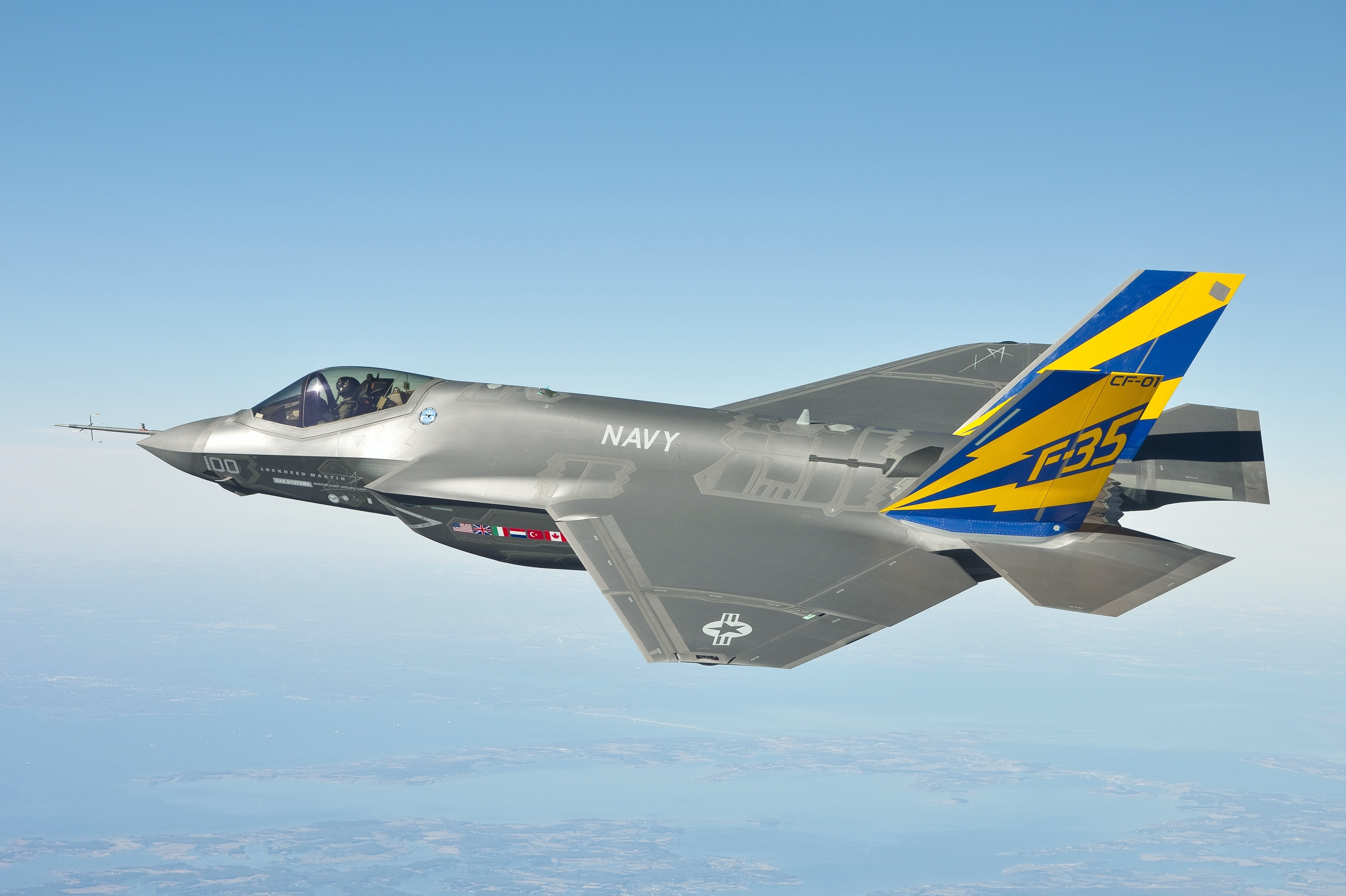
F-35C der United States Navy

Die erste Trainingsstaffel, VF-101, wurde am 2. Oktober 2013 in Eglin offiziell mit zwei F-35C in Dienst gestellt (siehe oben) und im November 2014 fanden erste Tests der F-35C auf Flugzeugträgern statt. Die Ausbildung erfolgt auf der Naval Air Station Lemoore, wo im Januar 2017 mit dreijähriger Verzögerung die ersten F-35C bei einer weiteren Ausbildungsstaffel (Fleet Replacement Squadron), der VFA-125, eintrafen. Neben der Ausbildungsstaffel sollen hier sieben Einsatzstaffeln der Pazifikflotte stationiert werden, deren erste, die VFA-147, 2018 auf die F-35C umgerüstet wurde. Die Anfangseinsatztauglichkeit erreichte die F-35C im Februar 2019. Der operationelle Einsatz erfolgt seit 2021 durch die „Strike Fighter Squadron 147“ (VFA-147) von der Carl Vinson.

#### Australien
Australien wollte als Ersatz für die F/A-18A/B Hornet 100 F-35A beschaffen, um teilweise auch das Aufgabenspektrum der bereits ausgemusterten F-111C Pig zu übernehmen. Nach den auftretenden Verzögerungen der F-35 kaufte Australien als Übergangslösung F/A-18E/F Super Hornet, was eine Kontroverse über den Sinn der F-35-Beteiligung auslöste. Dennoch bestellte Australien im November 2009 die ersten 14 Maschinen, die laut Planung 2017 in Dienst gestellt werden sollten. Aufgrund der Beschaffung von zwei amphibischen Angriffsschiffen der Canberra-Klasse wird Australien auch langfristig als Kandidat für die F-35B gehandelt. Am 23. April 2014 bestellte Australien weitere 58 Maschinen für $AUS 12,4 Mrd. (US $ 11,5 Mrd.), was US$ 198,27 Mio. pro Flugzeug entspricht. Die Gesamtzahl an bestellten F-35 für Australien belief sich damit auf 72 Flugzeuge. Ein Entscheid über einige F-35B stand im Mai 2015 noch aus.
Die ersten beiden F-35A der RAAF trafen im Dezember 2014 auf ihrer vorläufigen Trainingsbasis Luke Air Force Base ein, auf der die Ausbildung bis Ende 2019 stattfand.
In Australien trafen Ende 2018 die ersten Exemplare auf der RAAF Base Williamtown bei der dortigen Jet-Umschuleinheit, der 2. Operational Conversion Unit ein. Die letzten der 72 Exemplare trafen Ende 2024 in Williamtown ein. Die Einsatzstaffeln sind die 3., 75. und 77. Squadron.

#### Belgien
Am 25. Oktober 2018 kündigte Belgien als letzter Staat der ursprünglichen vier F-16-Nutzer in Nordwesteuropa an, 34 F-35-Maschinen als Ersatz für ihre F-16AM/BM anzuschaffen. Im Vertrag für Belgien war festgeschrieben, dass die jeweils modernste verfügbare Version geliefert werden soll. Im November 2022 wurde schließlich an der ersten F-35A für Belgien gebaut, welche sich im Sommer 2023 bereits in der Endmontage befand, als die belgische Regierung bekannt gab, dass sie vorerst die Abnahme der beiden ersten Maschine verweigern würde. Die beiden Maschinen seien „technisch unbefriedigend“, da sich seitens Lockheed Martin die Zertifizierung des neuesten Block 4-Standard mit besserer Rechenleistung deutlich verzögerte. Die Auslieferung begann schließlich Anfang Dezember 2024. Nach dem NATO-Gipfel in Den Haag 2025, bei dem das belgische Fähigkeitsziel über 69 Kampfjets vereinbart wurde, wurden zunächst 11 Exemplare nachbestellt, die im Unterschied zu den 34 vorherigen Maschinen in Cameri endmontiert werden.
Die Umschulung erfolgt zunächst bei der Belgian F-35 Conversion Unit (BEL F-35 CU), die in die 312th Fighter Squadron der USAF auf der Luke AFB integriert ist.

#### Dänemark
Dänemark plante als Level-3-Partner zunächst die Anschaffung von 48 und später von noch 24 bis 30 Maschinen als Ersatz für die F-16 und investierte zunächst 200 Millionen US-Dollar in die F-35. Aufgrund einer Ausschreibung über 30 Maschinen, bei der die F-35A mit der US-amerikanischen F/A-18F Super Hornet und dem europäischen Eurofighter Typhoon konkurrierte, kündigte die dänische Regierung am 12. Mai 2016 an, 27 F-35A Lightning II für umgerechnet 2,7 Milliarden Euro zu kaufen. Nach Plan sollte das erste Kampfflugzeug 2020 geliefert werden und 2024 sollten die F-16 vollständig ersetzt sein. Der Konkurrent Boeing focht die Entscheidung im September 2016 folgenlos an.
Als Folge der auf dem NATO-Gipfel in Den Haag 2025 vereinbarten neuen Fähigkeitsziele sollen mindestens 10 Jets nachbestellt werden.
Die ersten Exemplare für die beiden in Skrydstrup beheimateten Kampfstaffeln trafen 2023 im Land ein.

#### Israel

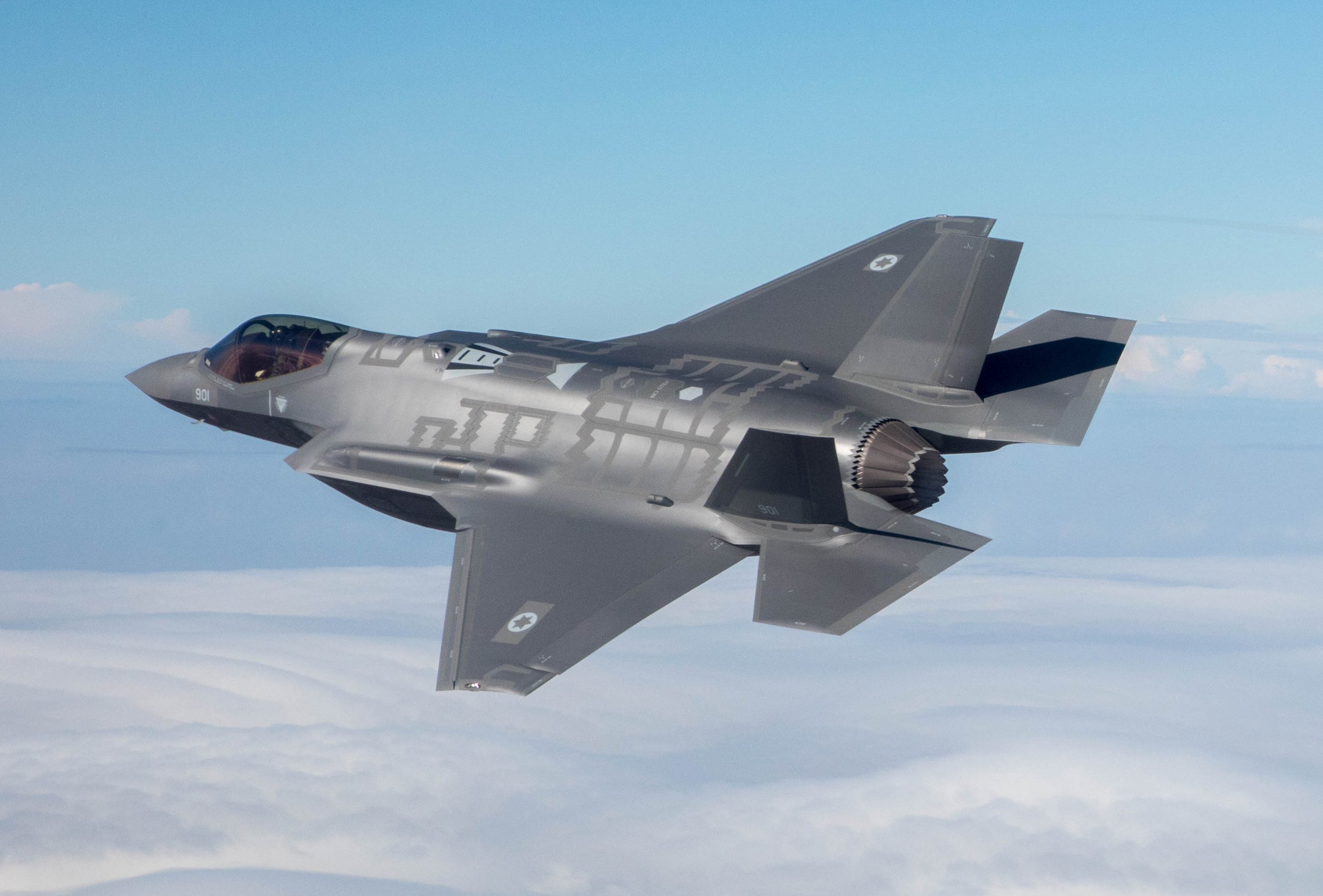
F-35I „Adir“ der israelischen Luftstreitkräfte im Dezember 2016

Am 15. August 2010 gab der israelische Verteidigungsminister Ehud Barak sein Einverständnis für den Kauf von 19 F-35I „Adir“, die auf der F-35A basieren. Die Investitionen samt Wartungsverträgen und Ersatzteilen beliefen sich auf 4 Mrd. US-Dollar. Die Bestellung von 14 weiteren F-35I erfolgte 2014 und die Bestellung der restlichen 17 von insgesamt 50 geplanten „Adir“ für zwei Staffeln a 24 Jets plus Reserve erfolgte Ende 2016. Bis Ende 2024 sollen alle Flugzeuge ausgeliefert sein.
Israel hat bei dem F-35-Projekt eine Sonderstellung. Als einziger Betreiber außerhalb der USA darf es die F-35 mit eigener Avionik und Software ausrüsten und auch die Wartung selber übernehmen. Diese Leitlinie der israelischen Verteidigungspolitik, die vor allem von der F-16I „Sufa“ bekannt ist, soll die israelische Dominanz in der Luft sichern, sollten die Vereinigten Staaten sich zur Belieferung arabischer Staaten mit demselben Modell entschließen. Der Erstflug der F-35I fand am 25. Juli 2016 statt.
Die israelischen F-35I können außer den Waffen US-amerikanischer Herkunft auch israelische Waffen einsetzen, die F-35I sind zudem zusätzlich mit israelischer Stör- und Kommunikationsausrüstung ausgerüstet (z. B. ECM, rein israelischer Datenlink).
Im Dezember 2016 waren nach der Lieferung der ersten 2 Flugzeuge an Israel erstmals F-35 außerhalb der USA stationiert. Am 12. Dezember trafen diese F-35I auf ihrem neuen Heimatstützpunkt Nevatim im Negev ein und nach zwölf Monaten erklärte Israel die anfängliche Einsatzbereitschaft der ersten Staffel mit neun bisher erhaltenen Maschinen. Im Mai 2018 hat der Kommandeur der IAF, Generalmajor Amikam Norkin, bekannt gegeben, dass Israel mit Jets dieses Typs weltweit die ersten scharfen Einsätze geflogen ist, wahrscheinlich gegen iranische Stellungen in Syrien.
Im Sommer 2021 waren drei Staffeln in Nevatim mit der F-35I ausgerüstet, die 116., 117. und 140. Staffel. Im Sommer 2023 waren ein Großteil der bisher bestellten 50 F-35I „Adir“ ausgeliefert, als die Regierung Israels bekannt gab, weitere 25 Stück zu bestellen; die Bestellung erfolgte 2024. Diese werden der 117. Staffel unterstellt, die für die Pilotenschulung zunächst Flugzeuge der anderen beiden Einheiten mitnutzte.

#### Italien

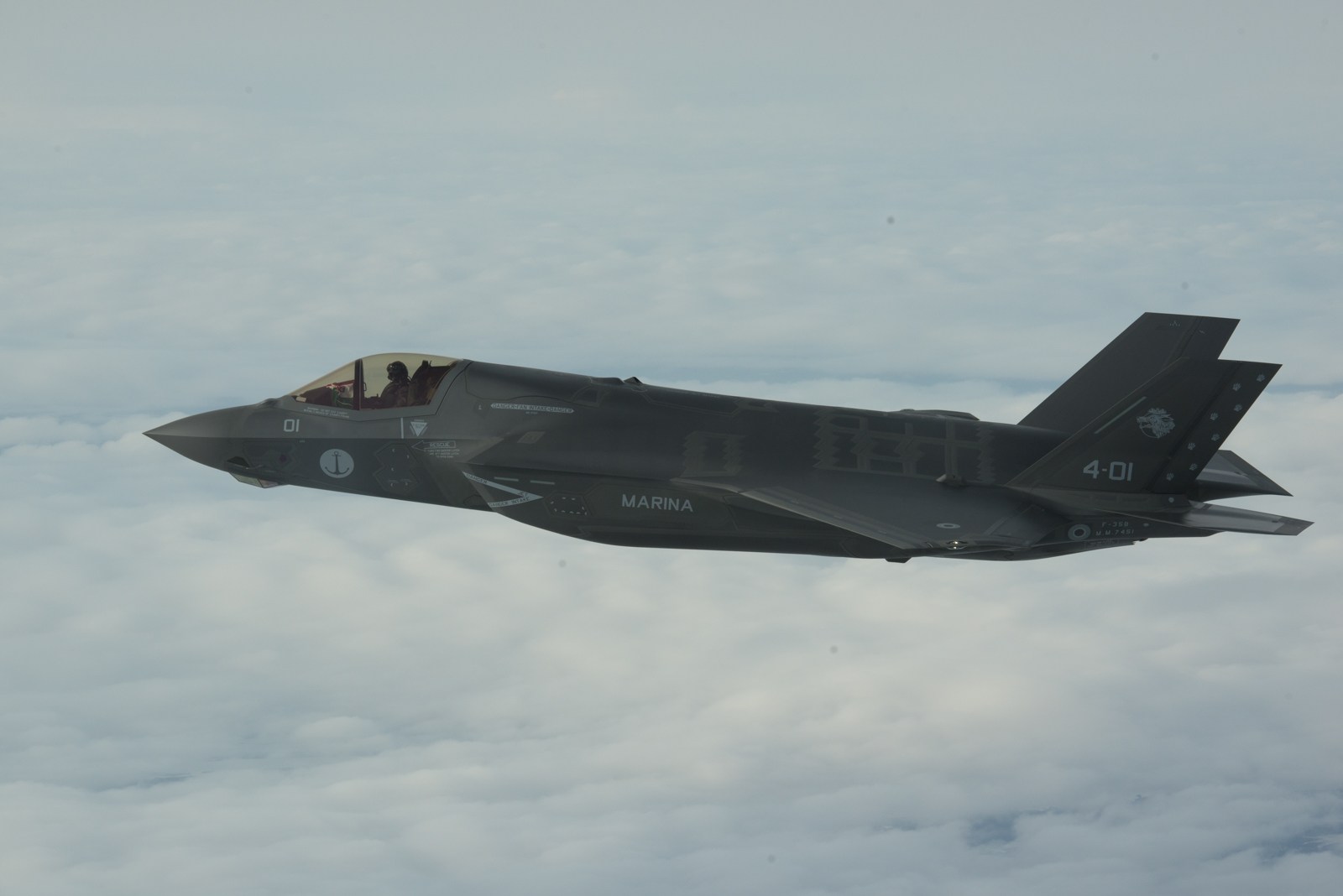
F-35B der italienischen Marine

Ursprünglich plante das italienische Verteidigungsministerium im April 2009 mit Beschaffungskosten von 12,09 Milliarden US-Dollar für 131 Maschinen. Die Bestellung enthielt 22 F-35B für die Marine sowie weitere 40 F-35B und 69 F-35A für die Luftwaffe. Der Stückpreis pro Maschine (A- und B-Variante verrechnet) sollte bei 92,3 Mio. US-Dollar liegen, wobei weitere 4,5 Milliarden US-Dollar für Logistik und Support eingeplant waren. Die F-35 sollen die Jagdbomber der Typen Tornado und AMX ablösen, wobei für die Luftwaffe zunächst nur die Version F-35A vorgesehen war. Die Marine benötigt die F-35B als Ersatz für die trägergestützten AV-8B Harrier II.
Als Folge der Schuldenkrise reduzierte Italien Anfang 2012 seine Bestellung von 131 auf 90 F-35. Bereits am 7. Oktober 2008 gab Italien bekannt, dass es aus dem Evaluations- und Testprogramm aussteigen und keine Testmaschinen der F-35 erwerben werde. Die erste Serienmaschine, eine F-35A, produziert auf der Endmontagelinie von Alenia Aermacchi, hob am 8. September 2015 erstmals vom Militärflugplatz Cameri ab. und wurde am 3. Dezember 2015 an die Luftstreitkräfte übergeben. Die ersten F-35A trafen Ende 2016 in Amendola (Luftwaffe/AM) ein. Als weiterer F-35A-Stützpunkt ist Ghedi vorgesehen.
Die erste in Italien montierte F-35B absolvierte im Oktober 2017 ihren Erstflug und wurde im Januar 2018 ausgeliefert. Zwei Staffeln mit insgesamt 30 F-35B sind geplant, eine der Luftwaffe und die einzige Staffel der Marine/MM. Ob die beiden Staffeln zusammen in Amendola stationiert werden oder die Staffel der Marine weiter in Grottaglie bleibt, ist offen.
Italien beschafft laut Beschluss von 2024 weitere 15 F-35A und 10 F-35B.

#### Japan

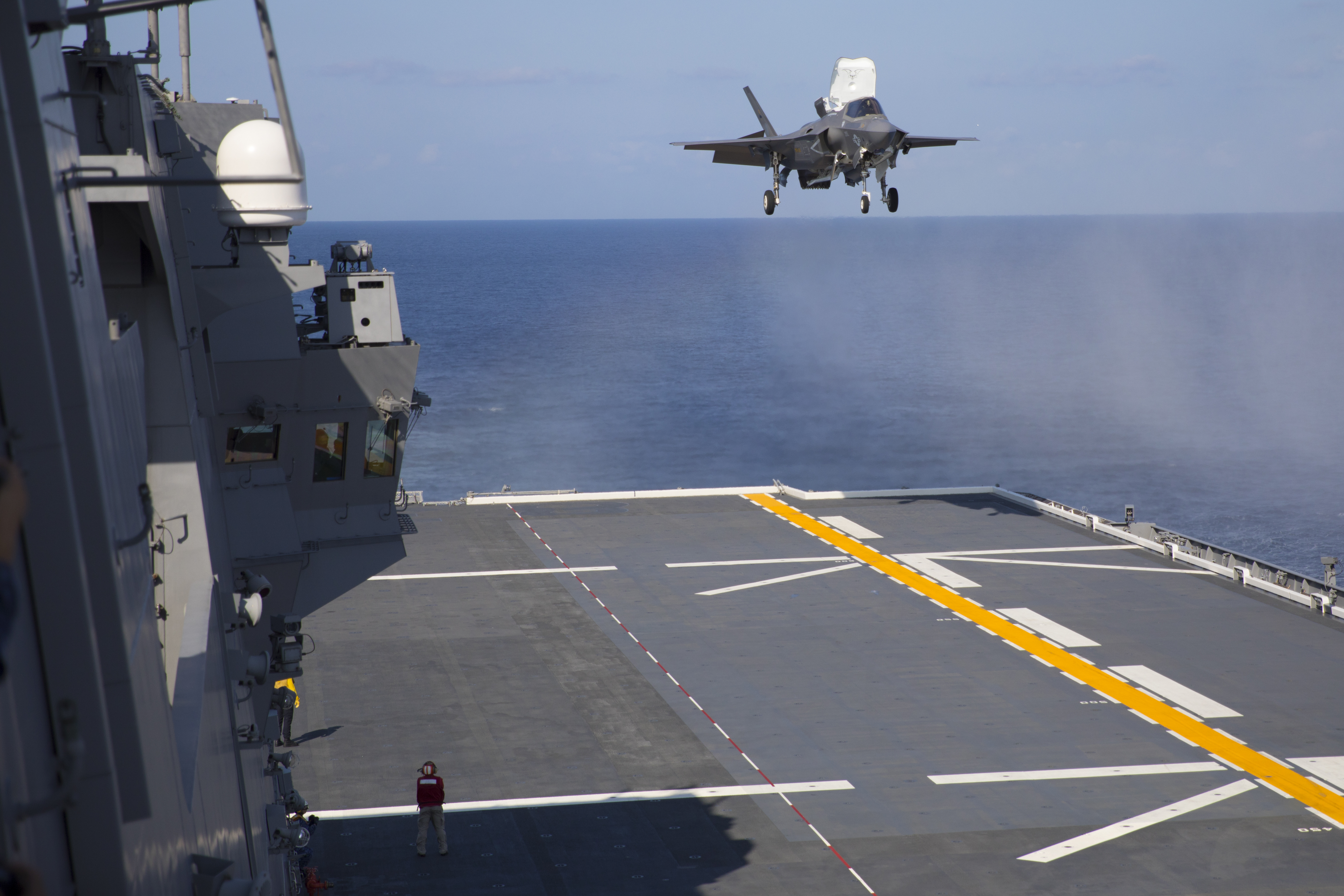
Am 3. Oktober 2021 führten die ersten F-35B Landungen und Starts von der JS Izumo aus durch

Im April 2011 schrieb die japanische Luftwaffe den F-X-Wettbewerb aus, in dem ein Nachfolger für deren etwa 70 F-4EJ Kai Phantom II gefunden werden sollte. Die Frist zum Einreichen der Angebote endete im November 2011, am 20. Dezember wählte das japanische Verteidigungsministerium dann die F-35A Lightning II aus. Die 42 Maschinen sollten ab 2016 in der Version Block 3 der Flotte zulaufen. Der Vertrag im Wert von acht Milliarden US-Dollar sah ursprünglich vor, dass die ersten vier Exemplare bereits im japanischen Fiskaljahr 2012 (das am 1. April beginnt) geliefert werden, die erste Maschine hatte letztendlich am 23. September 2016 ihren Rollout. Die ersten vier Exemplare sollten bei Lockheed in Fort Worth vom Band laufen, die verbleibenden 38 Maschinen von Mitsubishi Heavy Industries in Japan hergestellt werden. Die Ausbildung der Mechaniker begann bereits Anfang 2016, die der Piloten wurde ab November 2016 aufgenommen.
Im Dezember 2018 beschloss das japanische Kabinett, die geplante F-35-Flottengröße von 42 auf 147 Maschinen aufzustocken. Die 105 Maschinen unterteilen sich in 65 F-35A und 40 F-35B. Mit den zusätzlichen F-35A-Maschinen sollen rund 100 ältere F-15J ersetzt werden, die nicht mehr ertüchtigt bzw. aufgerüstet werden können, wohingegen die F-35B auf den Hubschrauberträgern der Izumo-Klasse eingesetzt werden sollen, womit diese zu Flugzeugträgern werden. Mit der Nachbestellung wird Japan zum zweitgrößten F-35-Nutzer.
Der Zulauf der F-35A beim 3. Geschwader in Misawa hatte bereits Ende Januar 2018 begonnen. Die erste Einsatzstaffel, die 302., wurde im März 2019 in Misawa aufgestellt. Die zweite F-35A Einheit, das 6. Geschwader in Komatsu, erhielt 2025 ihre ersten Exemplare.
Die Version F-35B ist seit August 2025 auf dem Flugplatz Nyutabaru bei Miyazaki auf der südlichsten der vier Hauptinseln Japans, Kyūshū, stationiert.

#### Südkorea
Südkorea gab im November 2013 seine Entscheidung bekannt, im Rahmen seines F-X III 40 Exemplare der F-35A zu beschaffen, die ab 2018 ausgeliefert werden sollten. Die ersten beiden Exemplare der südkoreanischen Luftwaffe trafen Ende März 2019 auf der Cheongju Air Base, der Heimat des 17. Geschwaders, ein. Weitere 25 Maschinen wurden im September 2023 bestellt.

#### Niederlande
Die Niederlande planten anfangs, insgesamt 85 F-35A als Ersatz für die F-16AM anzuschaffen. Dabei beteiligten sich die Niederlande als Level-2-Partner auch bei der Entwicklung der F-35 und finanzierten zunächst zwei Testmuster. Als dem niederländischen Parlament der Finanzierungsplan des F-35-Programms vorgelegt wurde (5,5 Mrd. Euro Anschaffungskosten sowie 9,1 Mrd. Euro Betriebskosten über 30 Jahre), löste dieser eine heftige Kontroverse aus. Diese führte dazu, dass das Parlament am 20. Mai 2010 entschied, dass die Risiken des F-35-Programms zu groß seien, und deshalb beschloss, die Regierung aufzufordern, das Engagement zu beenden. Damit wäre die 2009 erworbene Testmaschine abgeschrieben und ein zweites geplantes Muster nicht mehr finanziert worden. Letztendlich entschied man sich am 21. April 2011 für das F-35-Programm und genehmigte die Anschaffung einer zweiten Testmaschine.
Allerdings wurde erst im September 2013 die Beschaffung von 37 Exemplaren bestätigt. Nach 2019 wurden dann in mehreren Schritten 21 weitere Exemplare nachbestellt. Die niederländischen F-35A werden nach dem Vorbild der F-35A der norwegischen Luftwaffe mit Bremsschirmbehältern auf dem Rumpfrücken nachgerüstet.
Als Erprobungseinheit dient seit November 2014, zunächst stationiert in den USA, die 323. Squadron, während die 322. Squadron die erste Einsatzstaffel ist. Die erste Landung einer niederländischen F-35 in den Niederlanden erfolgte am 23. Mai 2016, die beiden beteiligten Luftfahrzeuge wurden zu Testzwecken über den Atlantik und wieder zurück in die Staaten überführt, wo die Testkampagne fortgesetzt wurde. Am 31. Oktober 2019 wurde in einer feierlichen Zeremonie die erste Einsatzmaschine (F-009) bei der 322. Squadron in Empfang genommen. Dabei wurde die Maschine von der Flughafenfeuerwehr versehentlich anstatt mit Wasser mit aggressivem Feuerlöschschaum besprüht, was möglicherweise zu Schäden an der Stealth-Beschichtung und dem Triebwerk geführt hat. Die zweite Einsatzstaffel, die 313. Squadron in Volkel, erhielt Anfang 2022 ihre ersten F-35A.
Die Niederlande waren im Sommer 2024 das erste Land, in dem die F-35A im Rahmen der Nuklearen Teilhabe die Rolle des Atombombenträgers übernahm, die vollumfängliche Tauglichkeit („Full Operational Capability“) wurde mit Außerdienststellung der F-16 Ende September 2024 erklärt.

#### Norwegen

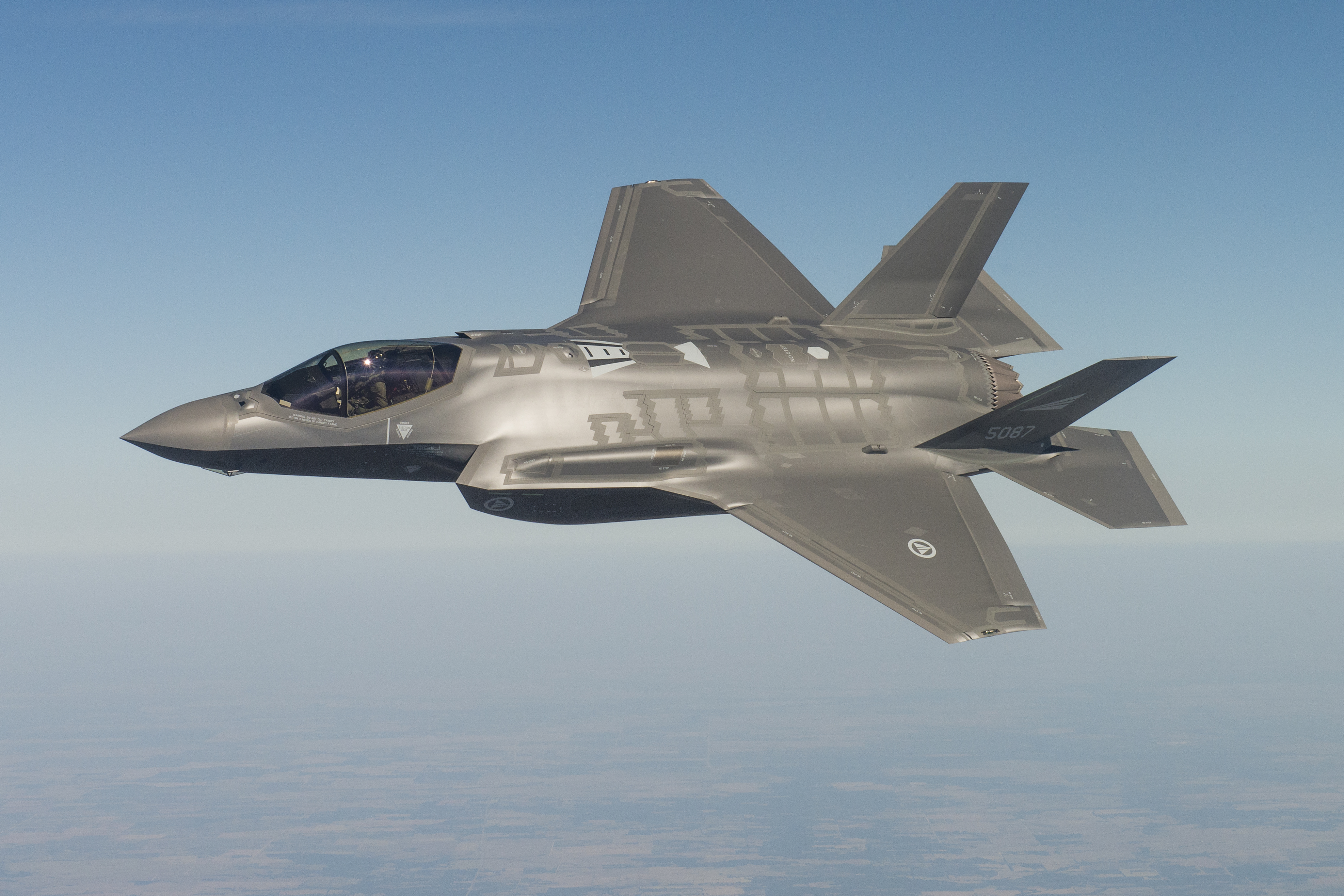
F-35A der norwegischen Luftstreitkräfte

Norwegen betreibt eine Flotte von 52 Maschinen. Es bestellte zu Beginn 46 Maschinen fest und erwarb eine Option auf sechs weitere; diese Option wurde im Oktober 2013 eingelöst mit geplanter Auslieferung 2018. Im Jahre 2008 war für 48 Exemplare ein Gesamtpreis von 2,5 Milliarden US-Dollar, pro Maschine 52 Millionen US-Dollar, angesetzt. Dieser Preis war ein wesentlicher Faktor für den Entscheidungsprozess der Streitkräfte zugunsten der F-35 und gegen die Saab „Gripen NG“.
Lockheed Martin übergab am 22. September 2015 die erste F-35 an die norwegischen Streitkräfte für das Flugtraining in Luke. Die Überführung der ersten Einsatzexemplare auf die norwegische Haupteinsatzbasis Ørland erfolgte am 3. November 2017. Die letzten beiden von 52 F-35A trafen im Frühjahr 2025 im Land ein.
Die norwegischen F-35A waren die ersten F-35, die über Bremsschirme verfügen. Der Bremsschirm befindet sich in einem Behälter auf dem hinteren Rumpfrücken. Daher wird diese F-35A-Version auch als F-35N bezeichnet.
Norwegen plante eine Zusammenarbeit mit Großbritannien in Fragen der Wartung und der Ausbildung des technischen Personals sowie der Piloten. Eine Absichtserklärung wurde von beiden Ländern Anfang September 2013 unterzeichnet.
Die Maschinen sind auf ihrer Haupteinsatzbasis Ørland stationiert. Daneben gibt es mit Evenes eine vorgeschobene Basis im Norden des Landes und mit Rygge eine weitere Einsatzbasis im Süden des Landes. Hier befindet sich auch das nationale Wartungszentrum.

#### Vereinigtes Königreich

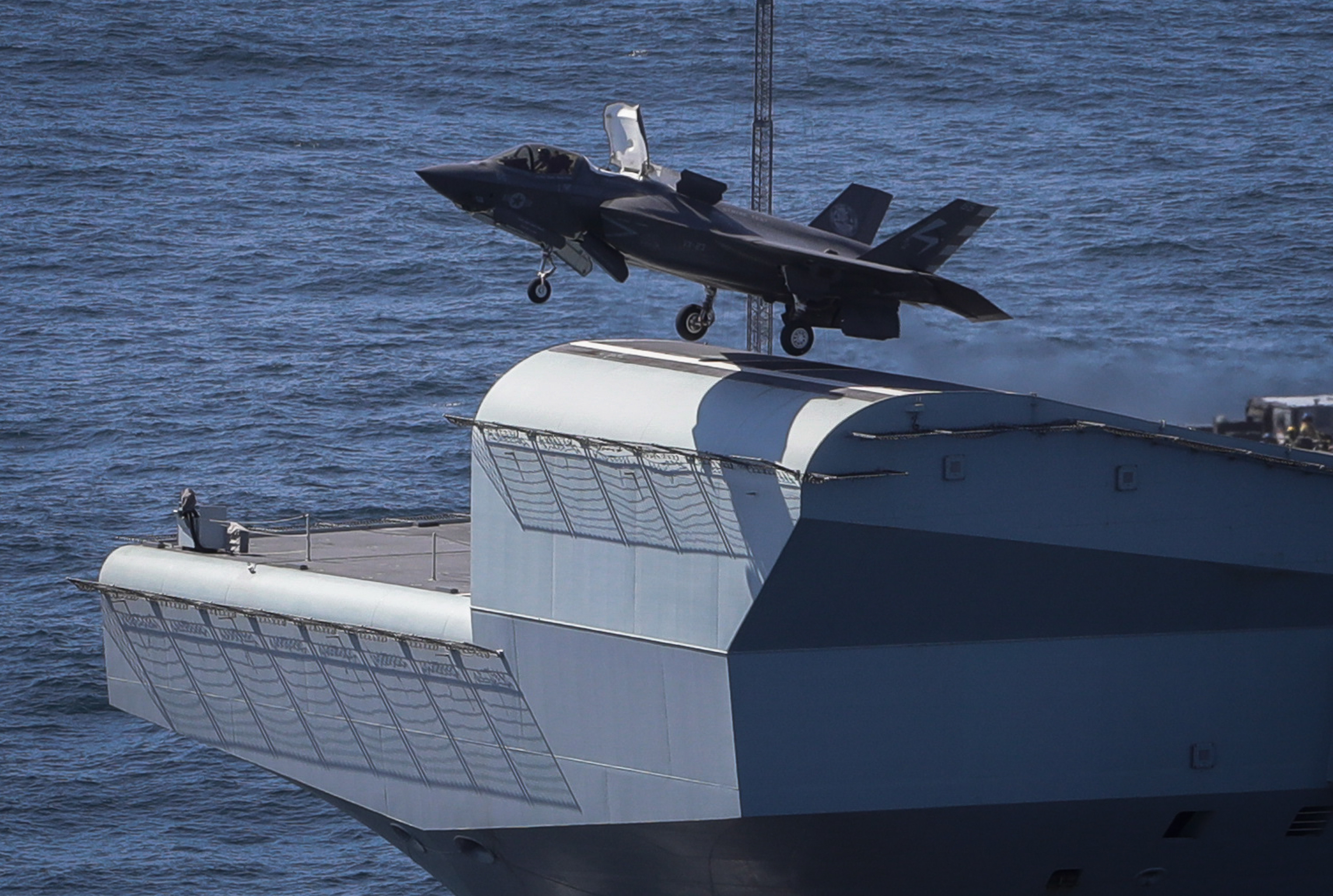
F-35B startet von einer Rampe der Queen Elizabeth.

Großbritannien plante ursprünglich, seine frühere Harrier-Flotte durch 138 F-35B Lightning II (britischer Projektname: Joint Combat Aircraft) zu ersetzen. Diese sollten von Royal Navy und Royal Air Force gemeinsam betrieben werden, wobei sie bei der RN auf den beiden Trägern der Queen-Elizabeth-Klasse eingesetzt werden, während die RAF sie als senkrechtstartende Ergänzung zu Eurofightern und Tornados genutzt hätte.
Im Rahmen des Sparpaketes der britischen Regierung und der Strategic Defence and Security Review (SDSR) 2010 wurde die Planung korrigiert. Damit sollten konventionell startende C-Varianten der F-35 beschafft werden, die aufgrund des entfallenen komplexen Senkrechtstartsystems sowohl günstiger als auch leistungsstärker (43 % größere Treibstoffkapazität) wären. Es sollten auch nur noch 12 Flugzeuge je Träger (von ursprünglich 36) sowie 50 Flugzeuge insgesamt beschafft werden; eine exakte Stückzahl sollte aber erst im Rahmen des nächsten Defence Reviews im Jahr 2015 bestimmt werden.
Die erste für Großbritannien bestimmte F-35B (BK-1) hatte am 22. November 2011 in Fort Worth ihren Roll-out. Dies war eine von zwei Maschinen, die bereits vor der früheren Auftragsänderung zur F-35C bezahlt wurden. Der Erstflug erfolgte im Frühjahr 2012. Das dritte britische Exemplar sollte mit der CK-1 eine F-35C sein.
Im Mai 2012 wurde die Entscheidung für die F-35C revidiert. Der Grund war die Verdreifachung der geschätzten Kosten für die Umkonstruktion der Flugzeugträger der Queen-Elizabeth-Klasse auf nunmehr zwei Milliarden Pfund je Schiff. Es wurden daher letztendlich vier F-35B-Vorserienmaschinen BK-1 bis BK-4 hergestellt und die Stückzahlreduzierung der Einsatzflugzeuge wurde mit dem SDSR 2015 revidiert. Laut der Review von 2015 bleibt das Ziel von 138 Flugzeugen in drei Tranchen bestehen. Beabsichtigt wurde zunächst der Kauf von 74 Flugzeugen einer ersten (48) und zweiten Tranche (27 inklusive einem Ersatzflugzeug für das 2021 abgestürzte).
Am Rande des NATO-Gipfels in Den Haag 2025 gab die britische Regierung bekannt, im Rahmen der nächsten Festbestellung auch 12 F-35A zu bestellen, um damit Mitglied der Nuklearen Teilhabe zu werden. Die kostengünstigeren F-35A sind auch für das Flugtraining vorgesehen. Daneben wird die zweite Tranche noch 15 F-35B umfassen.
Als Erprobungseinheit dient seit Februar 2015 die 17.(R) Squadron auf der Edwards AFB und die erste Einsatzstaffel, die No. 617 Squadron (RAF), fungierte, bis April 2018 zunächst noch als „Designate Squadron“, von 2016 bis 2018 auf der MCAS Beaufort als Umschuleinheit. Ihre Verlegung nach RAF Marham erfolgte Mitte 2018. Nachdem diese die erste beschränkte Einsatzbereitschaft erlangte, verlegten die ersten der bis zu diesem Zeitpunkt in den USA zur Schulung eingesetzten F-35B Mitte 2019 nach England und die 207.(R) Squadron wurde als Umschuleinheit reaktiviert. Die zweite Einsatzstaffel wird ab April 2023 die 809. Naval Air Squadron (RN).

### Flugzeuge bestellt

#### Finnland
Im Rahmen einer Ausschreibung beschloss die finnische Luftwaffe am 10. Dezember 2021, 64 neue F-35A Block 4 als Ersatz für ihre F/A-18 Hornet zu beschaffen. In der Ausschreibung setzte sich die F-35 gegen die Konkurrenten Boeing F/A-18 Super Hornet, Dassault Rafale, Eurofighter Typhoon und Saab Gripen durch. Die Auslieferung soll ab 2026 beginnen, mit einer geplanten Indienststellung im Zeitraum von 2028 bis 2030. Der Vertrag zur Beschaffung der 64 F-35A und den dazugehörigen Wartungsservices wurde am 11. Februar 2022 geschlossen. Die Flugzeuge werden in Rovaniemi und Kuopio/Rissala stationiert werden.

#### Singapur
Singapur plante ab 2003, genau wie Israel, im Rahmen des sogenannten „Security Cooperative Participants“ (SCP) die Anschaffung der F-35 und will damit seine F-15SG-Flotte ergänzen. Obwohl Singapur keine direkten Entwicklungskosten trägt, kann es durch das SCP-Abkommen die F-35 akquirieren und Nutzen aus der technischen Entwicklung für ihre bisher eingesetzten Flugzeuge ziehen. Anfang 2019 wurden zunächst vier F-35B bestellt und weitere acht Exemplare dieser Variante wurden drei Jahre später beauftragt. Im Jahr 2024 wurden zusätzlich acht F-35A bestellt.

#### Schweiz
Die Schweizer Luftwaffe plant, bis 2030 36 neue Kampfflugzeuge in Dienst zu stellen. Zu diesem Zweck wurden im Laufe des Jahres 2019 vier verschiedene Modelle getestet.
Verteidigungsministerin Viola Amherd empfahl im Juni 2021 den F-35A zum Kauf. Der Bundesrat entschied am 30. Juni 2021, dem Parlament die Beschaffung von 36 F-35A zu einem Gesamtpreis von 5,068 Milliarden Franken zu beantragen. Der F-35A erzielte in der technischen Evaluation den höchsten Gesamtnutzen und gleichzeitig die tiefsten Gesamtkosten (bestehend aus den Beschaffungs- und Betriebskosten).
Der Kaufvertrag wurde am 19. September 2022 unterzeichnet. Kurz darauf wurde die Stop-F35-Initiative zurückgezogen, da eine Abstimmung nach Abschluss der Verträge sinnlos gewesen wäre. Innerhalb von 30 Jahren sollen laut den Schweizer Behörden Gesamtkosten von 15,5 Milliarden Franken (inklusive Kaufpreis) entstehen. Für den Betrieb einer F-35A werden 9,66 Millionen Franken pro Jahr kalkuliert. Schon zuvor waren Zusatzkosten für ein Triebwerks-Update bekannt geworden.
Die ersten acht Flugzeuge sollen bei Lockheed Martin in den USA gefertigt und ab 2027 ausgeliefert werden. Sie sollen in den USA für die Ausbildung der Schweizer Piloten genutzt werden. Mindestens 24 Flugzeuge sollen bei Leonardo in Italien gefertigt werden. Vier Flugzeuge sollen bei RUAG als Teil der vereinbarten Gegengeschäfte in der Schweiz endmontiert werden.
Im Juni 2025 wurde bekannt, dass der Bundesrat mit massiven Mehrkosten des F-35-Kaufs konfrontiert ist. In Medien war der tiefe Preis als Fixpreis schon drei Jahre zuvor angezweifelt worden.

#### Polen
Polen plant, 32 F-35A Block 4 anzuschaffen, um seine in die Jahre gekommenen MiG-29 und Su-22 zu ersetzen. Im September 2019 gab die US-Regierung dafür grünes Licht, und am 31. Januar 2020 wurde der entsprechende Vertrag unterzeichnet. Der Kaufpreis soll sich auf 6,5 Milliarden Dollar belaufen. Polen hatte für seine Luftwaffe bereits 48 F-16C/D-Jets von Lockheed Martin erworben. Der Erstflug einer polnischen 'Husarz', so der Name in Polen, erfolgte am 2. Dezember 2024.

#### Deutschland

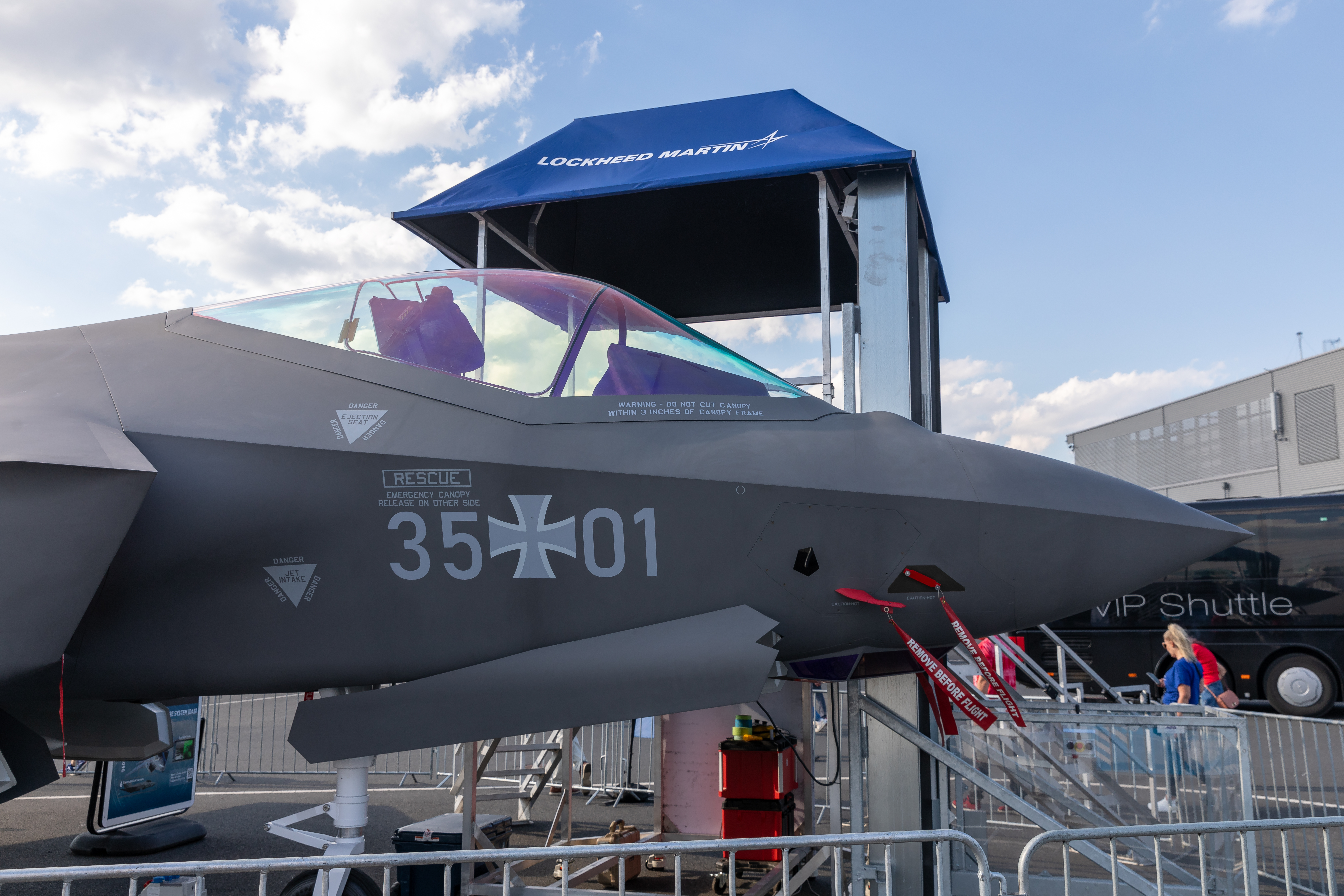
Mock-up einer F-35A für die Deutsche Luftwaffe mit fiktiver Registrierung 35+01

Nach erstmals im Mai 2017 veröffentlichten Medienberichten erwog die Bundesrepublik Deutschland zu diesem Zeitpunkt die Beschaffung von F-35-Flugzeugen für die Luftwaffe. Dazu wurden vom Hersteller weitere, z. T. geheime Informationen über Sensorik, Informationsmanagement und Kampffähigkeiten der F-35 angefordert. Die damalige Bundesverteidigungsministerin Ursula von der Leyen erklärte 2018 laut Handelsblatt, dass sie „eine Prä“ für den Eurofighter Typhoon habe. Somit war die F-35 als Tornado-Nachfolger unwahrscheinlich geworden.
Im Januar 2022 wurden mehrere Prüfaufträge erteilt. So sollte nochmals geklärt werden, ob ein Kauf der F-35 eine Alternative für die Beschaffung der Boeing EA-18 sein könnte, oder ob der Eurofighter auch für den elektronischen Kampf infrage kommen würde, den bisher der Tornado übernahm.
Am 27. Februar 2022 erklärte Bundeskanzler Olaf Scholz in einer Rede im Bundestag zum Krieg in der Ukraine, dass Deutschland zusammen mit Frankreich und weiteren Partnern einen eigenen Nachfolger für den Panavia Tornado entwickeln wollte, dass aber in der Zwischenzeit die F-35 in Betracht komme, um Deutschlands Fähigkeiten im Bereich der nuklearen Teilhabe weiterhin zu ermöglichen. Am 14. März 2022 gab das Bundesverteidigungsministerium die Beschaffung der F-35 bekannt. Geplant sei der Kauf von insgesamt 35 Flugzeugen des Typs „F-35A“ neben 15 Eurofightern des Typs „ECR“. Am 14. Dezember 2022 billigte der Bundestag den Kauf von 35 F-35 für zehn Milliarden Euro. Am selben Tag noch wurde der Kaufvertrag zwischen dem BAAINBw und der USAF unterzeichnet und die Flugzeuge bestellt. Die ersten Maschinen sollen im Jahr 2026 in Dienst gestellt werden, die ersten F-35 im Jahr 2027 am Standort Büchel eintreffen. Die F-35A-Rumpfmittelteile werden ab Juli 2025 von Rheinmetall in einem neuen Werk in Weeze nicht nur für Deutschland gefertigt, so sollen auf zirka 60.000 Quadratmetern mit dereinst über 400 neuen Mitarbeitern zirka 400 Rumpfmittelteile produziert werden. Der Spatenstich für das neue Werk erfolgte im Sommer 2023.
Der offizielle Baubeginn des ersten deutschen Luftfahrzeugs erfolgte Anfang Dezember 2024.

#### Kanada
Kanada plante zunächst, 65 in Kanada hergestellte CF-35A für das Canadian Forces Air Command zu bestellen, die ab 2016 zulaufen sollten. Als Einsatzbasen waren Bagotville in Québec und Cold Lake in Alberta vorgesehen, wobei beide Geschwader, das 3. und das 4. Wing, mindestens je 24 Einsatzmuster erhalten sollten. Am 6. Dezember 2012 gab Kanada bekannt, dass es aus dem F-35-Projekt aussteigt, teils wegen Verzögerung im Projekt, teils wegen der steigenden Kosten für die kanadischen Steuerzahler in Höhe von zuletzt voraussichtlich über 30 Milliarden Dollar.
Am 28. März 2022 entschied die kanadische Regierung 88 Flugzeuge für 19 Mrd. US-Dollar zu beschaffen. Der Vertrag wurde Anfang 2023 geschlossen, der Zulauf der Jets soll 2026 beginnen.

#### Rumänien
Am 27. September 2023 wurde bekannt, dass die rumänische Regierung 32 F-35 für 6,1 Milliarden Euro kaufen will. Später sollen weitere 16 F-35 gekauft werden. Das Verteidigungsministerium Rumäniens schrieb, im Preis enthalten seien auch logistische Unterstützung, Pilotentrainings und Munition. Am 13. September 2024 billigte das US-Außenministerium deren Lieferung und der „Letter Of Acceptance“ erfolgte zwei Monate später.

#### Tschechien
Im Juli 2022 gab das tschechische Verteidigungsministerium bekannt, mit den USA über 24 Flugzeuge verhandeln zu wollen. Der „Letter of Offer and Acceptance“ (LOA) im Rahmen des FMS-Verfahrens wurde im Januar 2024 unterzeichnet. Die Kampfjets sollen zwei Staffeln ausrüsten und von 2031 bis 2035 ausgeliefert werden.

#### Griechenland
Am 27. Januar 2024 begrüßte der griechische Premierminister Mitsotakis die schriftliche Bestätigung durch den US-Außenminister Antony Blinken über die Kaufbestätigung von vorerst 20 Stück TR-3, Block4 für 2028 mit Option auf bis zu 20 weitere Flugzeuge.

### Beschaffung ausgesetzt

#### Thailand
Ende 2022 wurde bekannt, dass die Royal Thai Air Force gegenüber den USA im Jahr 2021 ihr Interesse an einer Beschaffung von 12 F-35A zum Ausdruck gebracht habe, deren Auslieferung sich von 2026/27 bis 2034 erstrecken sollte. Thailand ist aus Sicht des Programms kein Wunschpartner und arbeitet teils mit China zusammen. Vordergründig wegen der Schwierigkeit, zu liefern, war das Ersuchen vermutlich nicht ernsthaft in Erwägung gezogen worden.

#### Vereinigte Arabische Emirate
Die Luftstreitkräfte der Emirate könnten nach dem Einverständnis seitens Israels mit F-35 Lightning II ausgerüstet werden, jedoch nicht auf dem aktuellen technischen Niveau, um den Vorsprung der israelischen Luftwaffe zu wahren. Das war der Stand 2020, der jedoch 2021 eingefroren wurde wegen der Zusammenarbeit der VAE mit China.

#### Taiwan
2018 bekräftigte Taiwan allgemein das Interesse an der Anschaffung von F-35-Kampfflugzeugen. Diese Pläne wurden ungeachtet der Ungewissheit, ob die USA überhaupt zu einer Lieferung bereit wären, zugunsten einer Modernisierung der bestehenden F-16-Modelle vorerst aufgegeben.

### Beschaffung storniert

#### Türkei
Die Luftwaffe der Türkei wollte ihre F-4-Phantom-Kampfjets durch F-35A ersetzen. Die Türkei war ab 1999 Partner im JSF-Programm und wollte bis zu 136 F-35 beschaffen. Die türkische Luftwaffe plante 120 F-35A und 16 F-35B für die türkische Marine, die dann 2021 auf der Anadolu eingesetzt werden sollten. Die Maschinen sollten ursprünglich ab 2015 ausgeliefert werden. Gleichzeitig hatte die Türkei Zulieferverträge mit einem Volumen von zwölf Milliarden Dollar für türkische Luftfahrtfirmen ausgehandelt.
Die ersten beiden Maschinen wurden im Juni 2018 offiziell an die Türkei übergeben. Sie blieben aber bis mindestens 2020 in den USA auf der Luke Air Force Base, wo türkisches Personal an ihnen unterwiesen wurde.
Am 14. August 2018 blockierte US-Präsident Trump die Auslieferung der bestellten F-35 an die Türkei. Als Grund wurde die geplante Beschaffung des russischen S-400-Flugabwehrsystems durch die Türkei genannt, das von der US-Seite als „Auge Moskaus“ im NATO-Gebiet zur Erlangung von Daten über die F-35 gesehen wird.
Am 17. Juli 2019 gab die US-amerikanische Regierung bekannt, dass die Lieferung der bestellten F-35 an die Türkei storniert wurde. Zu den Teilelieferungen aus der Türkei wurde keine Aussage getroffen. Die Zulieferverträge aus der Türkei laufen gemäß Vertrag noch bis 2022. Im November 2019 war die Umlagerung von 80 Prozent der Teile auf andere Hersteller schon eingeleitet.
Ursprünglich beschloss das Pentagon im Juli 2020, dass die für die Türkei vorgesehenen Flugzeuge der US Air Force übergeben werden sollten.